# A Dal (2018)
A Dal 2018 egy többrészes show-műsor, melynek keretén belül a nézők és a szakmai zsűri kiválasztotta, hogy ki képviselje Magyarországot a 2018-as Eurovíziós Dalfesztiválon, Portugália fővárosában, Lisszabonban. Az MTVA és a Duna Média 2017. október 9-én reggel tette közzé a pályázati feltételeket és a hivatalos versenyszabályzatot. A dalok leadásának meghosszabbított határideje 2017. november 20-a volt. Újítás, hogy ezúttal innentől már csak online volt lehetősége az előadóknak benyújtani a pályázati anyagot. Az élő show-műsorba beválogatott dalok végleges verzióit 2017. december 20-ig küldhették el a résztvevők az MTVA részére.
A verseny győztese az AWS lett, akik a Viszlát nyár című dalukkal képviselték Magyarországot a 2018-as Eurovíziós Dalfesztiválon.
Az AWS az Eurovíziós Dalfesztivál döntőjében 93 ponttal a huszonegyedik helyet érte el. Az együttes a dalát először a második elődöntőben adta elő, ahonnan a tizennyolc résztvevő közül a tizedik helyen kvalifikálta magát a döntőbe.
A nemzetközi dalfesztivál győztese az Izraelt képviselő Netta lett, aki 529 pontot összegyűjtve nyerte meg a döntőt. A Toy című dal a szakmai zsűrinél a harmadik helyen, míg a közönségnél az első helyen végzett.
A közmédia 2015-ös újrastrukturálásának részeként A Dal című műsor már 2016-ban és 2017-ben is a Dunán volt adáson, valamivel fél nyolc után. 2017. december 4-től a közmédia főadója egy hét erejére visszatért a 2015. március 15-e előtt alkalmazott műsorrendre, melyet úgy tűnt, hogy 2018. január 15-től véglegesítenek, de A Dal fél kilences kezdésére végül nem ez adott okot, hanem hogy a dalválasztó show előtt megismételték a Csak színház és más semmi című magyar sorozat második évadát. Az elődöntőket és a döntőt élőben közvetítette a főadó mellett a Duna World is.

## A helyszín
A műsor helyszínéül az előző évekhez hasonlóan az MTVA Kunigunda útjai székházának 600 m2-es egyes stúdiója szolgált, Budapesten.

## A műsorvezetők és a zsűritagok
A hetedik évadban a műsor házigazdái Rátonyi Kriszta és Freddie lettek. Kriszta 2014-ben már vezette a műsort, majd 2017-ben, Tatár Csilla megbetegedése miatt az elődöntőkben ő helyettesítette. Freddie 2016-ban megnyerte A Dalt, és az Eurovíziós Dalfesztivál döntőjébe bejutva a 19. helyen végzett 108 ponttal. A páros korábban a 2017-es Eurovíziós Dalfesztivál magyar kommentátora volt Kijevben. A kulisszák mögül, illetve az online felületeken a Lóci játszik zenekar frontembere, Csorba Lóci tájékoztatta a közönséget, mint A Dal vloggere. Ezúttal a műsorvezetők a munkáját A Dal Kulissza című műsorban Pflum Orsi és Forró Bence segítette.
A szakmai zsűrit képviseli:
- Frenreisz Károly: a Nagy Generáció kiemelkedő zenész-zeneszerzője, a Metro, az LGT és a Skorpió zenekar tagja
- Schell Judit: Jászai Mari-díjas magyar színésznő, érdemes művész
- Mező Misi: a Magna Cum Laude énekes-gitárosa
- Both Miklós: kétszeres Fonogram díjas előadóművész, zeneszerző.

## A résztvevők
Az MTVA 2017. december 6-án jelentette be az élő műsorsorozatba jutottak névsorát egy sajtótájékoztató során, melyet a budapesti Akvárium Klubban tartottak. Ekkor mutatták be A Dal 2018 vloggerét is, aki ebben az évben Csorba Lóci lett, a Lóci játszik zenekar frontembere.
| Előadó                                                   | Dal                         | Zene / Szöveg |
| -------------------------------------------------------- | --------------------------- | --- |
| #yeahla feat. Eszes Viki                                 | 1 Szó Mint 100              | Jelasity Péter |
| Andy Roll                                                | Turn the Lights On          | Dutka András |
| AWS                                                      | Viszlát nyár                | Kökényes Dániel, Brucker Bence, Veress Áron, Schiszler Soma / Siklósi Örs                                                            |
| Ceasefire X                                              | Satellites                  | Vavra Bence András, Szűcs Norbert / Kozma Kata                                                                                       |
| Dánielfy Gergely                                         | Azt mondtad                 | Dánielfy Gergely / Völgyesi Árpád |
| Fourtissimo feat. Markanera                              | Kisnyuszi a kalapban        | Ferencz-Kuna Valéria, Kuna Márton, Ferencz-Kuna Gyula, Kuna Bence / Ferencz-Kuna Valéria, Kuna Bence                                 |
| Gulyás Roland                                            | H Y P N O T I Z E D         | Márta Alex |
| Ham ko Ham                                               | Bármerre jársz              | Tóth G. Zoltán / Kathy Zsolt |
| Heincz Gábor Biga                                        | Good vibez                  | Heincz Gábor / Méhes Adrián |
| Horváth Cintia és Balogh Tomi                            | Journey (Break Your Chains) | Balogh Tamás, Horváth Cintia |
| Horváth Tamás                                            | Meggyfa                     | Horváth Tamás |
| Király Viktor                                            | Budapest Girl               | Király Viktor, Ashley Hicklin, Závodi Marcel, Király Tamás / Király Viktor, Ashley Hicklin                                           |
| Knoll Gabi                                               | Nobody to Die For           | Knoll Gabi, Burai Krisztián, Stanislav Bendarzsevszkij / Knoll Gabi                                                                  |
| Leander Kills                                            | Nem szól harang             | Köteles Leander |
| LivingRoom                                               | Kirakat élet                | Pál Benjamin / Pál Benjamin, Prommer Patrik                                                                                          |
| Maszkura és a tücsökraj                                  | Nagybetűs szavak            | Biró Szabolcs, Boros Gábor, Földesi Attila, Kertész Csaba, Vikukel Dániel / Bíró Szabolcs                                            |
| Maya 'n' Peti                                            | Nekem te                    | Szalma Edvárd, Szikszai Péter |
| Nemzenekar                                               | Waiting                     | Pásztor Gyula, Károly Tamás / Pásztor Gyula                                                                                          |
| Nene                                                     | Mese a királyról            | Vörös Milán Erik, Orsovai Renáta Katalin, Márkosi József, Boda Evelin, Varga Szabolcs Balázs, Ferencz Péter / Orsovai Renáta Katalin |
| Noémo                                                    | Levegőt!                    | Takácsová Noémi, Szabó Dániel Ferenc, Szeifert Bálint Artúr, Tóth István / Takácsová Noémi, Jeszenszky Márton                        |
| Nova Prospect                                            | Vigyázó                     | Kiss József / Schautek Bálint |
| Odett                                                    | Aranyhal                    | Toldi Miklós, Polgár Odett / Hujber Szabolcs                                                                                         |
| Patikadomb                                               | Jó szelet!                  | Dobos Gábor, Kátai Tamás, Ujvári Gyula / Dobos Gábor                                                                                 |
| Peet Project                                             | Runaround                   | Ferencz Péter, Magán Olivér, Závodi Attila, Gudics Martin, Gudics Marcell / Ferencz Péter                                            |
| SativuS                                                  | Lusta lány                  | Szabó Márton / Pájer Gábor |
| Singh Viki                                               | Butterfly House             | John King / Andy Vitolo |
| Süle Zsolt                                               | Zöld a május                | Süle Zsolt, Bodnár Péter / Süle Zsolt                                                                                                |
| Szőke Nikoletta, Kökény Attila és Szakcsi Lakatos Róbert | Életre kel                  | Szakcsi Lakatos Róbert / Müller Péter Sziámi                                                                                         |
| The Matter                                               | Broken Palms                | Isaak Palmer, Kozák Örs, Joel David Perez Garcia, Antal Kert / Isaak Palmer                                                          |
| Tolvai Reni                                              | Crack My Code               | Bella Máté, Johnny K. Palmer / Johnny K. Palmer                                                                                      |
| Vastag Tamás                                             | Ne hagyj reményt            | Sztevanovity Krisztián / Sztevanovity Dusán                                                                                          |
| yesyes                                                   | I Let You Run Away          | Szabó Ádám, Somogyvári Dániel / yesyes                                                                                               |

- A The Matter együttes és a Nemzenekar is visszalépett a versenyből, így a szakmai zsűri listáján következő előadók kaptak lehetőséget: a Patikadomb a Jó szelet! című dalával indulhatott a műsorban, míg Singh Viki a Butterfly House-t adhatta elő.[7][8] Ez volt a műsor történetében a második alkalom, hogy a versenyzők önként léptek vissza, és nem a szervezők zárták ki őket. Singh Viki harmadik alkalommal állhat a műsor színpadára; viszont 2016 után másodszor csak egy együttes visszalépéséét követően jutott be.

## A versenyszabályok változása

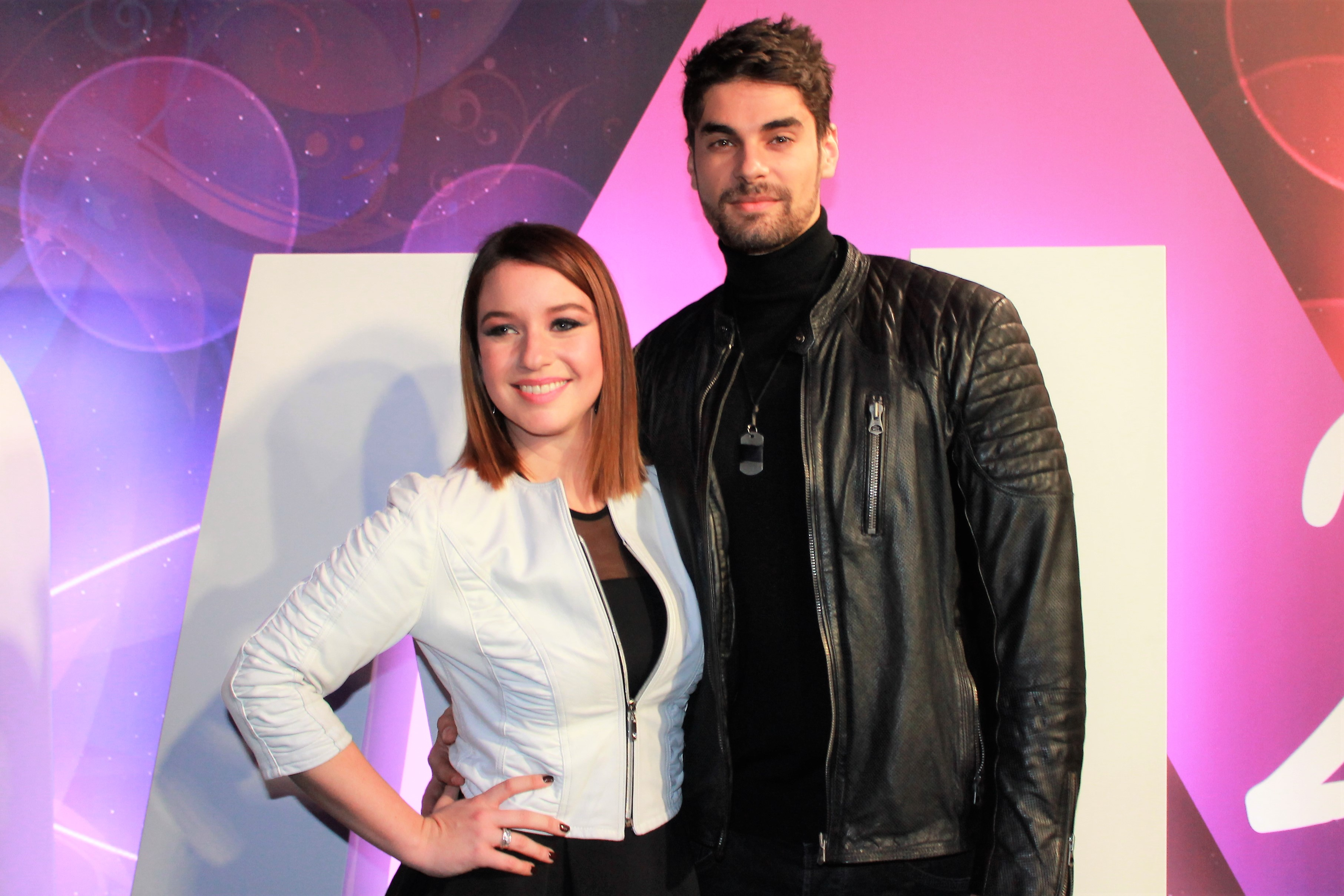
Rátonyi Kriszta és Freddie, A Dal 2018 házigazdái

A Médiaszolgáltatás-támogató és Vagyonkezelő Alap 2017. október 9-én hozta nyilvánosságra a pályázati feltételeket. Nagyobb változtatás az előző évadhoz képest nem történt. Már 2015-ben is csak olyan előadók jelentkezését várták, akiknek már elindult a zenei karrierje, jelent meg legalább egy dala, országosan játszott felvétele, és olyan új dallal tudnak pályázni, amelyik méltó akár a nemzetközi megmérettetésre is. Ezen a szabályon 2018-ra sem változtattak.
Az előző két évadhoz hasonlóan kiosztotta a zsűri A Dal felfedezettje, illetve A legjobb dalszöveg díjat is, ám ezúttal ezeknek a díjaknak a sorsába a nézők nem szólhattak bele.
Az Eurovíziós Dalfesztiválon a produkció előadásában maximum hat személy vehet részt a színpadon. Korábban A Dalban is érvényben volt ez a szabály – 2015 és 2017 között a magyarországi előválogató elő- és középdöntőiben a színpadon lévő emberek számát tíz főben maximálták, míg 2018-tól nem volt felső határ megszabva a színpadon szereplőket illetően. Az új évadnak az egyik legjelentősebb változása, hogy a műsorba való nevezés már nem postai úton, hanem egy online felületen keresztül történt.

## A verseny

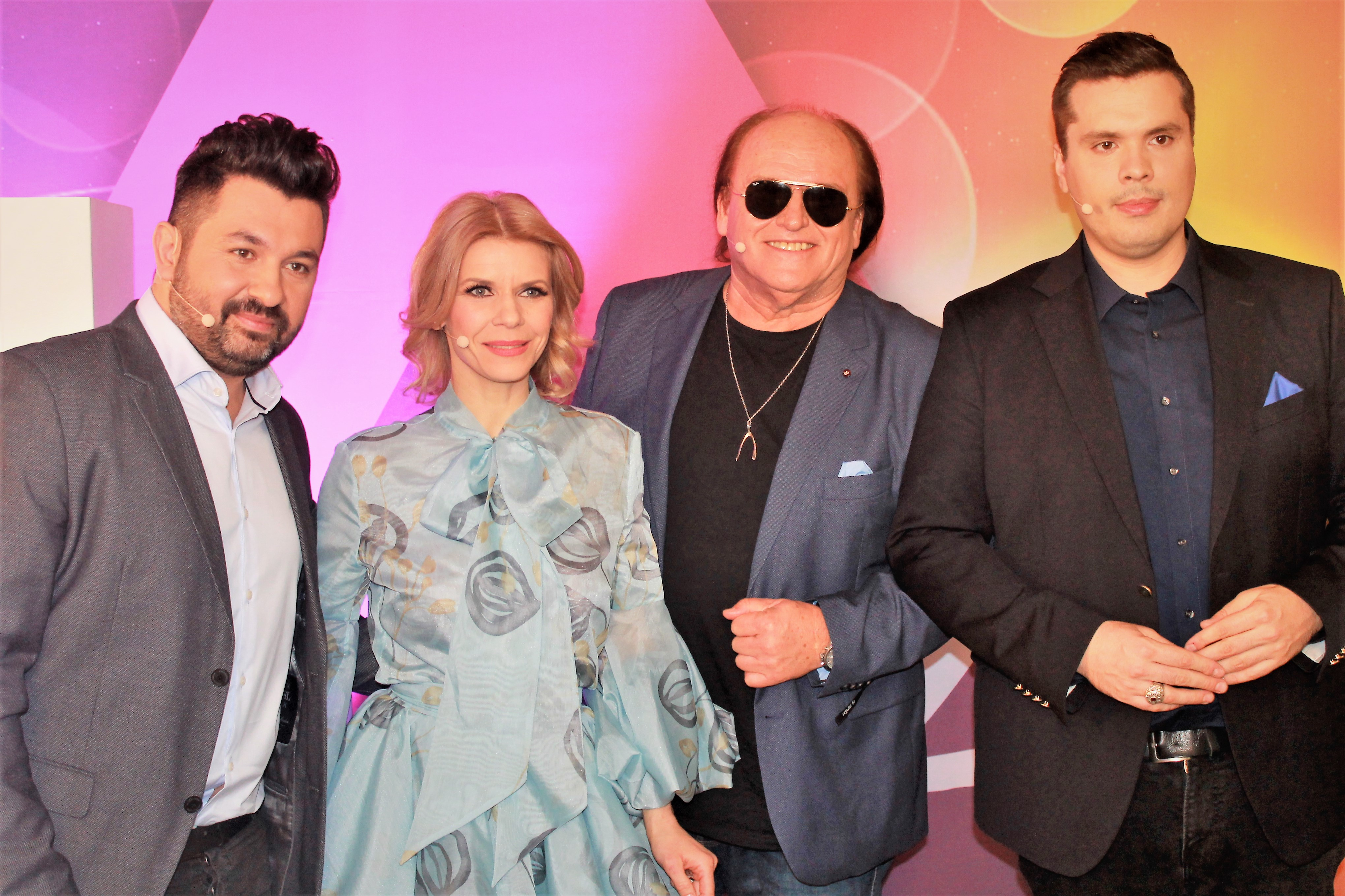
A Dal 2018 zsűrije az első elődöntő előtt 2018. február 10-én

A beérkezett több, mint 350 dal közül egy tíz tagú előzsűri választja ki a magyar válogató résztvevőit. 2017. december 6-án ismertették a közönséggel, hogy melyik az a harminc dal, amelyik bejutott az élő műsorba. A magyar nyelvű dalszövegek mellett angolul, valamint a Magyarország területén élő kisebbségek nyelvén írt pályaműveket várt a zsűri, azonban minden dalhoz csatolni kellett egy magyar nyelvű szöveget vagy fordítást is. Így összesen tizenöt különböző nyelven is megszólalhattak volna a műsor dalai, melyek az alábbiak: angol, bolgár, cigány, görög, horvát, lengyel, magyar, német, örmény, román, ruszin, szerb, szlovák, szlovén és ukrán. Habár angol és magyar nyelvű dalokon kívül nem válogattak a legjobb harmincba más nyelven íródott szerzeményeket ezúttal sem. A nemzeti döntő zsűrije ismét négyfős lett, és a tagjai Schell Judit, Mező Misi, Frenreisz Károly és Both Miklós voltak. Az első válogatóra 2018. január 20-án került sor, a döntő pedig 2018. február 24-én került a Duna és a Duna World képernyőjére.
Januárban és februárban összesen hat show-műsort adtak le. A műsorok során a szakmai zsűri, illetve a közönség szavazata döntött arról, hogy ki képviselje Magyarországot Portugália fővárosában, Lisszabonban a 63. Eurovíziós Dalfesztiválon. A Dal győztese emellett fellép a 2018-as Strand Fesztivál Petőfi Zenei Díjátadó színpadán is. A dalfesztivált a Duna, míg a díjátadó gálát az M2 Petőfi, a Petőfi Rádió és a petofilive.hu közvetítette élőben.
Ötödször indult el az online akusztik szavazás, ahol a dalok akusztikus verzióira lehetett szavazni adal.hu hivatalos honlapon. Az Akusztikus verziók versenyének nyertese Petőfi Akusztik koncertlehetőséget kapott az MTVA felajánlásában.
Az egyes adásokat követően a Dunán A Dal Kulissza címmel indult kísérőműsor.
2017. november 10-én a Petőfi Rádióban A Dal 2018 napot tartottak, ahol az Eurovíziós Dalfesztiválok magyar indulóira, és A Dal győzteseire tekintettek vissza. Déltől este hétig óránként megszólalt a rádióban egy-egy korábbi magyar induló, illetve Dal győztes is: Rúzsa Magdi, Wolf Kati, ByeAlex, Lotfi Begi, Freddie, Kállay-Saunders András és Pápai Joci is megosztotta a tapasztalatait a műsorral kapcsolatosan.
2018. január 6-án és január 13-án A Dal elmúlt hat évadának legjobb pillanatival készült a Duna a nézőknek. A műsor vezetője Rátonyi Kriszta volt.

## Élő adások

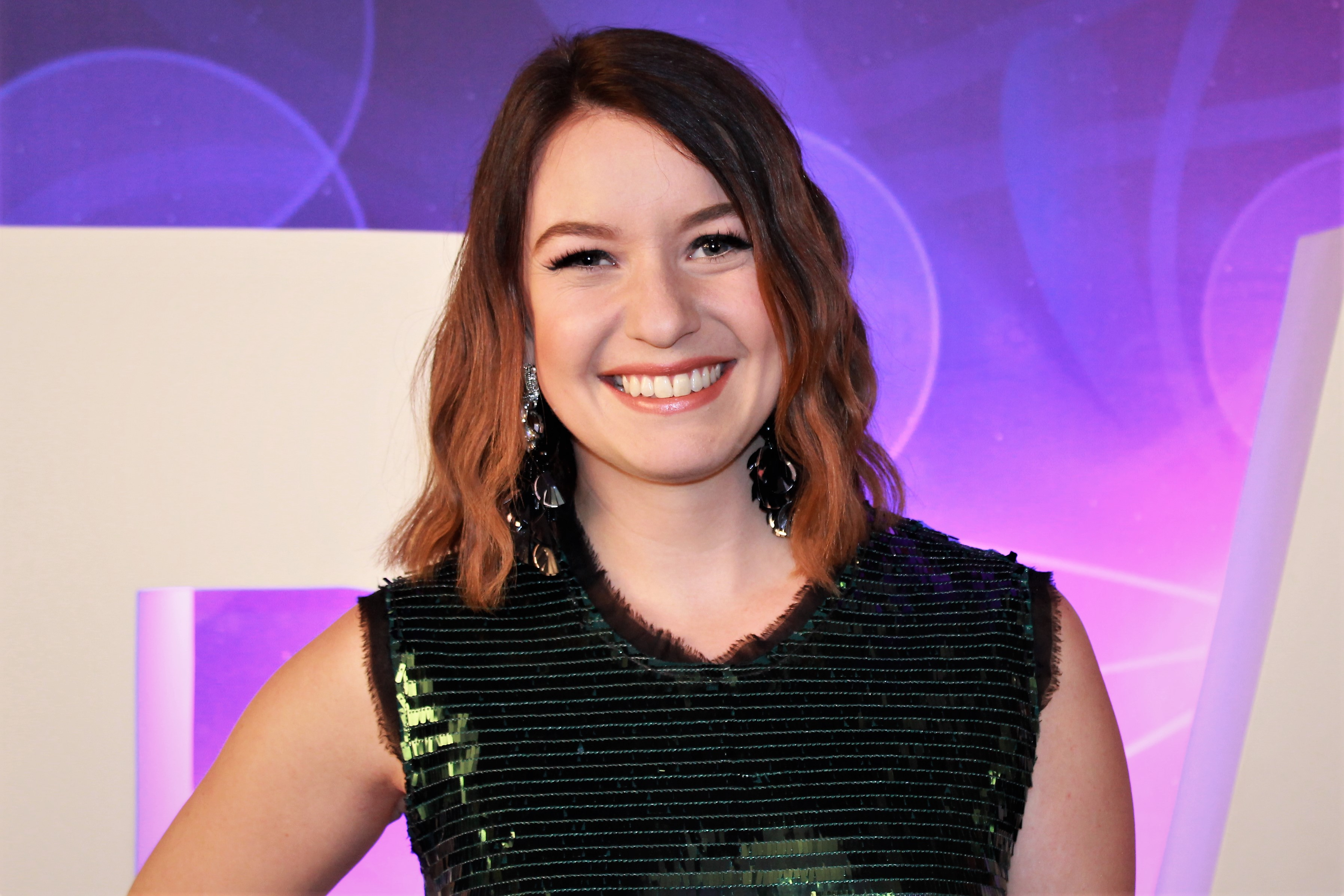
Rátonyi Kriszta, A Dal 2018 egyik műsorvezetője a második válogató előtt 2018. január 27-én

Minden élő műsorban a négytagú zsűri közvetlenül a produkciók elhangzása után pontozza az egyes dalokat 1-től 10-ig. A versenydalok sugárzása alatt a nézők ötödik zsűritagként 1-től 10-ig pontszámot küldhetnek az adott produkcióra A DAL alkalmazáson keresztül, vagy a műsor weboldalán, illetve hagyományos szöveges üzenetben (SMS) is. Egy regisztrációval illetve egy telefonszámról minden dalra lehet pontszámot küldeni, de egy adott produkciót csak egyszer lehet pontozni. Érvényes pontozásnak kizárólag az adott dal elhangzása alatt beérkező pontszám számít. A további pontszámokat a rendszer fogadja ugyan, de érvénytelennek tekinti. A nézői pontszámok átlagát kerekítve hozzáadják a versenydal pontszámaihoz, így alakul ki produkció végleges pontszáma. A kialakult sorrend alapján mind a három válogatóból 5 dal automatikusan az elődöntőbe kerül. Ha a pontozás során holtverseny alakul ki, a zsűri egyszerű szótöbbséggel dönt a továbbjutó dal(ok)ról.
A válogatókban és elődöntőkben a pontszámok alapján nem továbbjutó versenydalokra, – válogatónként 5, elődöntőnként 6 produkcióra a korábban említett három módon lehet szavazatot küldeni. Az SMS-ben, a weboldalon vagy az alkalmazáson keresztül zajló szavazás csak az összes dal elhangzása után indul el minden élő adásban. A pontszámok alapján nem továbbjutó produkciók közül az az 1 dal jut tovább, amelyik a legtöbb SMS-ben, a weboldalon és az alkalmazáson keresztül küldött szavazatot kapja a nézőktől.
A műsort élőben feliratozzák, mely elérhető a Dunán a teletext 333. oldalán.

### Válogatók

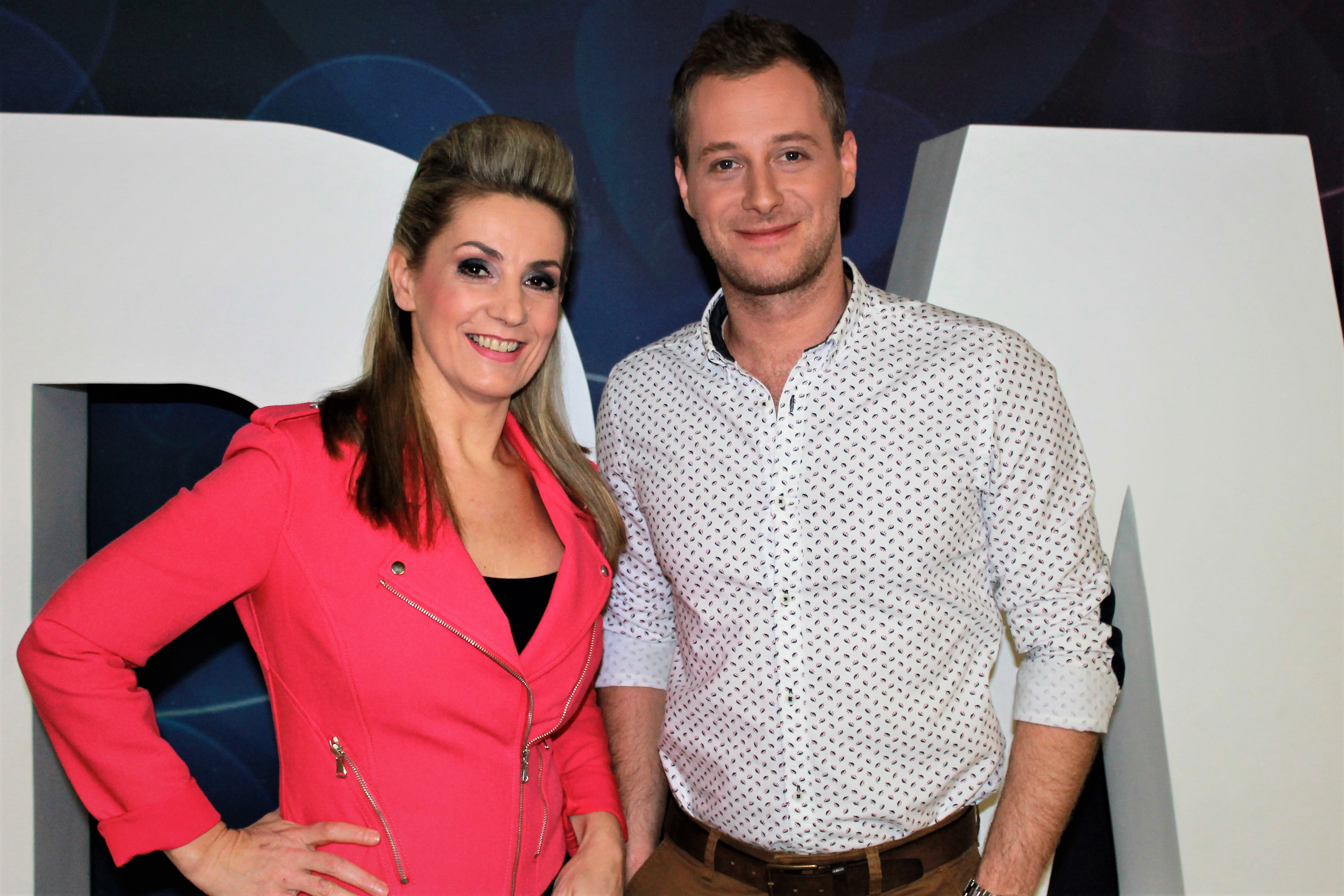
Pflum Orsi és Forró Bence, A Dal Kulissza műsorvezetői a harmadik válogató után 2018. február 3-án

Az MTVA a három válogatót 2018. január 20-án, január 27-én és február 3-án tartotta. A négytagú zsűri közvetlenül a dalok elhangzása után pontozta az egyes dalokat 1-től 10-ig. A versenydalok sugárzása alatt ötödik zsűritagként a nézők 1-től 10-ig pontszámot küldhettek az adott produkcióra SMS-ben. A nézői pontszámok átlagát kerekítve hozzáadták a versenydal pontszámaihoz, így alakult ki a végleges pontszám. A kialakult sorrend alapján az első öt dal automatikusan az elődöntőbe került. A pontszámok alapján nem továbbjutó öt produkció közül az a további egy dal jutott tovább az elődöntőkbe, amelyik a legtöbb szavazatot kapta a nézőktől. A válogatók során az applikáción és weboldalon történő szavazás nem működött, így csak az SMS szavazatok számítottak bele a végeredménybe. A műsort élőben közvetítette a Duna, illetve interneten az mediaklikk.hu. A válogatók után 22:40-től a Dunán A Dal Kulissza címmel kísérőműsor indult, melyben Pflum Orsi és Forró Bence beszélgetett a résztvevőkkel.

#### Első válogató

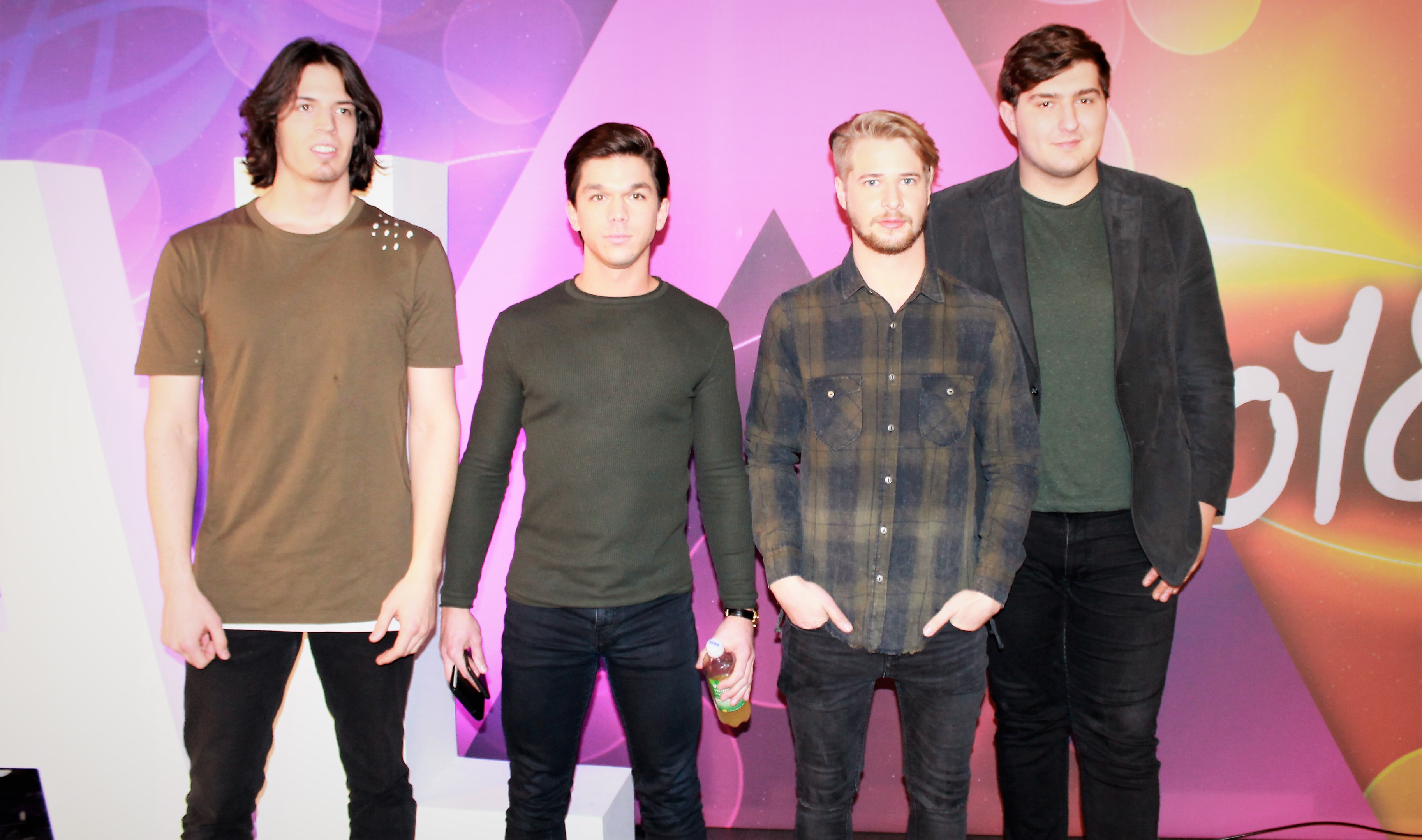
LivingRoom
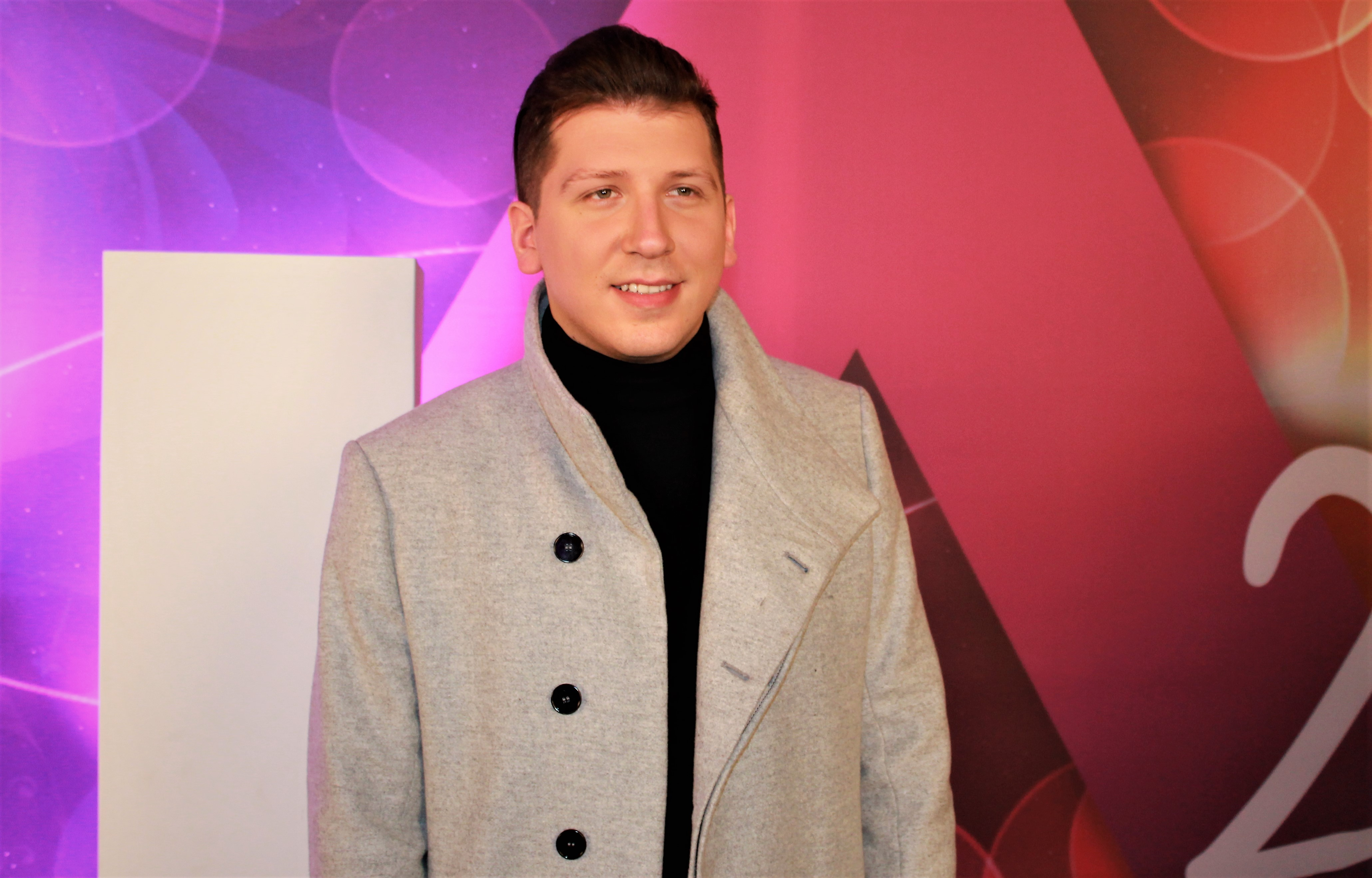
Vastag Tamás
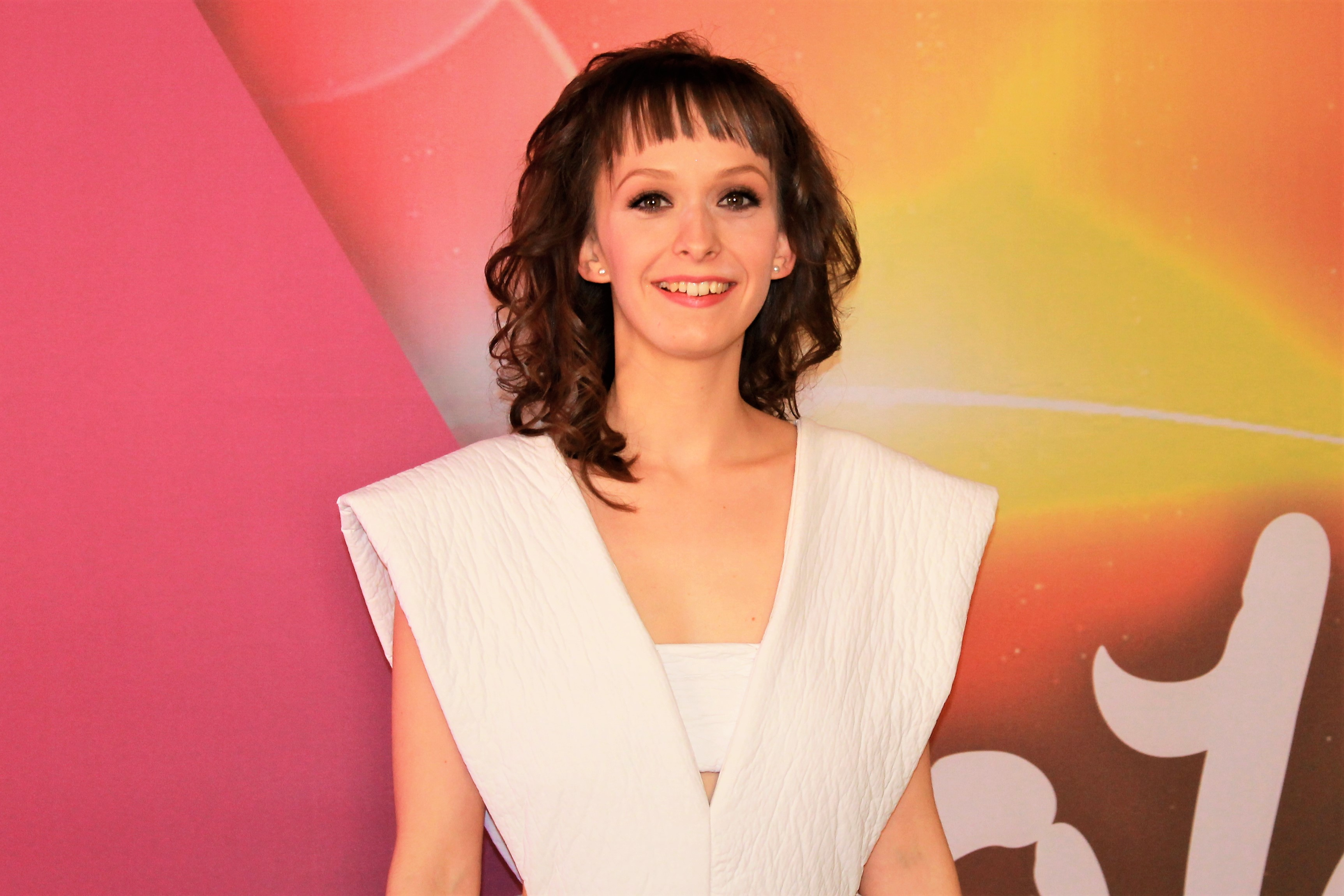
Noémo
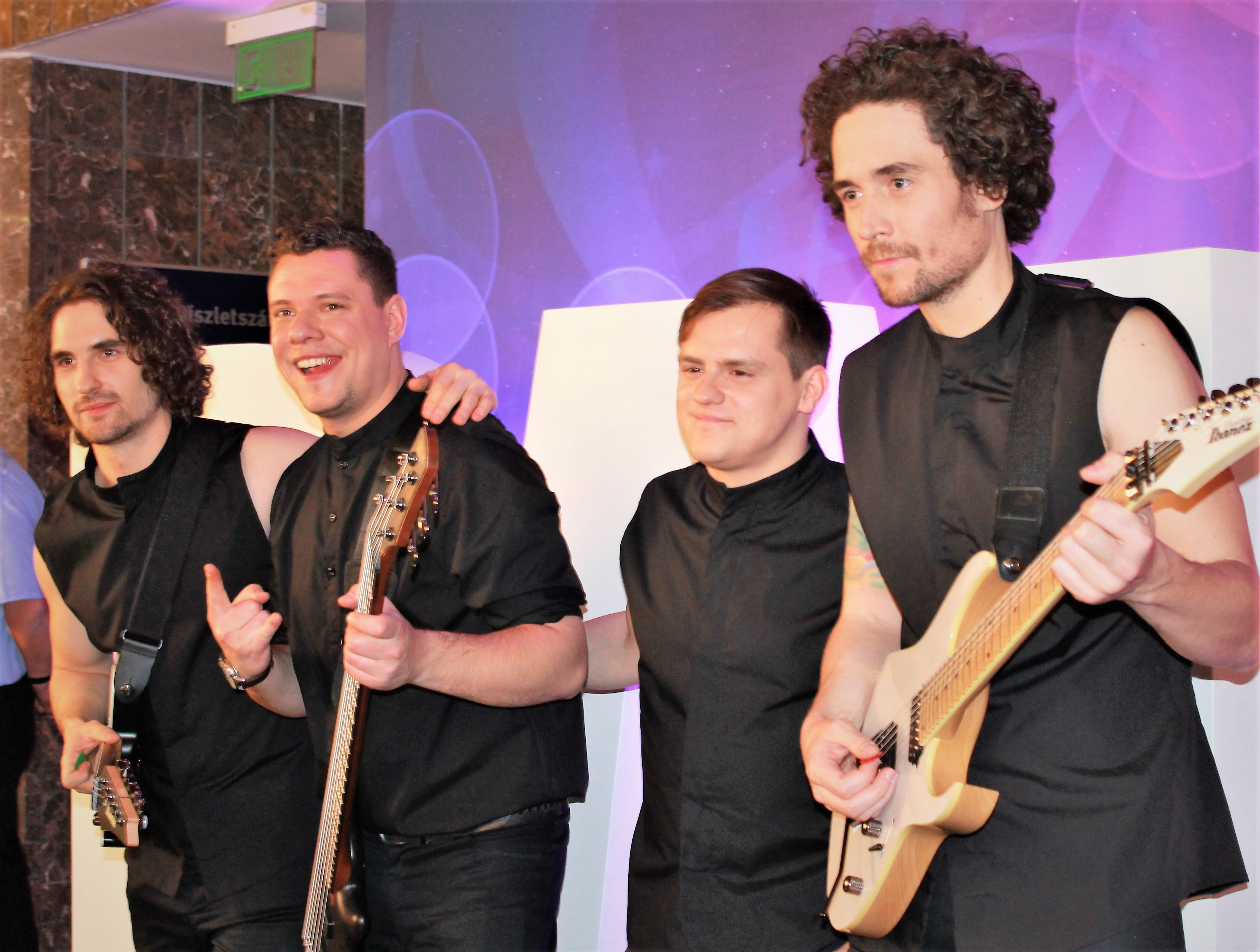
Leander Kills
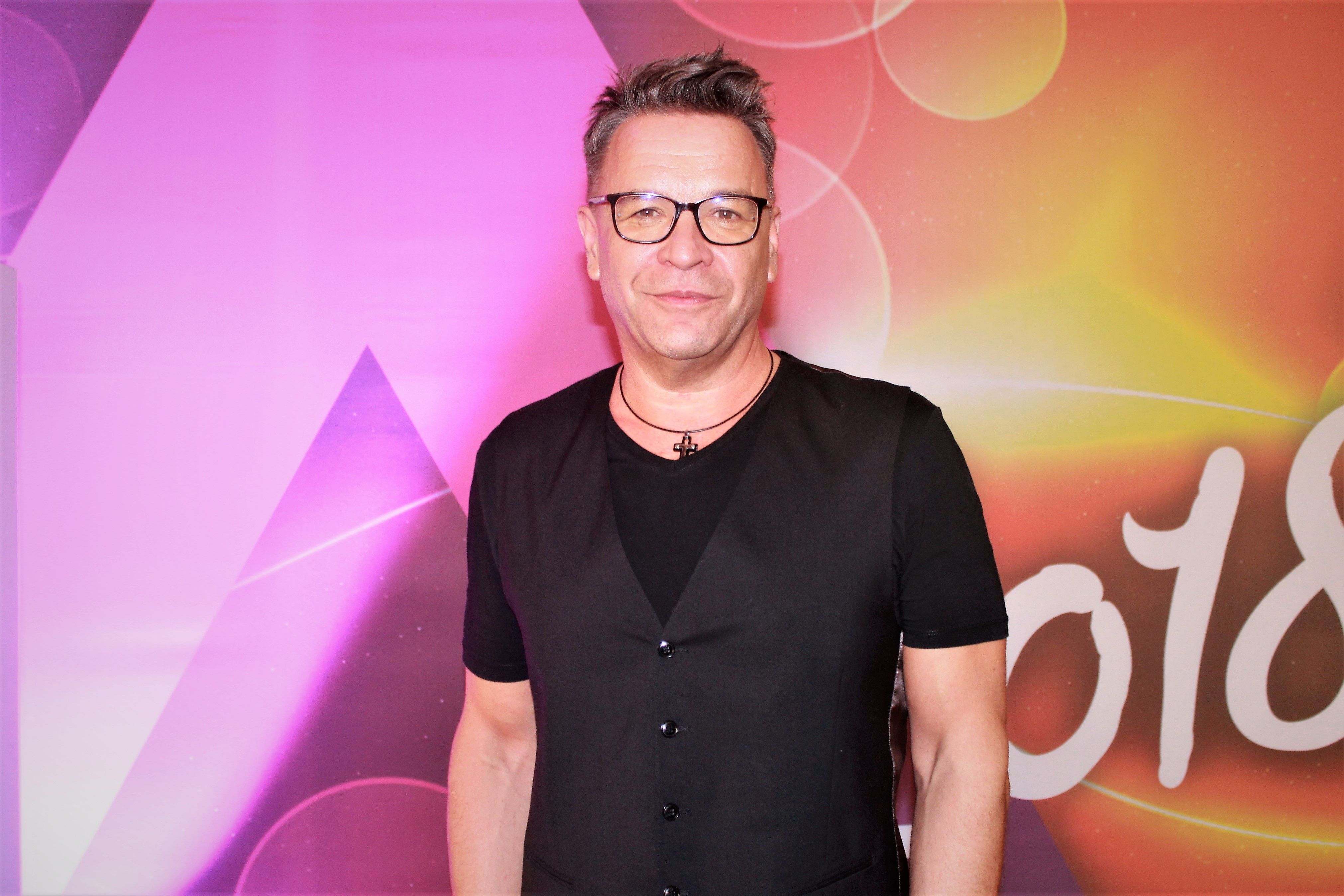
Süle Zsolt

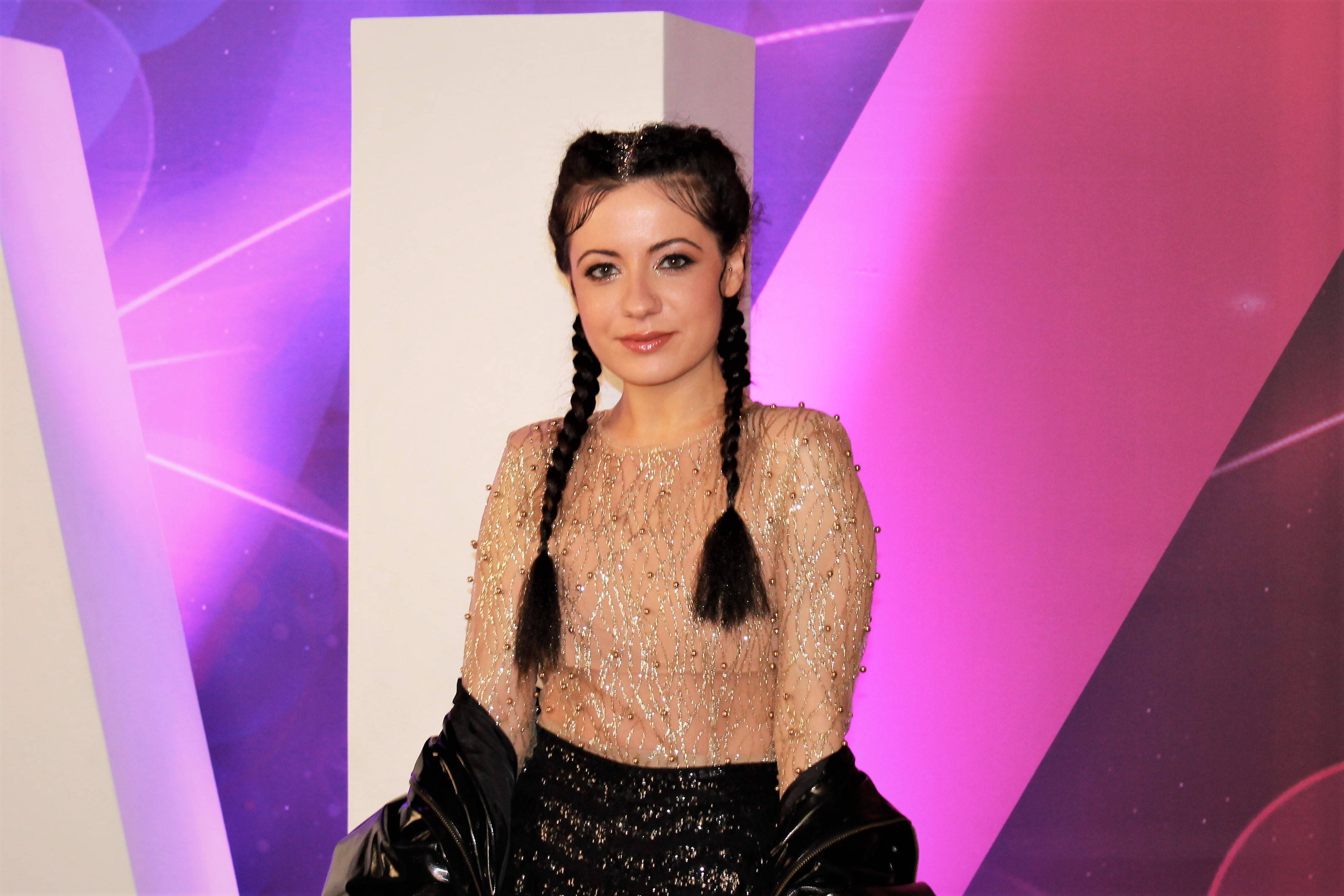
Knoll Gabi
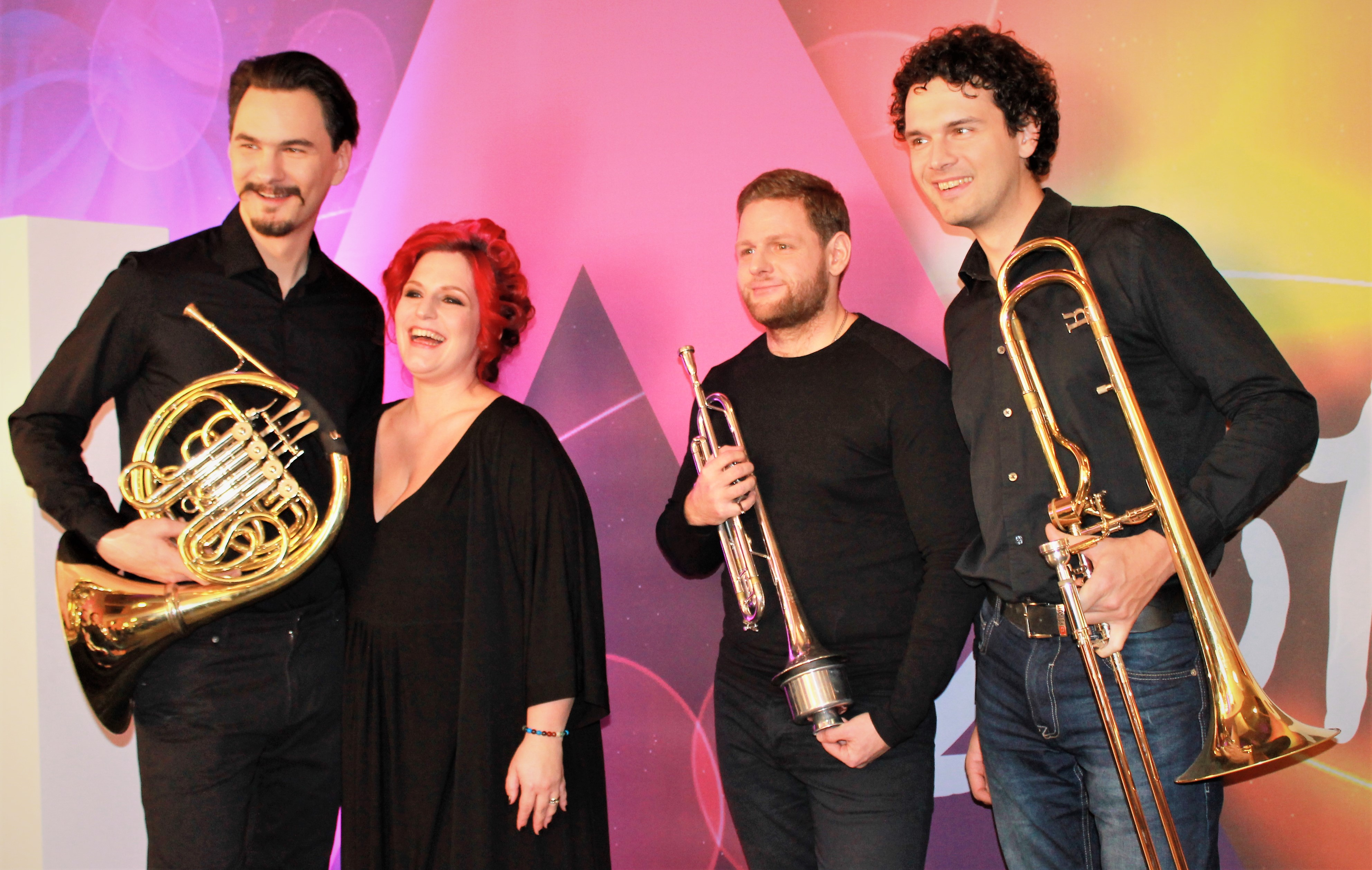
Fourtissimo
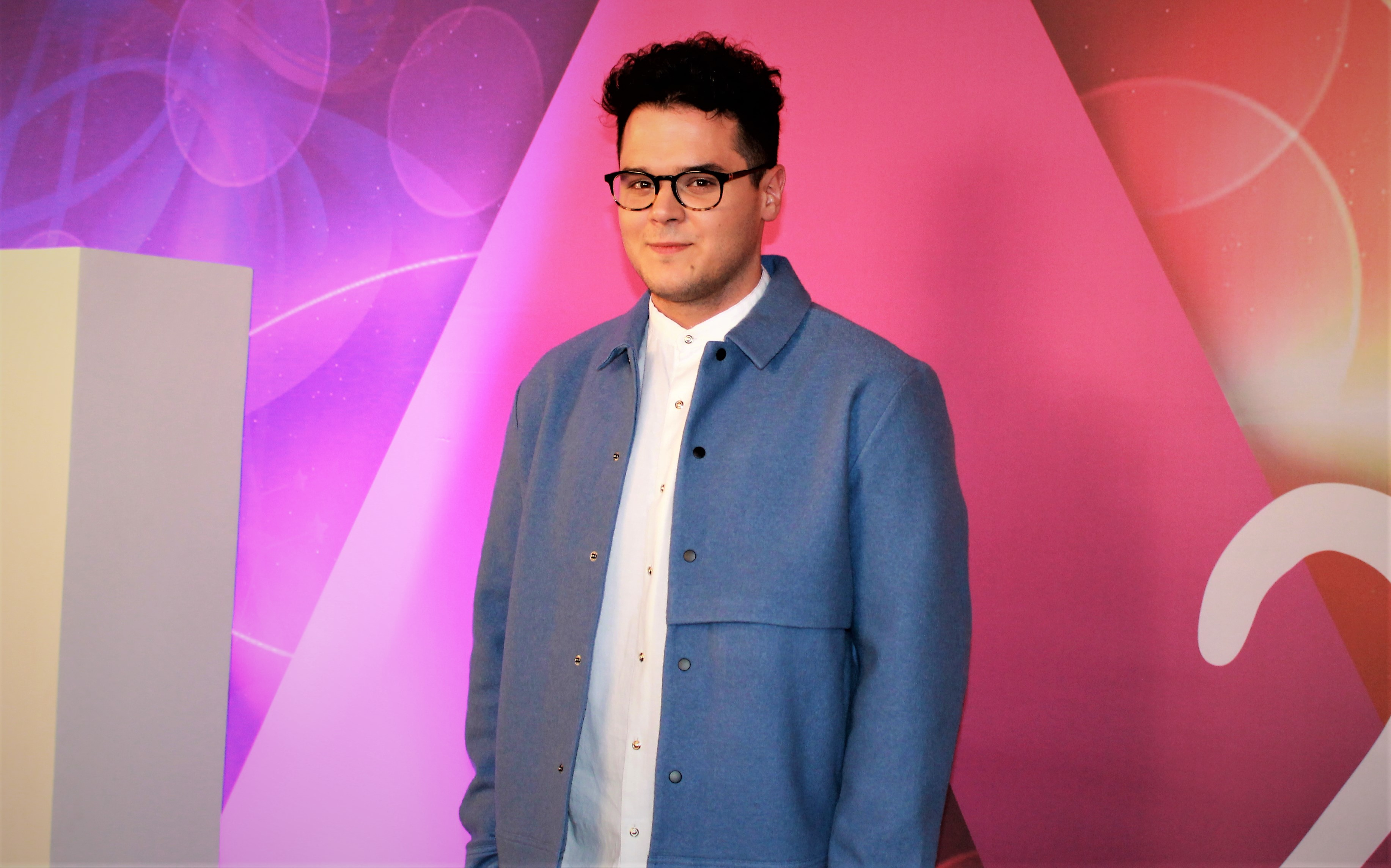
Ceasefire X
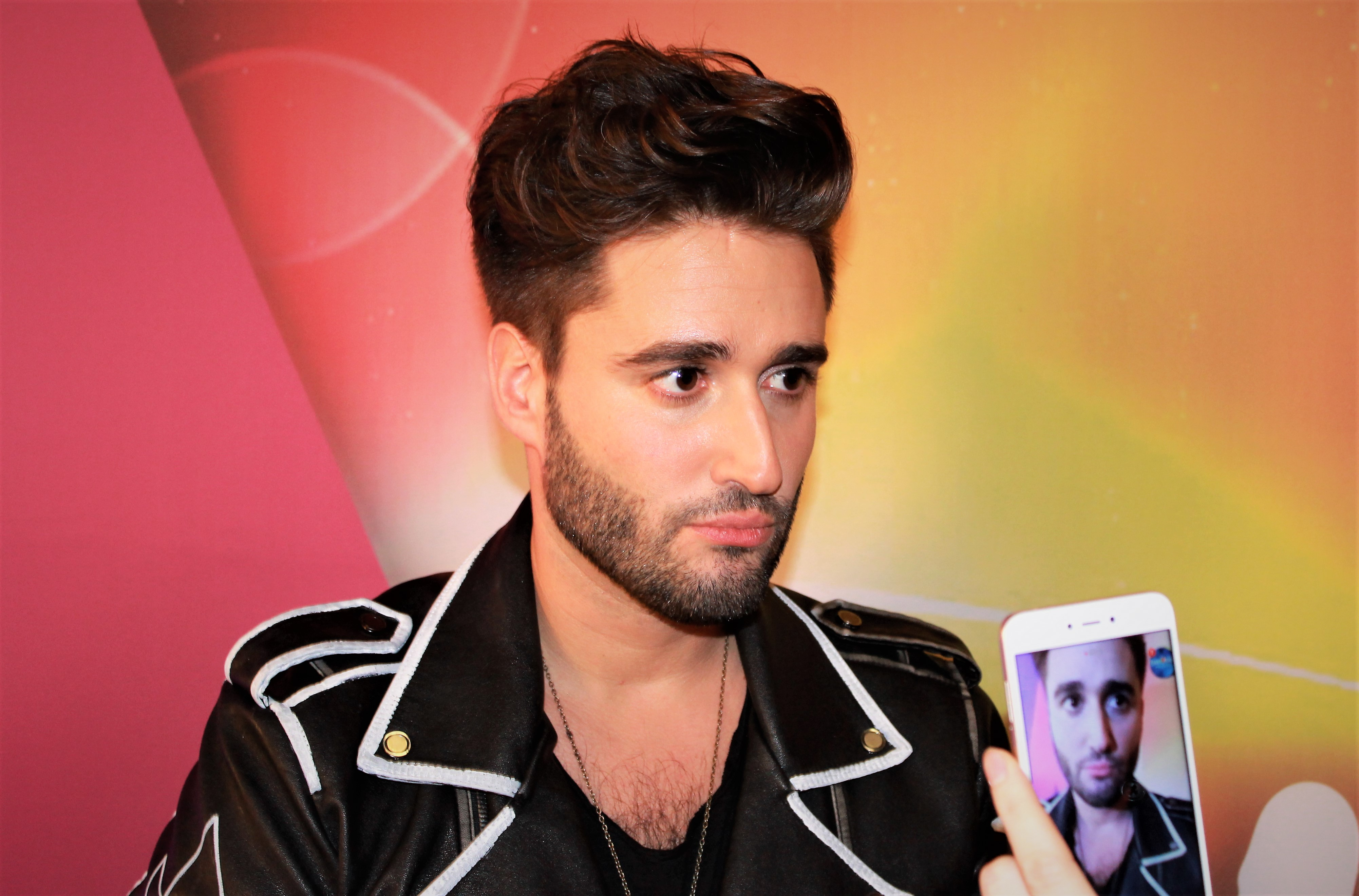
Király Viktor
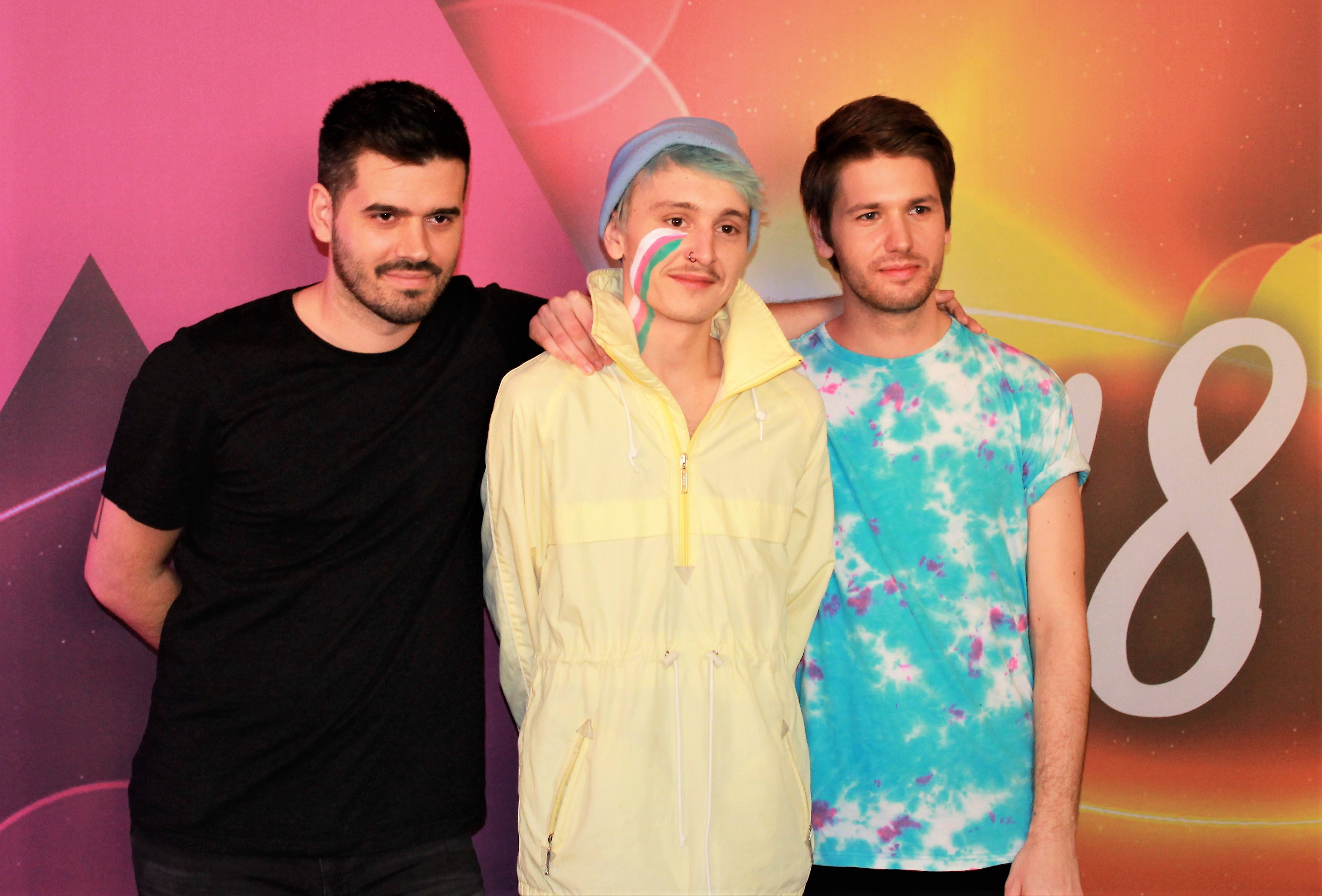
Patikadomb

A műsor nyitányaként bemutatták az élő show-ba bejutott harminc versenyző által előadott közös produkciót, Karácsony James és Sztevanovity Dusán közös művét, A dal a miénk című dalt. A versenyprodukciók mellett extra fellépő volt Kóbor János és a Balkan Fanatik, akik a Régi csibészek című dalt adták elő. A műsor során az applikáción és a weboldalon keresztül lebonyolított szavazás nem működött, így a nézőktől csak az SMS-ben beérkezett szavazatokat számították bele a végeredménybe.
| Első válogató – 2018. január 20. | Első válogató – 2018. január 20. | Első válogató – 2018. január 20.                                                                                            | Első válogató – 2018. január 20. | Első válogató – 2018. január 20. | Első válogató – 2018. január 20. | Első válogató – 2018. január 20. | Első válogató – 2018. január 20. | Első válogató – 2018. január 20. | Első válogató – 2018. január 20. |
| #                                | Előadó                           | Dal (zene / szöveg) | Pontozás                         | Pontozás                         | Pontozás                         | Pontozás                         | Pontozás                         | Pontozás                         | Eredmény                         |
| #                                | Előadó                           | Dal (zene / szöveg) | Frenreisz Károly                 | Schell Judit                     | Mező Misi                        | Both Miklós                      | Nézők                            | Σ                                | Eredmény                         |
| -------------------------------- | -------------------------------- | --- | -------------------------------- | -------------------------------- | -------------------------------- | -------------------------------- | -------------------------------- | -------------------------------- | -------------------------------- |
| 01                               | LivingRoom                       | Kirakat élet (Pál Benjamin / Pál Benjamin, Prommer Patrik)                                                                  | 8                                | 7                                | 7                                | 7                                | 7                                | 36                               | Kiesett                          |
| 02                               | Vastag Tamás                     | Ne hagyj reményt (Sztevanovity Krisztián / Sztevanovity Dusán)                                                              | 7                                | 7                                | 7                                | 7                                | 8                                | 36                               | Továbbjutott                     |
| 03                               | Noémo                            | Levegőt! (Takácsová Noémi, Szabó Dániel Ferenc, Szeifert Bálint Artúr, Tóth István / Takácsová Noémi, Jeszenszky Márton)    | 7                                | 9                                | 8                                | 8                                | 7                                | 39                               | Kiesett                          |
| 04                               | Leander Kills                    | Nem szól harang (Köteles Leander)                                                                                           | 9                                | 9                                | 9                                | 9                                | 8                                | 44                               | Továbbjutott                     |
| 05                               | Süle Zsolt                       | Zöld a május (Süle Zsolt, Bodnár Péter / Süle Zsolt)                                                                        | 8                                | 10                               | 10                               | 9                                | 7                                | 44                               | Továbbjutott                     |
| 06                               | Knoll Gabi                       | Nobody to Die For (Knoll Gabi, Burai Krisztián, Stanislav Bendarzsevszkij / Knoll Gabi)                                     | 8                                | 9                                | 9                                | 8                                | 6                                | 40                               | Továbbjutott                     |
| 07                               | Fourtissimo                      | Kisnyuszi a kalapban (Ferencz-Kuna Valéria, Kuna Márton, Ferencz-Kuna Gyula, Kuna Bence / Ferencz-Kuna Valéria, Kuna Bence) | 7                                | 6                                | 6                                | 6                                | 8                                | 33                               | Kiesett                          |
| 08                               | Ceasefire X                      | Satellites (Vavra Bence András, Szűcs Norbert / Kozma Kata)                                                                 | 8                                | 9                                | 8                                | 8                                | 8                                | 41                               | Továbbjutott                     |
| 09                               | Király Viktor                    | Budapest Girl (Király Viktor, Ashley Hicklin, Závodi Marcel, Király Tamás / Király Viktor, Ashley Hicklin)                  | 9                                | 9                                | 8                                | 8                                | 9                                | 43                               | Továbbjutott                     |
| 10                               | Patikadomb                       | Jó szelet! (Dobos Gábor, Kátai Tamás, Ujvári Gyula / Dobos Gábor)                                                           | 7                                | 7                                | 6                                | 6                                | 7                                | 33                               | Kiesett                          |

- LivingRoom
- Vastag Tamás
- Noémo
- Leander Kills
- Süle Zsolt

- Knoll Gabi
- Fourtissimo
- Ceasefire X
- Király Viktor
- Patikadomb

#### Második válogató

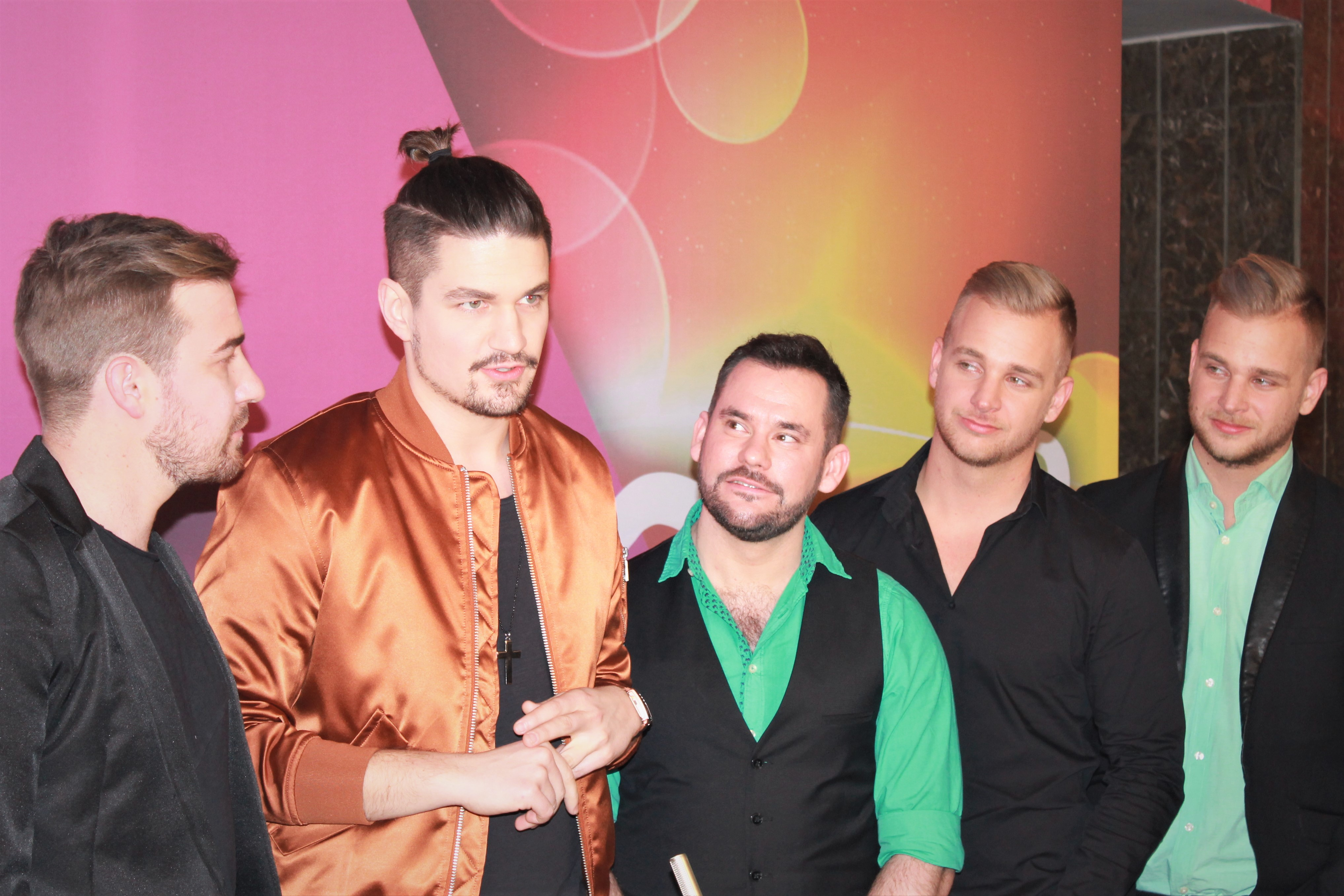
Peet Project
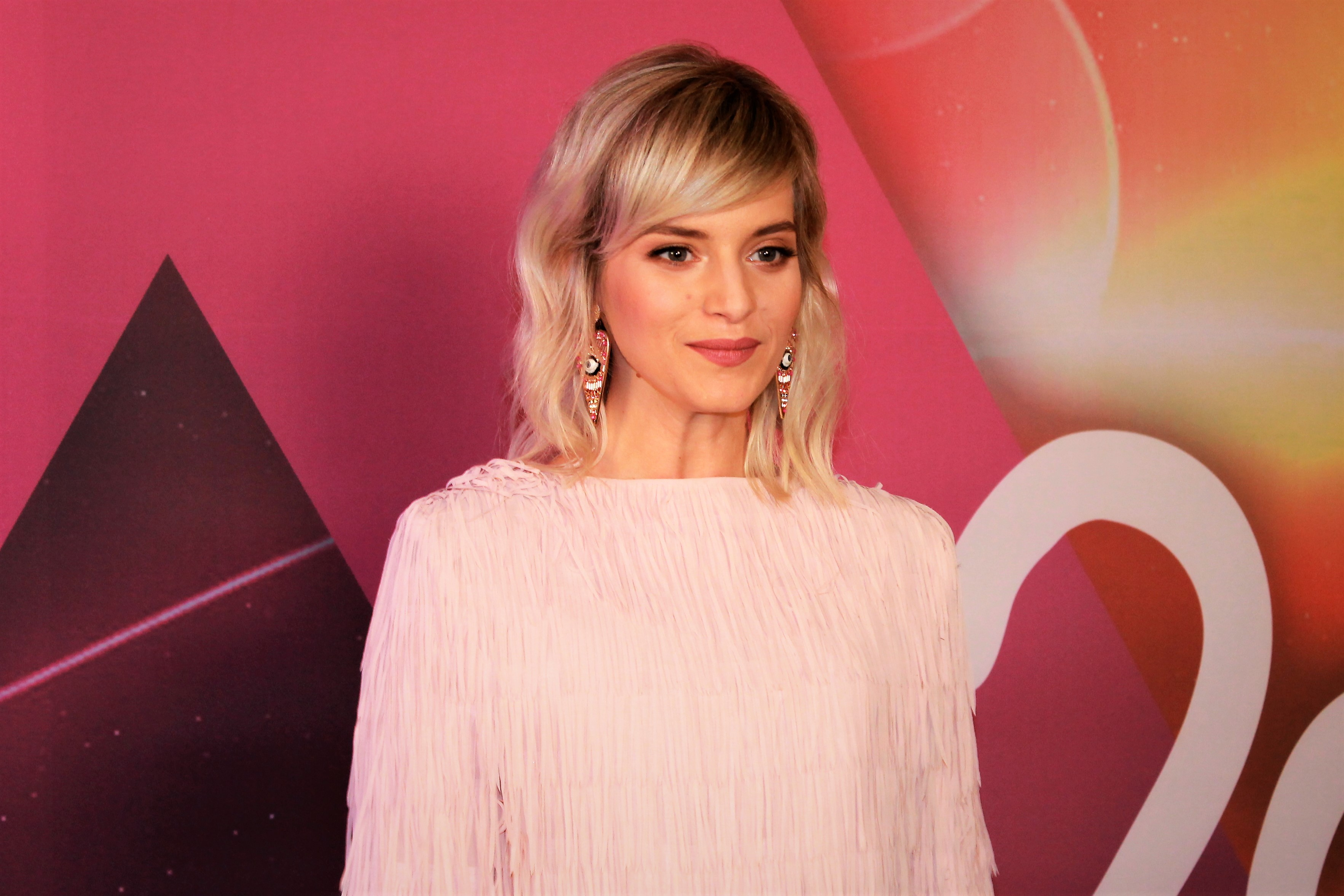
Odett
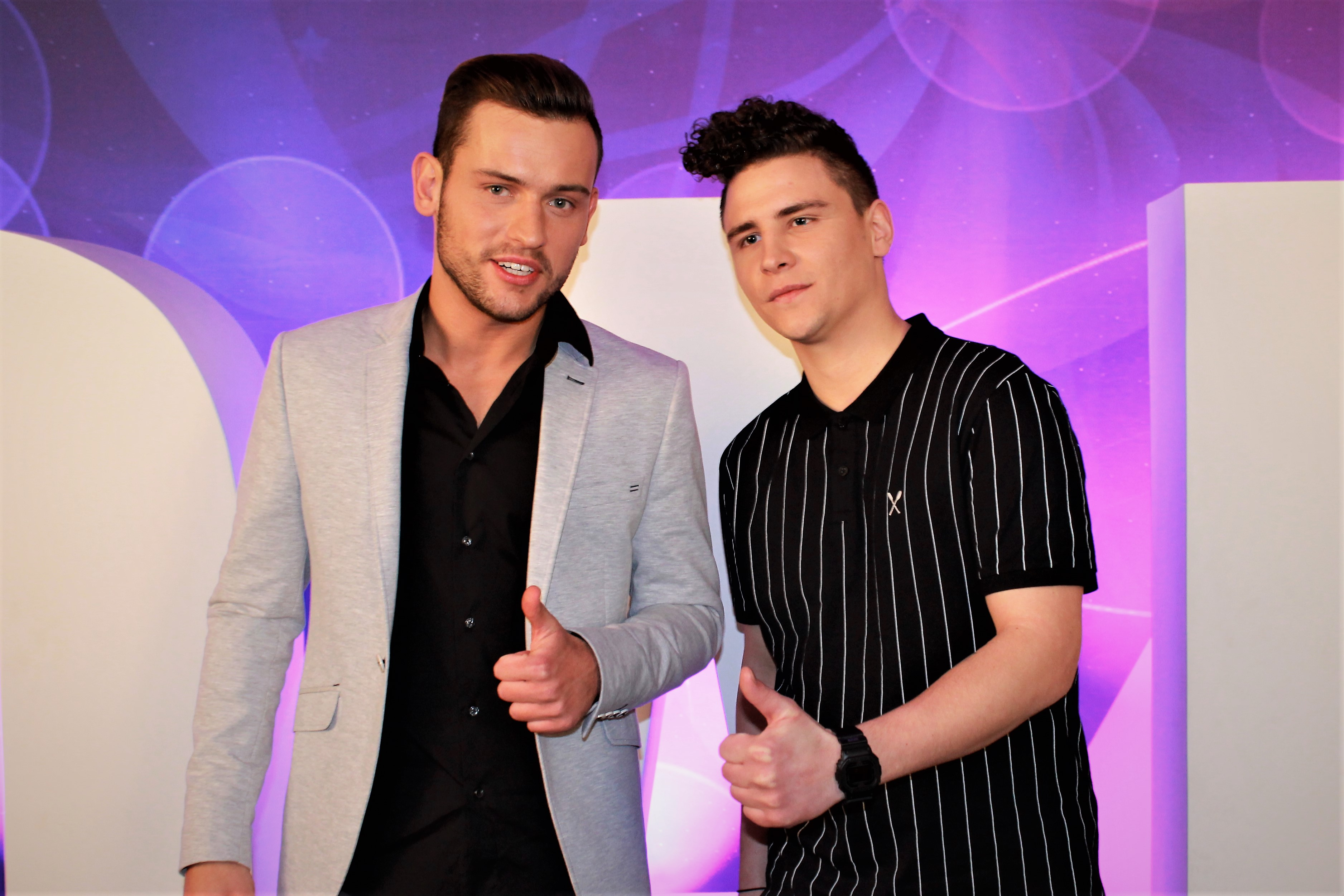
yesyes
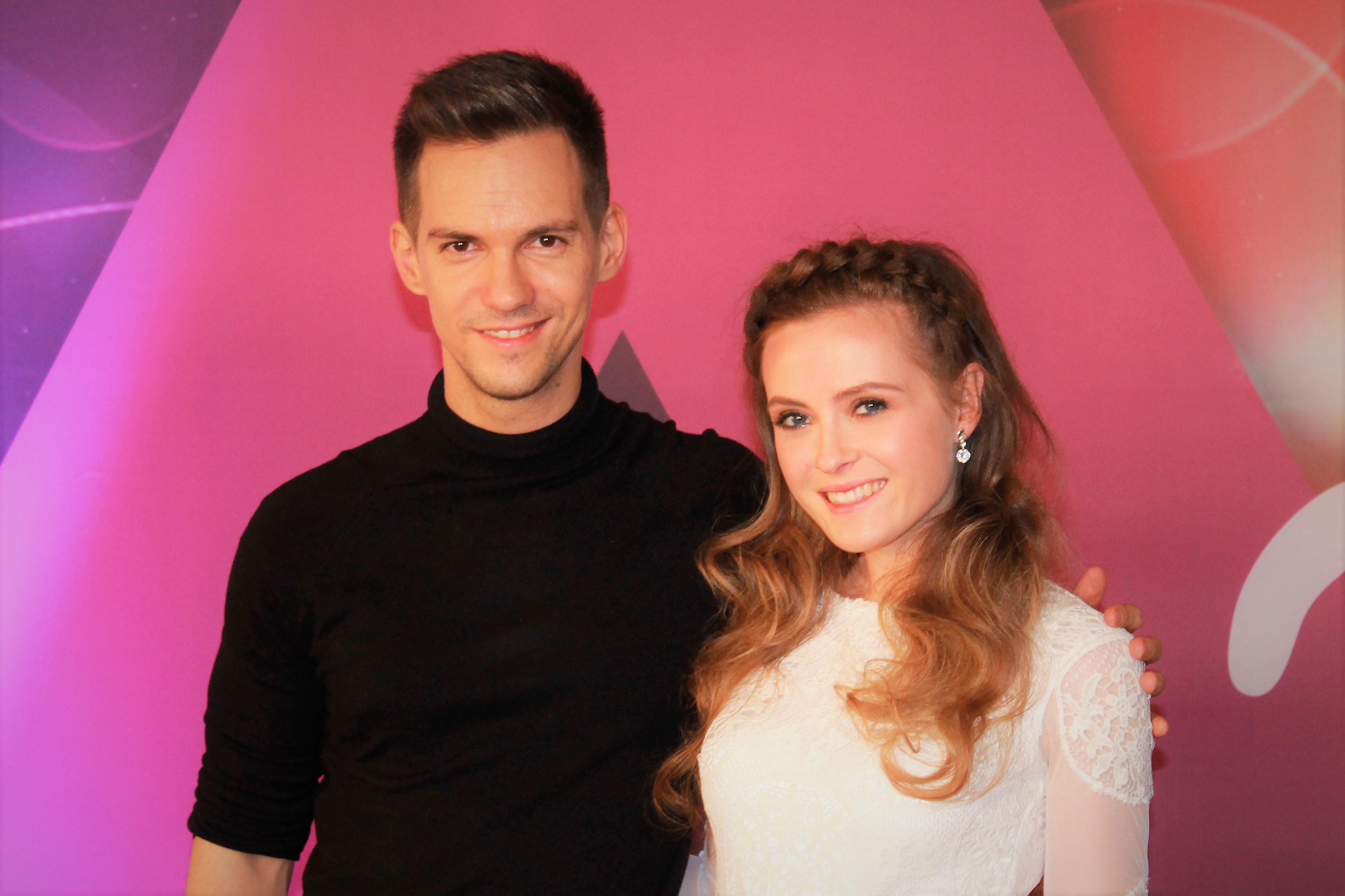
Maya ‘n’ Peti
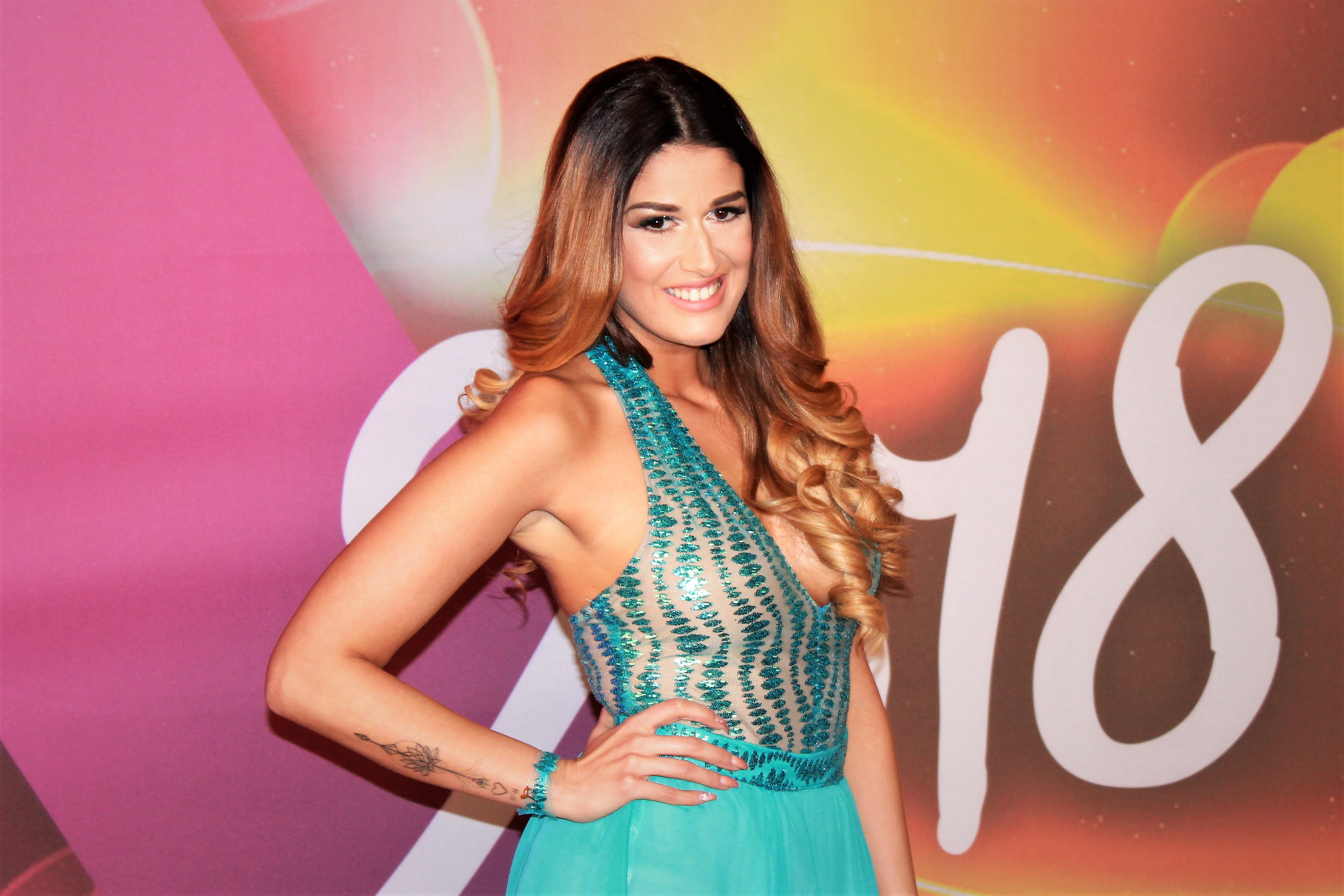
Singh Viki

A versenyprodukciók mellett extra fellépő volt Karácsony James és a Margaret Island, akik a Valaki mondja meg című dalt adták elő.
| Második válogató – 2018. január 27. | Második válogató – 2018. január 27. | Második válogató – 2018. január 27.                                                                   | Második válogató – 2018. január 27. | Második válogató – 2018. január 27. | Második válogató – 2018. január 27. | Második válogató – 2018. január 27. | Második válogató – 2018. január 27. | Második válogató – 2018. január 27. | Második válogató – 2018. január 27. |
| #                                   | Előadó                              | Dal (zene / szöveg)                                                                                   | Pontozás                            | Pontozás                            | Pontozás                            | Pontozás                            | Pontozás                            | Pontozás                            | Eredmény                            |
| #                                   | Előadó                              | Dal (zene / szöveg)                                                                                   | Frenreisz Károly                    | Schell Judit                        | Mező Misi                           | Both Miklós                         | Nézők                               | Σ                                   | Eredmény                            |
| ----------------------------------- | ----------------------------------- | --- | ----------------------------------- | ----------------------------------- | ----------------------------------- | ----------------------------------- | ----------------------------------- | ----------------------------------- | ----------------------------------- |
| 11                                  | Peet Project                        | Runaround (Ferencz Péter, Magán Olivér, Závodi Attila, Gudics Martin, Gudics Marcell / Ferencz Péter) | 8                                   | 7                                   | 7                                   | 7                                   | 7                                   | 36                                  | Kiesett                             |
| 12                                  | Odett                               | Aranyhal (Toldi Miklós, Polgár Odett / Hujber Szabolcs)                                               | 8                                   | 8                                   | 9                                   | 8                                   | 6                                   | 39                                  | Továbbjutott                        |
| 13                                  | yesyes                              | I Let You Run Away (Szabó Ádám, Somogyvári Dániel / Petneházy Flóra)                                  | 8                                   | 10                                  | 8                                   | 8                                   | 9                                   | 43                                  | Továbbjutott                        |
| 14                                  | Maya ‘n’ Peti                       | Nekem te (Szalma Edvárd, Szikszai Péter)                                                              | 6                                   | 6                                   | 6                                   | 6                                   | 6                                   | 30                                  | Kiesett                             |
| 15                                  | Singh Viki                          | Butterfly House (John King / Andy Vitolo)                                                             | 7                                   | 7                                   | 7                                   | 7                                   | 6                                   | 34                                  | Kiesett                             |
| 16                                  | SativuS                             | Lusta lány (Szabó Márton / Pájer Gábor)                                                               | 7                                   | 6                                   | 7                                   | 6                                   | 8                                   | 34                                  | Továbbjutott                        |
| 17                                  | Dánielfy Gergely                    | Azt mondtad (Dánielfy Gergely / Völgyesi Árpád)                                                       | 8                                   | 10                                  | 10                                  | 9                                   | 8                                   | 45                                  | Továbbjutott                        |
| 18                                  | Nene                                | Mese királyról (Vörös Milán / Orsovai Renáta)                                                         | 8                                   | 7                                   | 8                                   | 8                                   | 6                                   | 37                                  | Kiesett                             |
| 19                                  | Heincz Gábor Biga                   | Good Vibez (Heincz Gábor / Méhes Adrián)                                                              | 9                                   | 9                                   | 9                                   | 8                                   | 8                                   | 43                                  | Továbbjutott                        |
| 20                                  | AWS                                 | Viszlát nyár (Kökényes Dániel, Brucker Bence, Veress Áron, Schiszler Soma / Siklósi Örs)              | 9                                   | 9                                   | 9                                   | 9                                   | 9                                   | 45                                  | Továbbjutott                        |

- Peet Project
- Odett
- yesyes
- Maya ‘n’ Peti
- Singh Viki

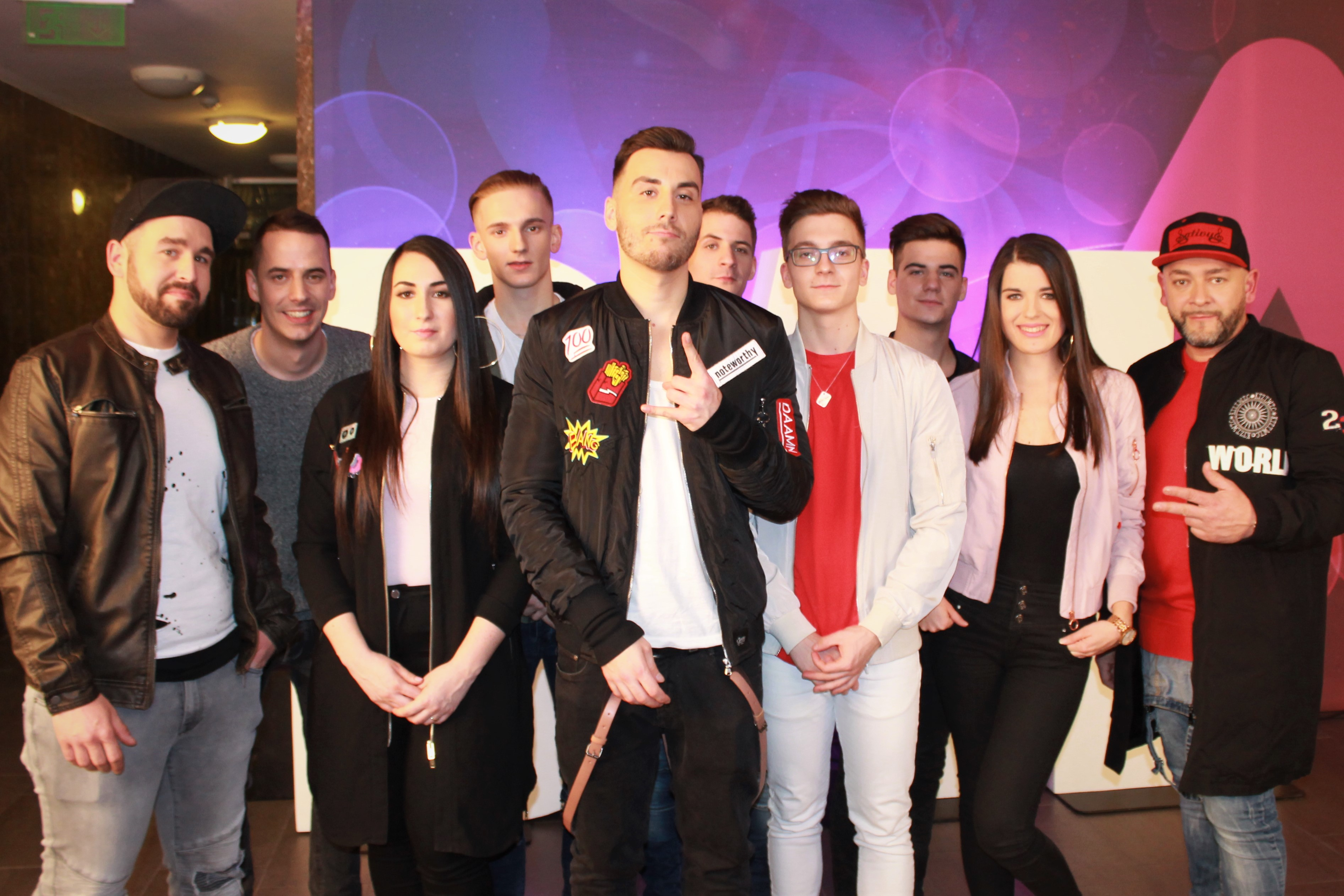
SativuS
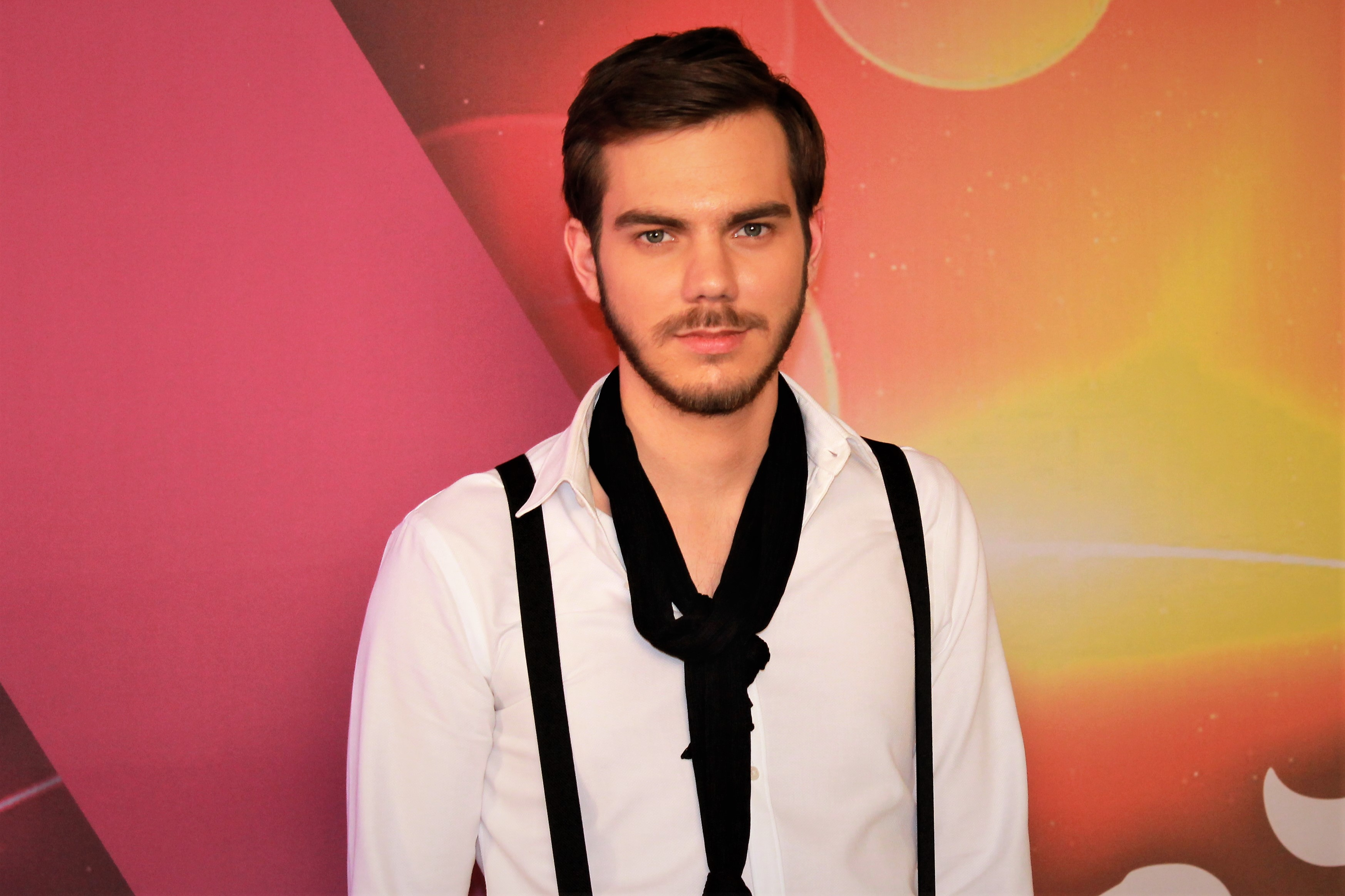
Dánielfy Gergely
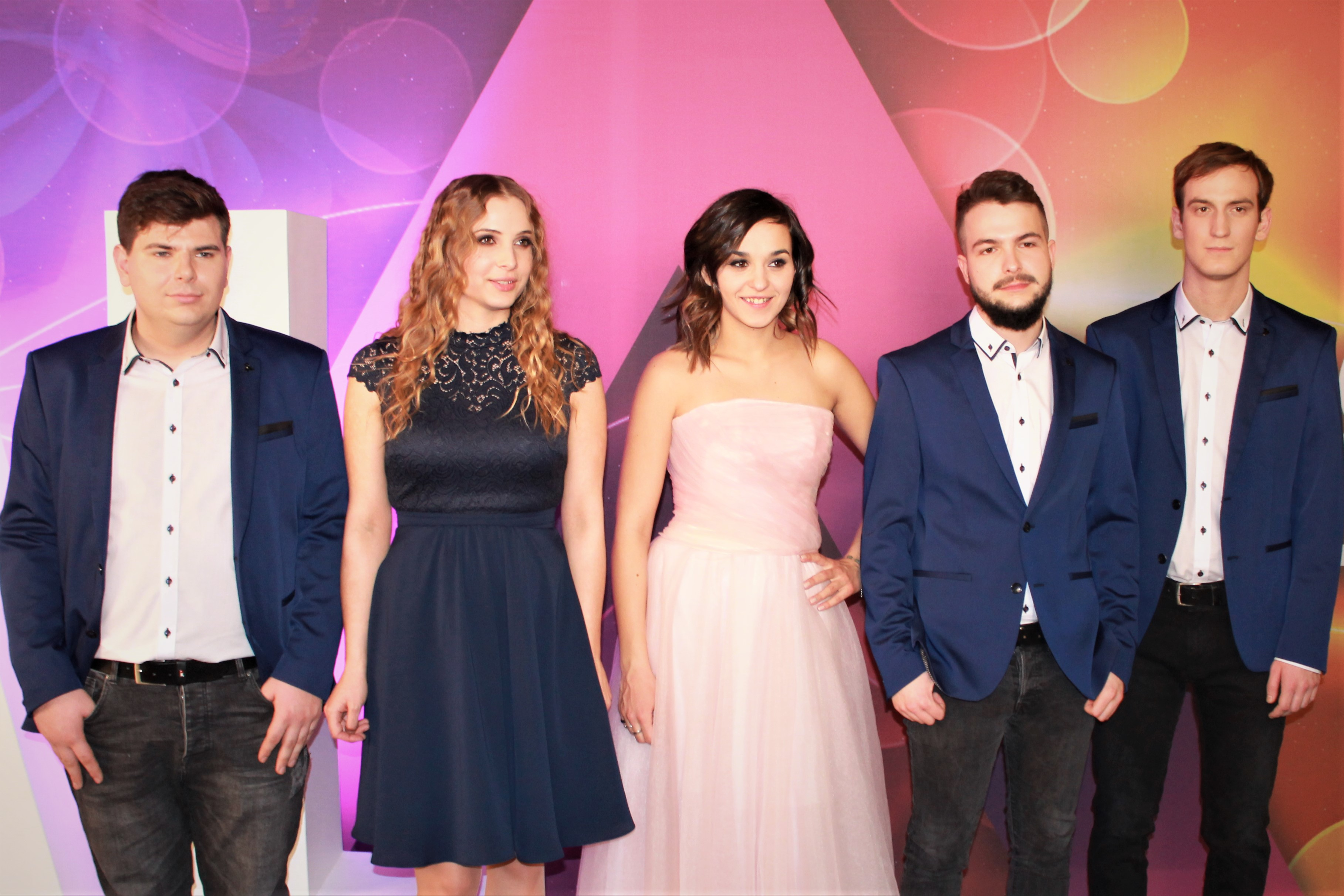
Nene
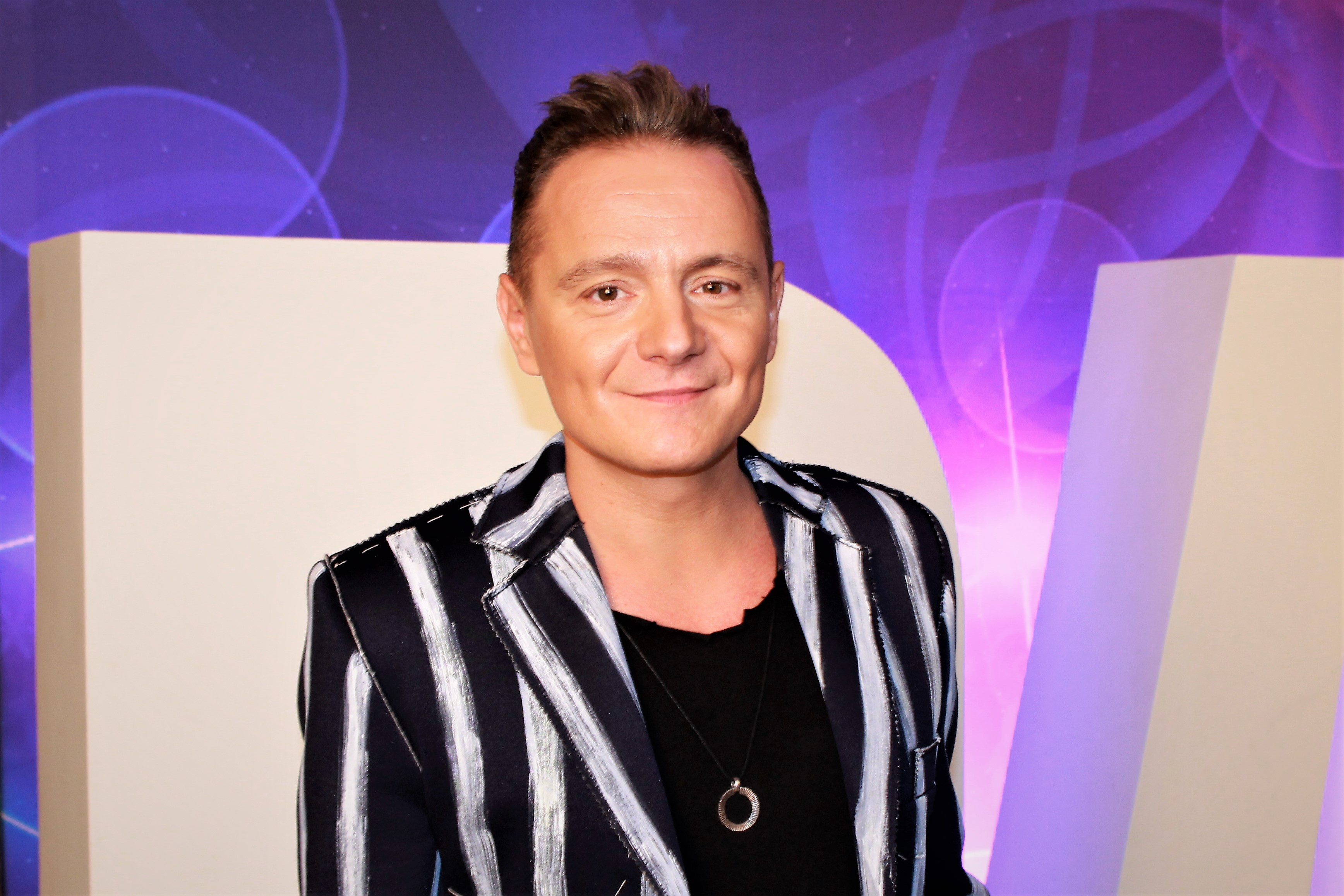
Heincz Gábor Biga
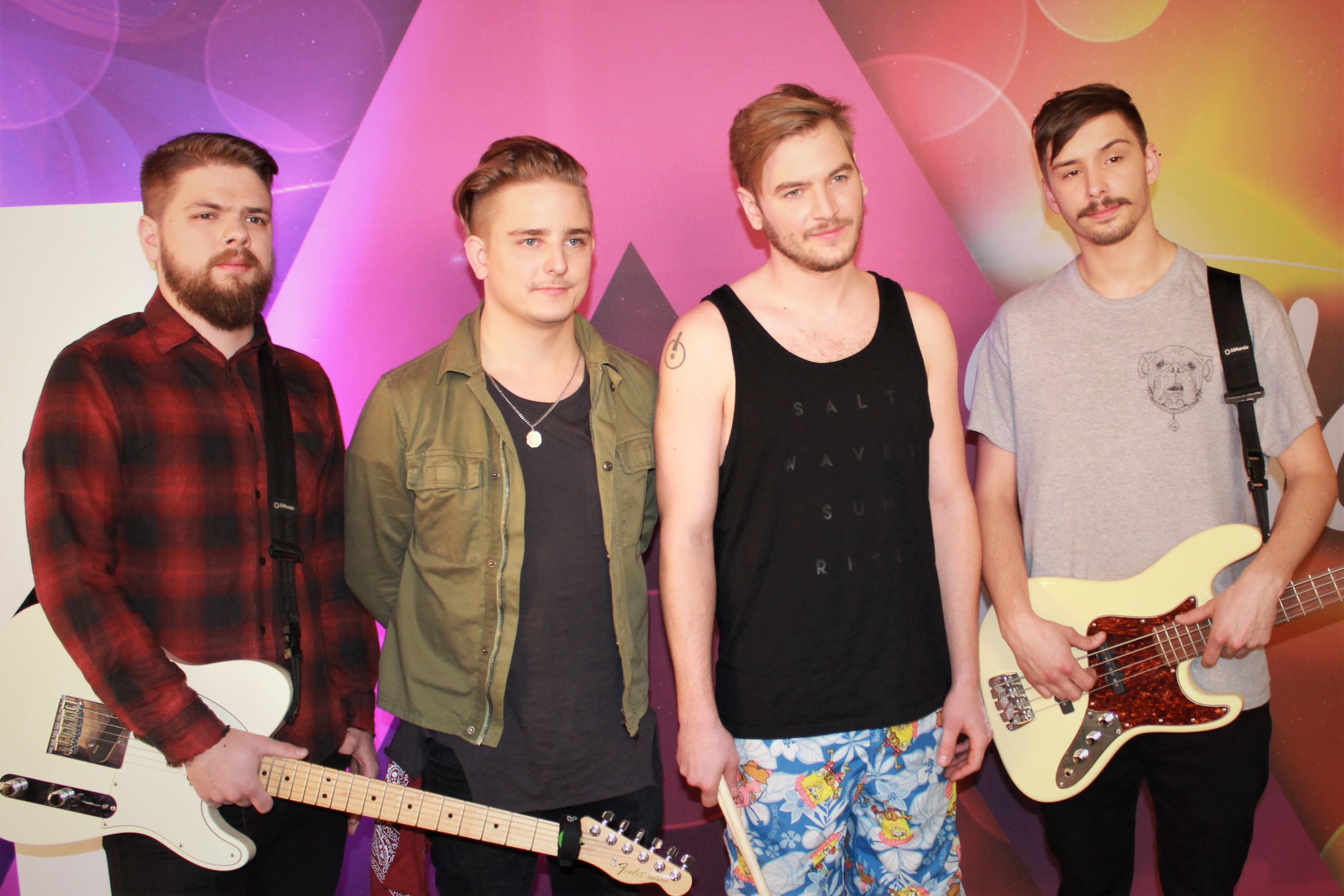
AWS

#### Harmadik válogató
A válogató tizedik produkciója, az Életre kel című dal Szőke Nikoletta, Kökény Attila és Szakcsi Lakatos Róbert előadásában volt A Dal kétszázadik dala. A válogatóban a pontozás során holtverseny alakult ki, így a zsűri egyszerű szótöbbséggel döntött a továbbjutó dalról – jelenesetben a Nova Prospect, Horváth Cintia és Balogh Tomi illetve Tolvai Reni közül a második jutott tovább, majd később a nézői szavazásnak köszönhetően a másik kettő közül egyik sem ment tovább a műsor elődöntőibe. A versenyprodukciók mellett extra fellépő volt Balázs Fecó és Janicsák Veca, akik a Maradj velem című dalt adták elő.
| Harmadik válogató – 2018. február 3. | Harmadik válogató – 2018. február 3. | Harmadik válogató – 2018. február 3.                                                                         | Harmadik válogató – 2018. február 3. | Harmadik válogató – 2018. február 3. | Harmadik válogató – 2018. február 3. | Harmadik válogató – 2018. február 3. | Harmadik válogató – 2018. február 3. | Harmadik válogató – 2018. február 3. | Harmadik válogató – 2018. február 3. |
| #                                    | Előadó                               | Dal (zene / szöveg)                                                                                          | Pontozás                             | Pontozás                             | Pontozás                             | Pontozás                             | Pontozás                             | Pontozás                             | Eredmény                             |
| #                                    | Előadó                               | Dal (zene / szöveg)                                                                                          | Frenreisz Károly                     | Schell Judit                         | Mező Misi                            | Both Miklós                          | Nézők                                | Σ                                    | Eredmény                             |
| ------------------------------------ | ------------------------------------ | --- | ------------------------------------ | ------------------------------------ | ------------------------------------ | ------------------------------------ | ------------------------------------ | ------------------------------------ | ------------------------------------ |
| 21                                   | Nova Prospect                        | Vigyázó (Kiss József / Schautek Bálint)                                                                      | 8                                    | 7                                    | 7                                    | 7                                    | 8                                    | 37                                   | Kiesett                              |
| 22                                   | Horváth Cintia és Balogh Tomi        | Journey (Balogh Tamás, Horváth Cintia)                                                                       | 7                                    | 8                                    | 8                                    | 8                                    | 6                                    | 37                                   | Továbbjutott                         |
| 23                                   | Maszkura és a tücsökraj              | Nagybetűs szavak (Biró Szabolcs, Boros Gábor, Földesi Attila, Kertész Csaba, Vikukel Dániel / Bíró Szabolcs) | 8                                    | 8                                    | 8                                    | 8                                    | 6                                    | 38                                   | Továbbjutott                         |
| 24                                   | Gulyás Roland                        | H Y P N O T I Z E D (Márta Alex)                                                                             | 7                                    | 7                                    | 7                                    | 6                                    | 8                                    | 35                                   | Továbbjutott                         |
| 25                                   | Tolvai Reni                          | Crack My Code (Bella Máté, Johnny K. Palmer / Johnny K. Palmer)                                              | 8                                    | 8                                    | 7                                    | 7                                    | 7                                    | 37                                   | Kiesett                              |
| 26                                   | Ham ko Ham                           | Bármerre jársz (Tóth G. Zoltán / Kathy Zsolt)                                                                | 7                                    | 7                                    | 8                                    | 8                                    | 8                                    | 38                                   | Továbbjutott                         |
| 27                                   | #yeahla feat. Eszes Viki             | 1 Szó Mint 100 (Jelasity Péter)                                                                              | 7                                    | 6                                    | 7                                    | 8                                    | 7                                    | 35                                   | Kiesett                              |
| 28                                   | Andy Roll                            | Turn the Lights On (Dutka András)                                                                            | 7                                    | 7                                    | 6                                    | 6                                    | 7                                    | 33                                   | Kiesett                              |
| 29                                   | Horváth Tamás                        | Meggyfa (Horváth Tamás)                                                                                      | 8                                    | 9                                    | 8                                    | 8                                    | 9                                    | 42                                   | Továbbjutott                         |
| 30                                   | Szőke – Kökény – Szakcsi             | Életre kel (Szakcsi Lakatos Róbert / Müller Péter Sziámi)                                                    | 9                                    | 10                                   | 9                                    | 9                                    | 7                                    | 44                                   | Továbbjutott                         |

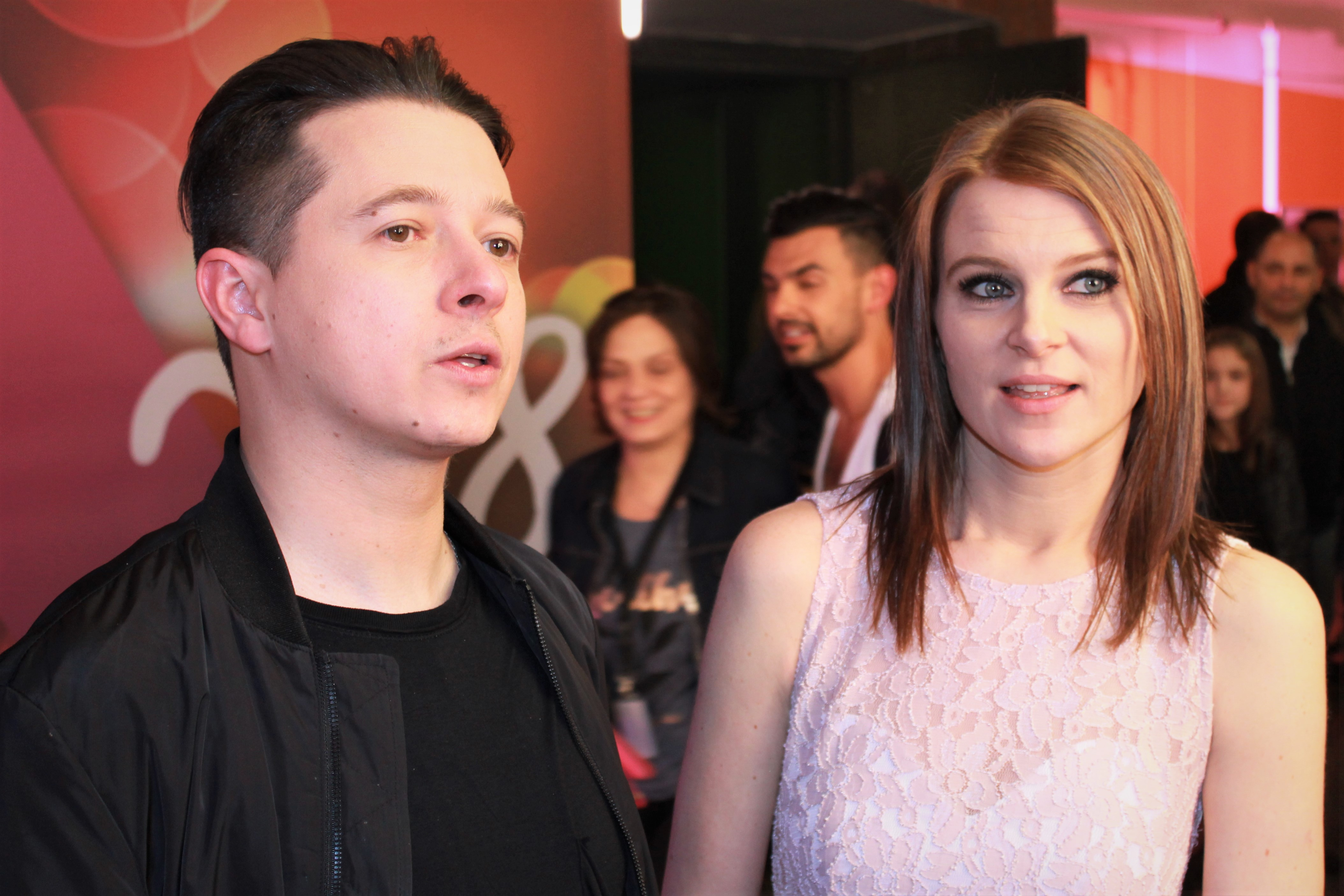
Nova Prospect
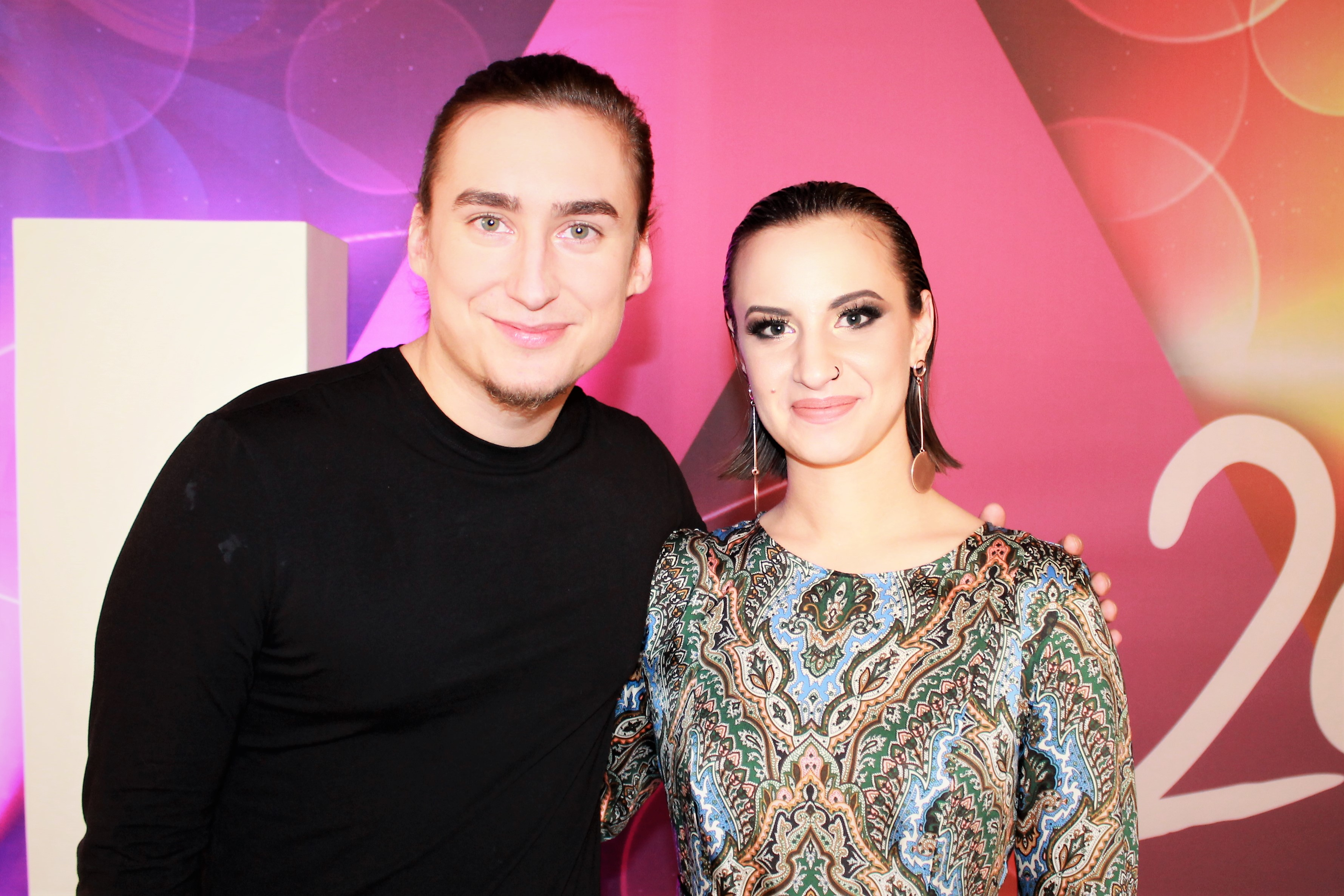
Horváth Cintia és Balogh Tomi
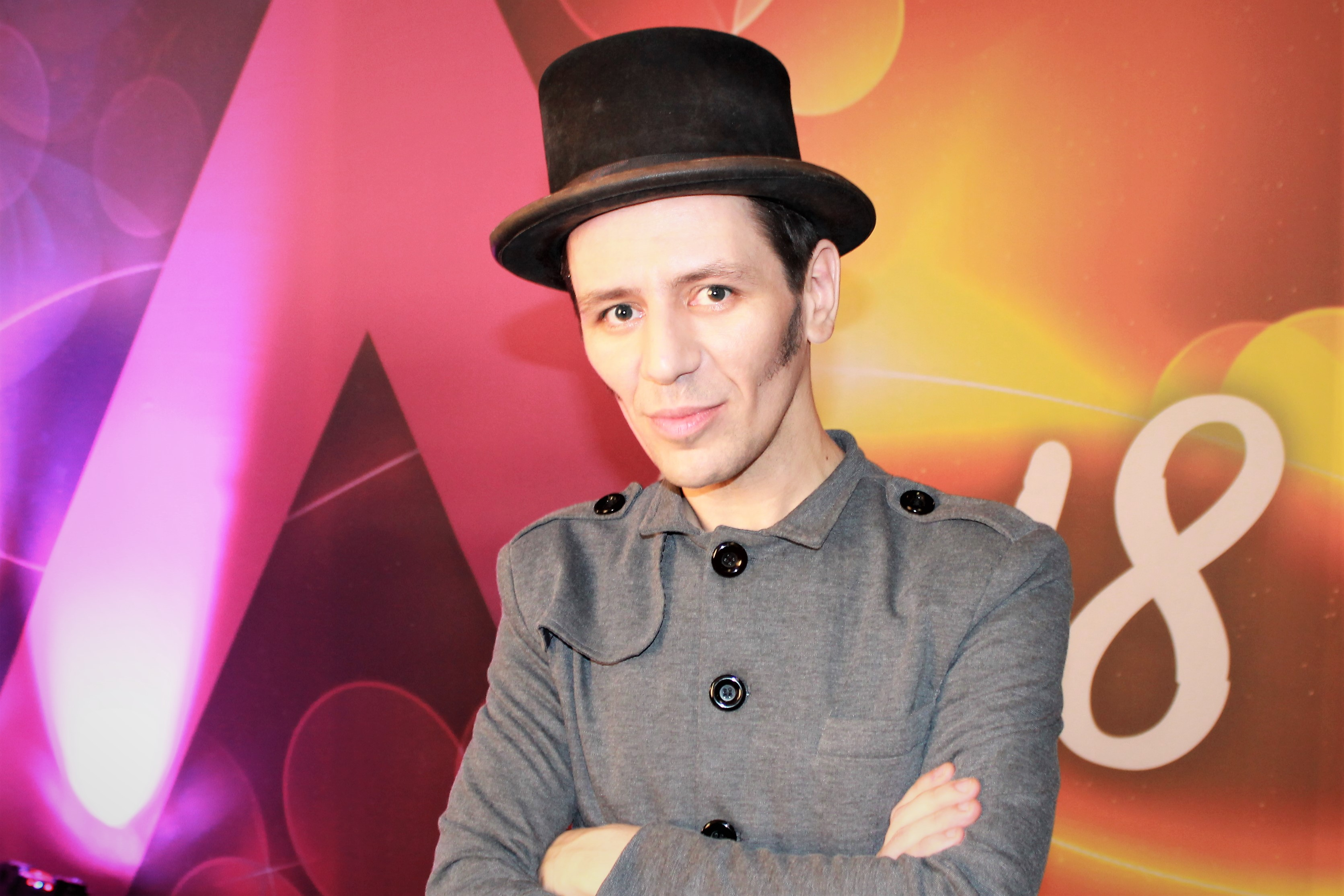
Maszkura és a tücsökraj
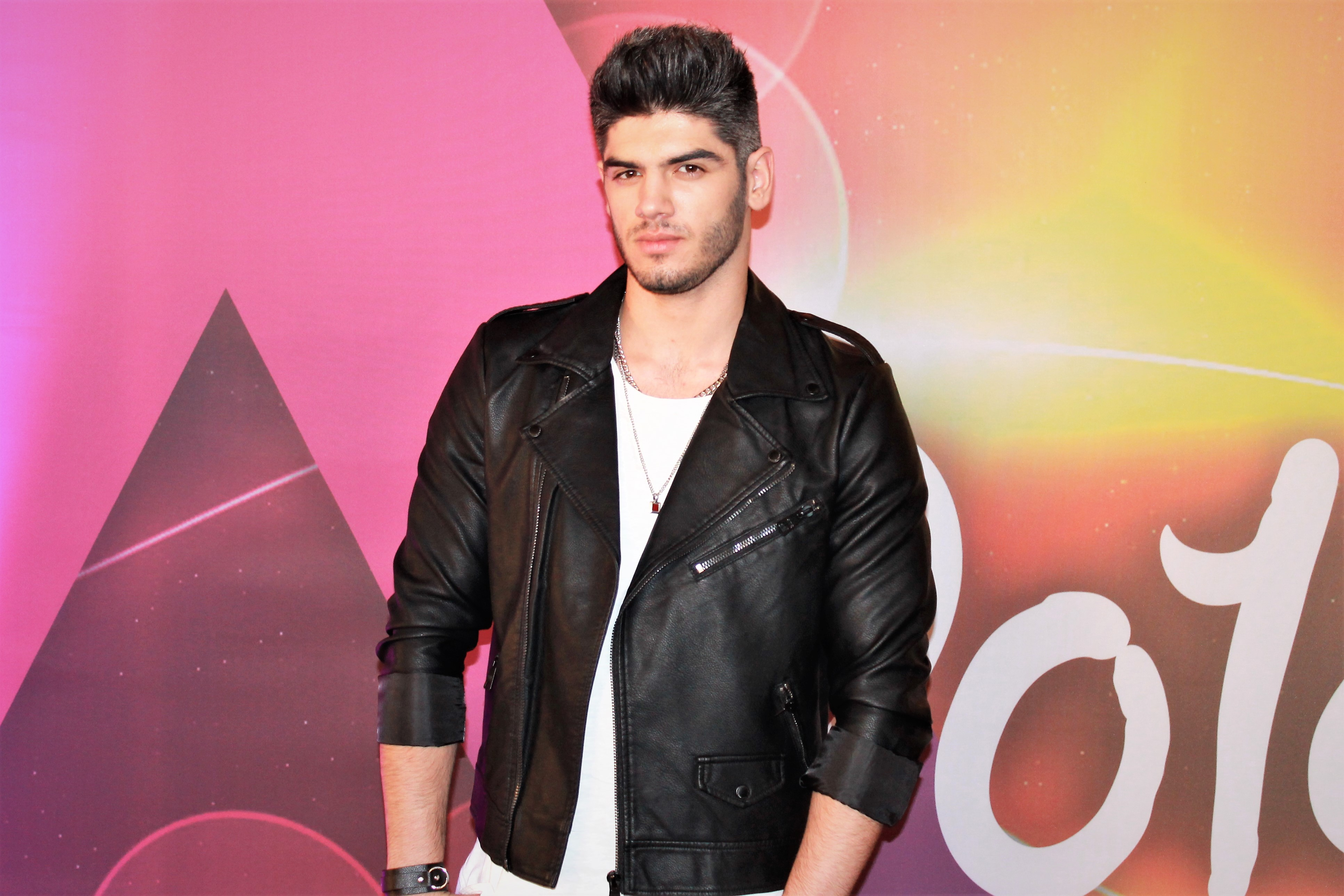
Gulyás Roland
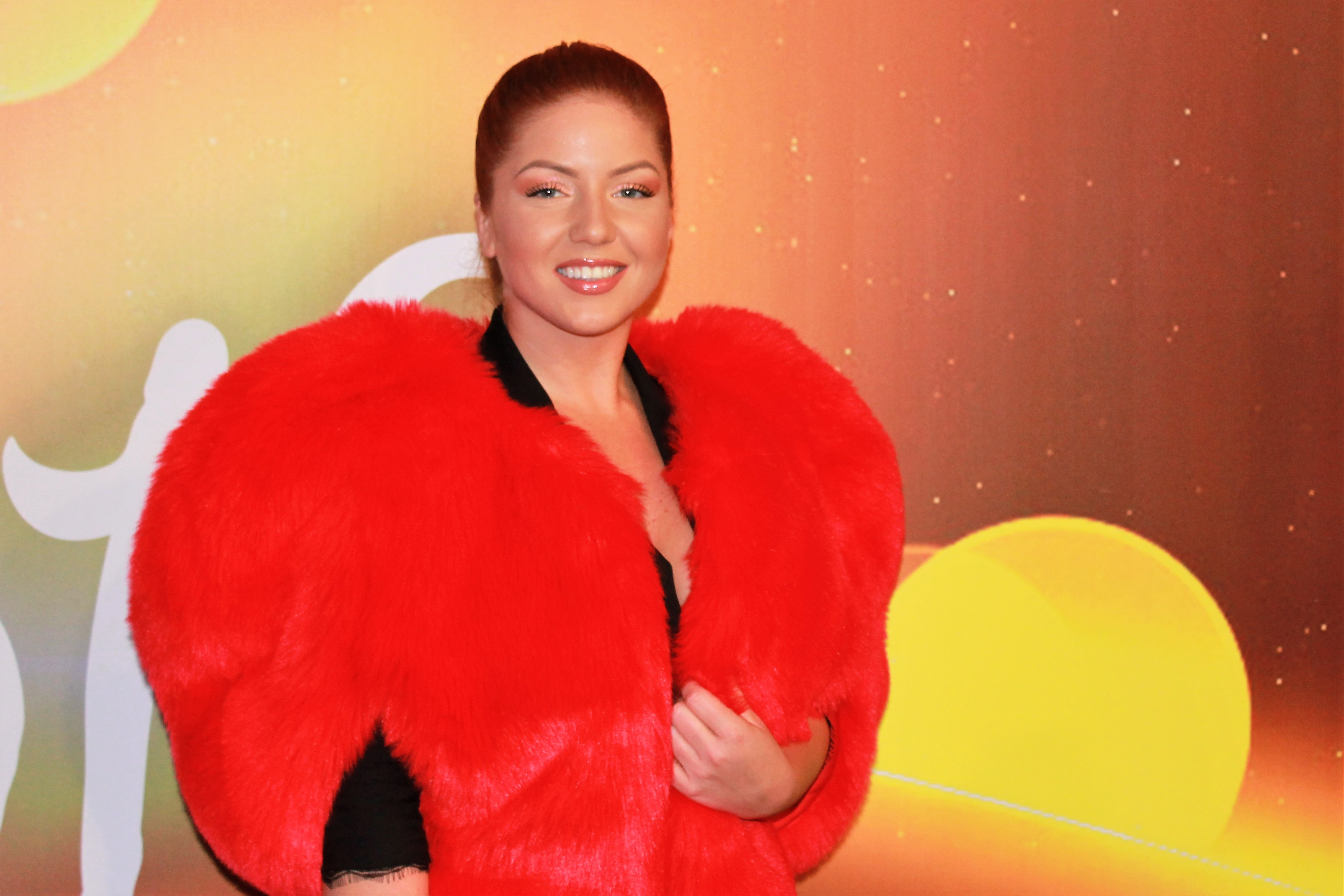
Tolvai Reni

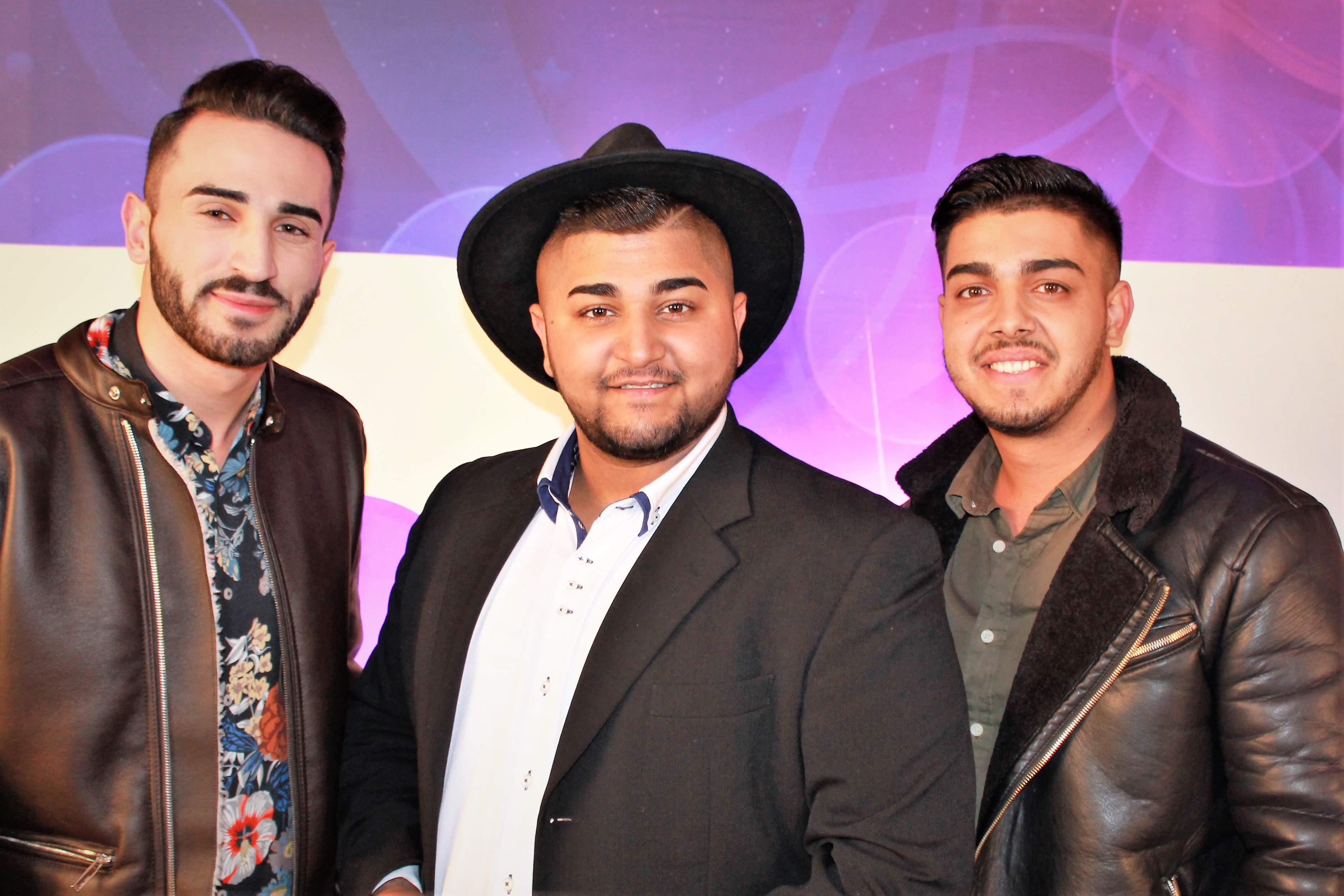
Ham ko Ham
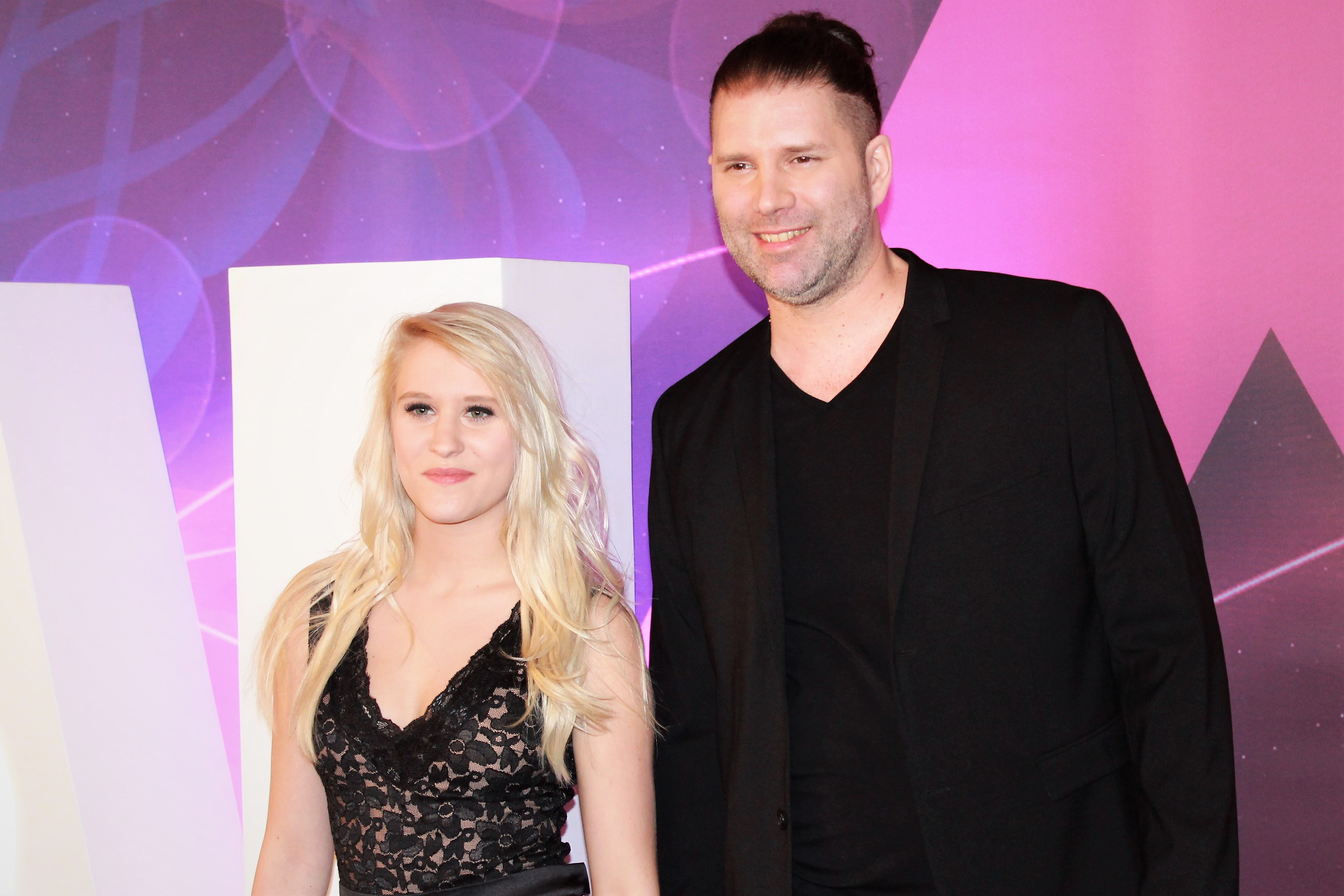
#yeahla feat. Eszes Viki
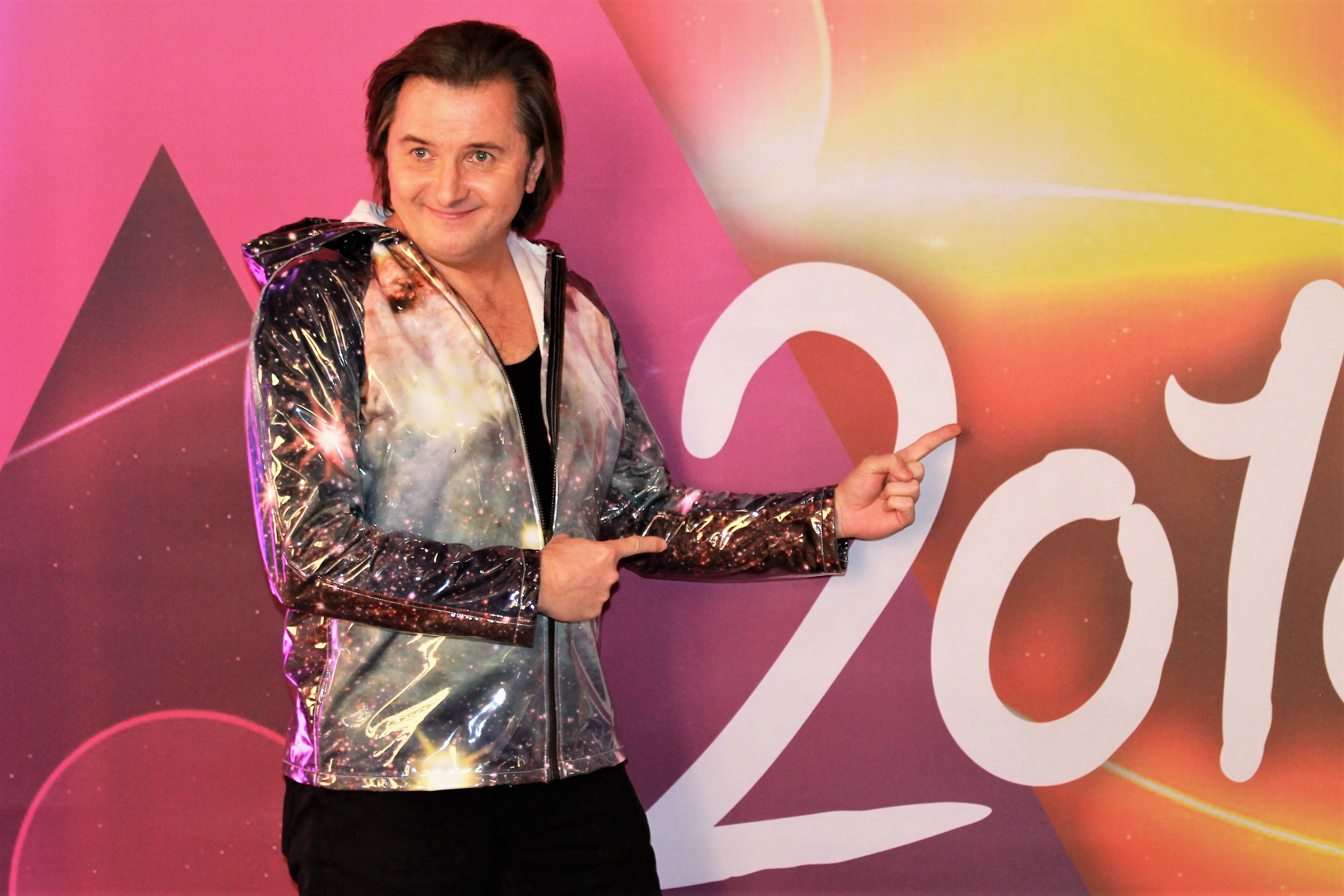
Andy Roll
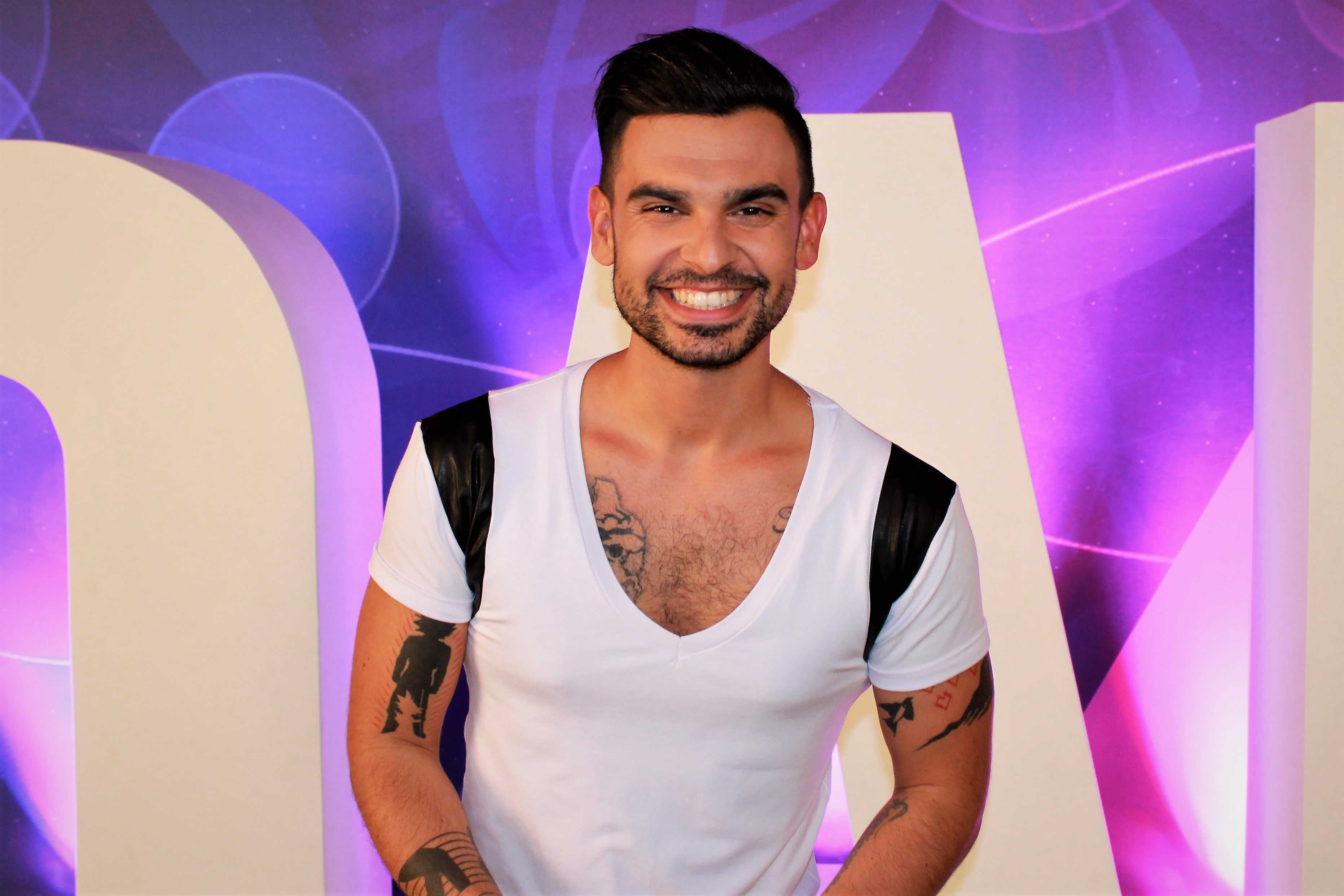
Horváth Tamás
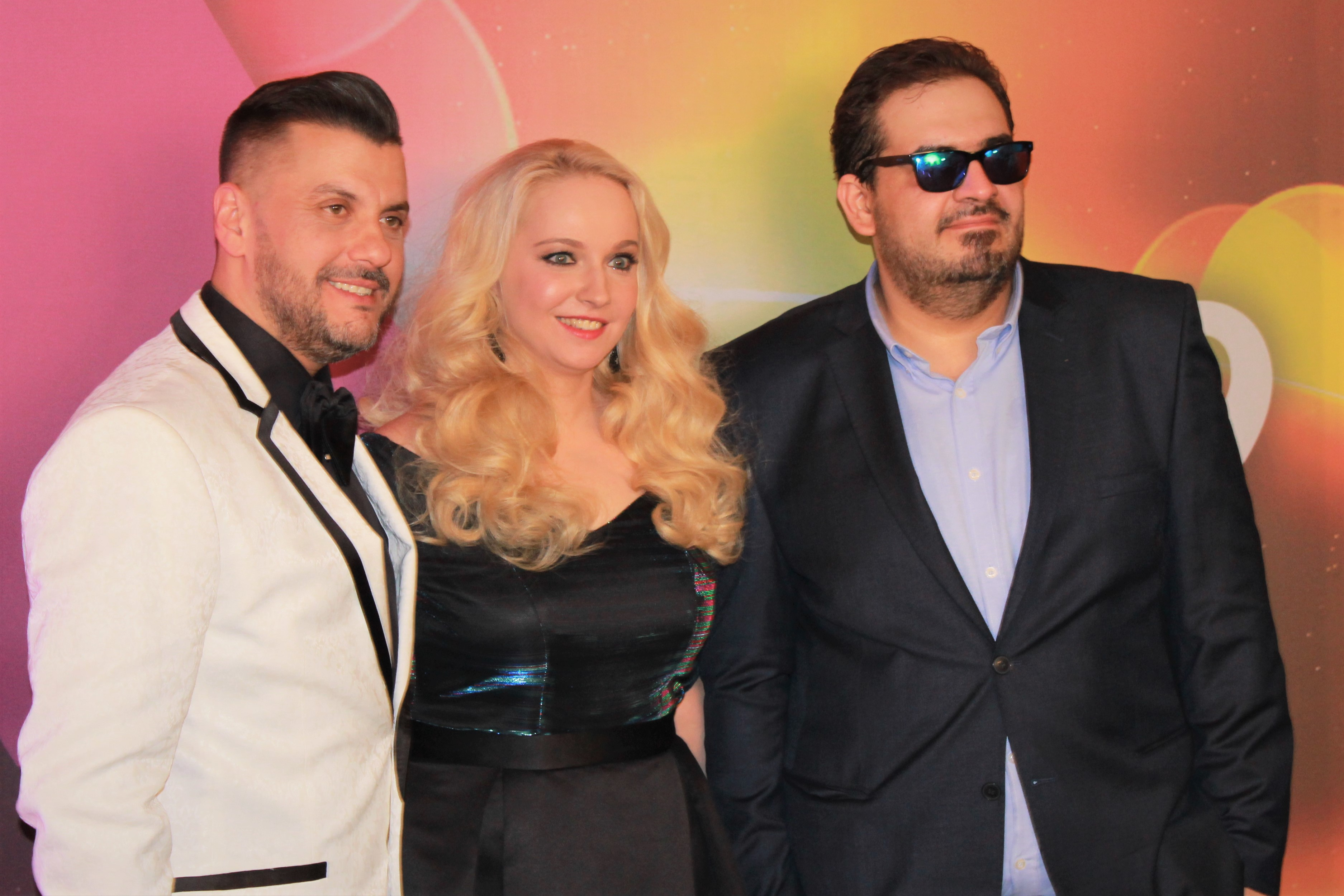
Szőke – Kökény – Szakcsi

### Elődöntők

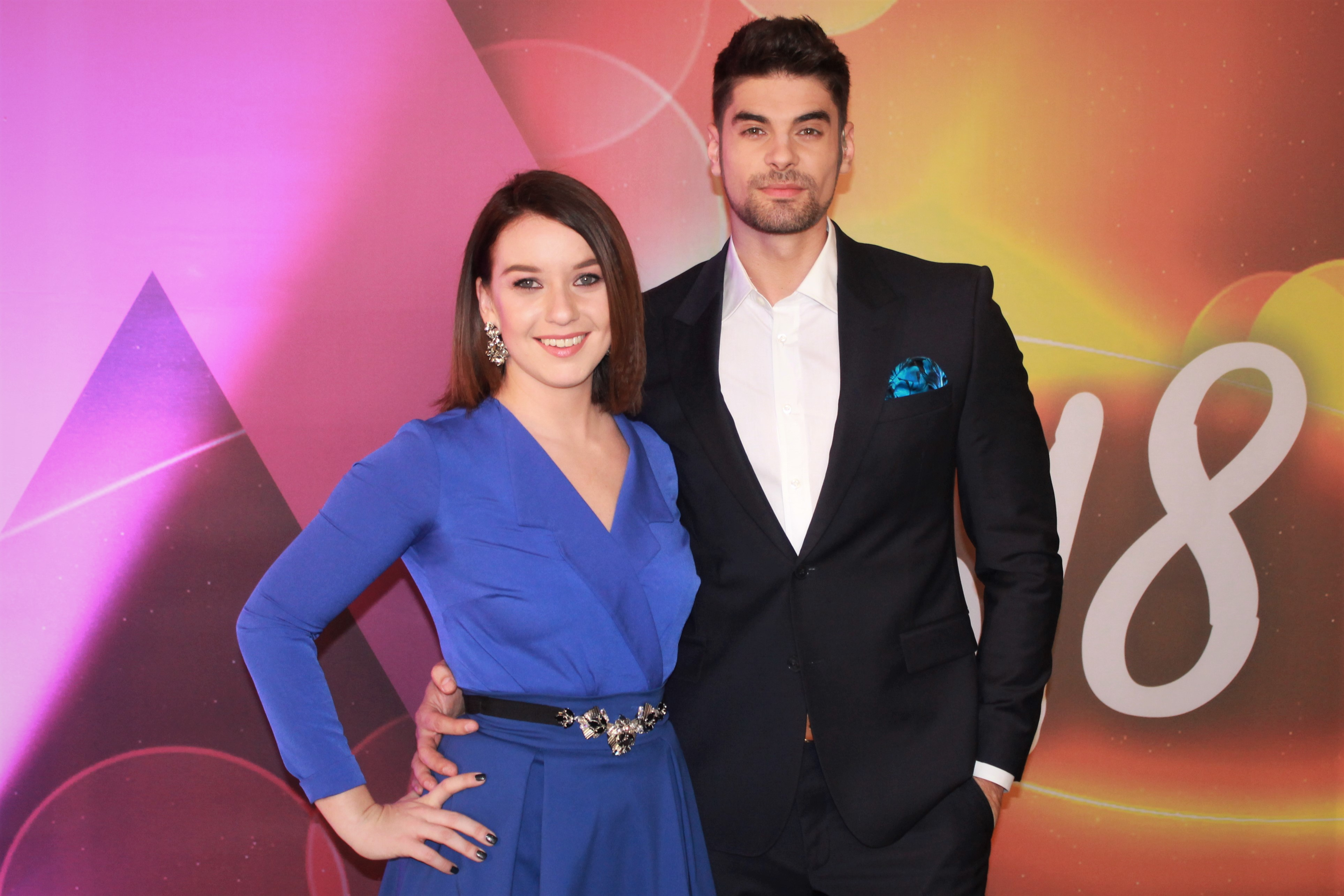
Rátonyi Kriszta és Freddie, A Dal 2018 első elődöntője előtt

Az MTVA a két elődöntőt 2018. február 10-én és február 17-én tartotta. A négytagú zsűri közvetlenül a dalok elhangzása után pontozta az egyes dalokat 1-től 10-ig. A versenydalok sugárzása alatt ötödik zsűritagként a nézők 1-től 10-ig pontszámot küldhettek az adott produkcióra a A DAL alkalmazáson keresztül, a műsor hivatalos honlapján vagy SMS-ben. A nézői pontszámok átlagát kerekítve hozzáadták a versenydal pontszámaihoz, így alakult ki a végleges pontszám. A kialakult sorrend alapján az első három-három dal automatikusan a döntőbe került. A pontszámok alapján nem továbbjutó hat produkció közül az a további egy-egy dal jutott tovább a döntőbe, amelyik a legtöbb szavazatot kapta a nézőktől. A műsort élőben közvetítette a Duna és a Duna World, illetve interneten az adal.hu.  A elődöntők után 22:40-től a Dunán A Dal Kulissza címmel kísérőműsor indult, melyben Pflum Orsi és Forró Bence beszélgetett a résztvevőkkel.

#### Első elődöntő
A versenyprodukciók mellett extra fellépő volt a Kimnowak és Kardos-Horváth János, akik a Gyémánt és a Tartós béke című dal mashup-ját adták elő. Az első elődöntőben osztotta ki a zsűri A Dal felfedezettje díjat, melyet Dánielfy Gergelynek ítéltek oda.
| Első elődöntő – 2018. február 10. | Első elődöntő – 2018. február 10. | Első elődöntő – 2018. február 10.                                                                            | Első elődöntő – 2018. február 10. | Első elődöntő – 2018. február 10. | Első elődöntő – 2018. február 10. | Első elődöntő – 2018. február 10. | Első elődöntő – 2018. február 10. | Első elődöntő – 2018. február 10. | Első elődöntő – 2018. február 10. |
| #                                 | Előadó                            | Dal (zene / szöveg)                                                                                          | Pontozás                          | Pontozás                          | Pontozás                          | Pontozás                          | Pontozás                          | Pontozás                          | Eredmény                          |
| #                                 | Előadó                            | Dal (zene / szöveg)                                                                                          | Frenreisz Károly                  | Schell Judit                      | Mező Misi                         | Both Miklós                       | Nézők                             | Σ                                 | Eredmény                          |
| --------------------------------- | --------------------------------- | --- | --------------------------------- | --------------------------------- | --------------------------------- | --------------------------------- | --------------------------------- | --------------------------------- | --------------------------------- |
| 01                                | Ham ko Ham                        | Bármerre jársz (Tóth G. Zoltán / Kathy Zsolt)                                                                | 7                                 | 7                                 | 8                                 | 8                                 | 6                                 | 36                                | Kiesett                           |
| 02                                | Heincz Gábor Biga                 | Good Vibez (Heincz Gábor / Méhes Adrián)                                                                     | 9                                 | 9                                 | 9                                 | 8                                 | 7                                 | 42                                | Továbbjutott                      |
| 03                                | SativuS                           | Lusta lány (Szabó Márton / Pájer Gábor)                                                                      | 8                                 | 6                                 | 7                                 | 7                                 | 5                                 | 33                                | Kiesett                           |
| 04                                | Knoll Gabi                        | Nobody to Die For (Knoll Gabi, Burai Krisztián, Stanislav Bendarzsevszkij / Knoll Gabi)                      | 7                                 | 9                                 | 8                                 | 8                                 | 5                                 | 37                                | Kiesett                           |
| 05                                | Maszkura és a tücsökraj           | Nagybetűs szavak (Biró Szabolcs, Boros Gábor, Földesi Attila, Kertész Csaba, Vikukel Dániel / Biró Szabolcs) | 8                                 | 8                                 | 8                                 | 8                                 | 5                                 | 37                                | Kiesett                           |
| 06                                | Süle Zsolt                        | Zöld a május (Süle Zsolt, Bodnár Péter / Süle Zsolt)                                                         | 9                                 | 10                                | 10                                | 10                                | 6                                 | 45                                | Továbbjutott                      |
| 07                                | Gulyás Roland                     | H Y P N O T I Z E D (Márta Alex)                                                                             | 8                                 | 7                                 | 7                                 | 6                                 | 7                                 | 35                                | Kiesett                           |
| 08                                | Dánielfy Gergely                  | Azt mondtad (Dánielfy Gergely / Völgyesi Árpád)                                                              | 9                                 | 10                                | 10                                | 10                                | 8                                 | 47                                | Továbbjutott                      |
| 09                                | Leander Kills                     | Nem szól harang (Köteles Leander)                                                                            | 8                                 | 8                                 | 8                                 | 9                                 | 8                                 | 41                                | Továbbjutott                      |

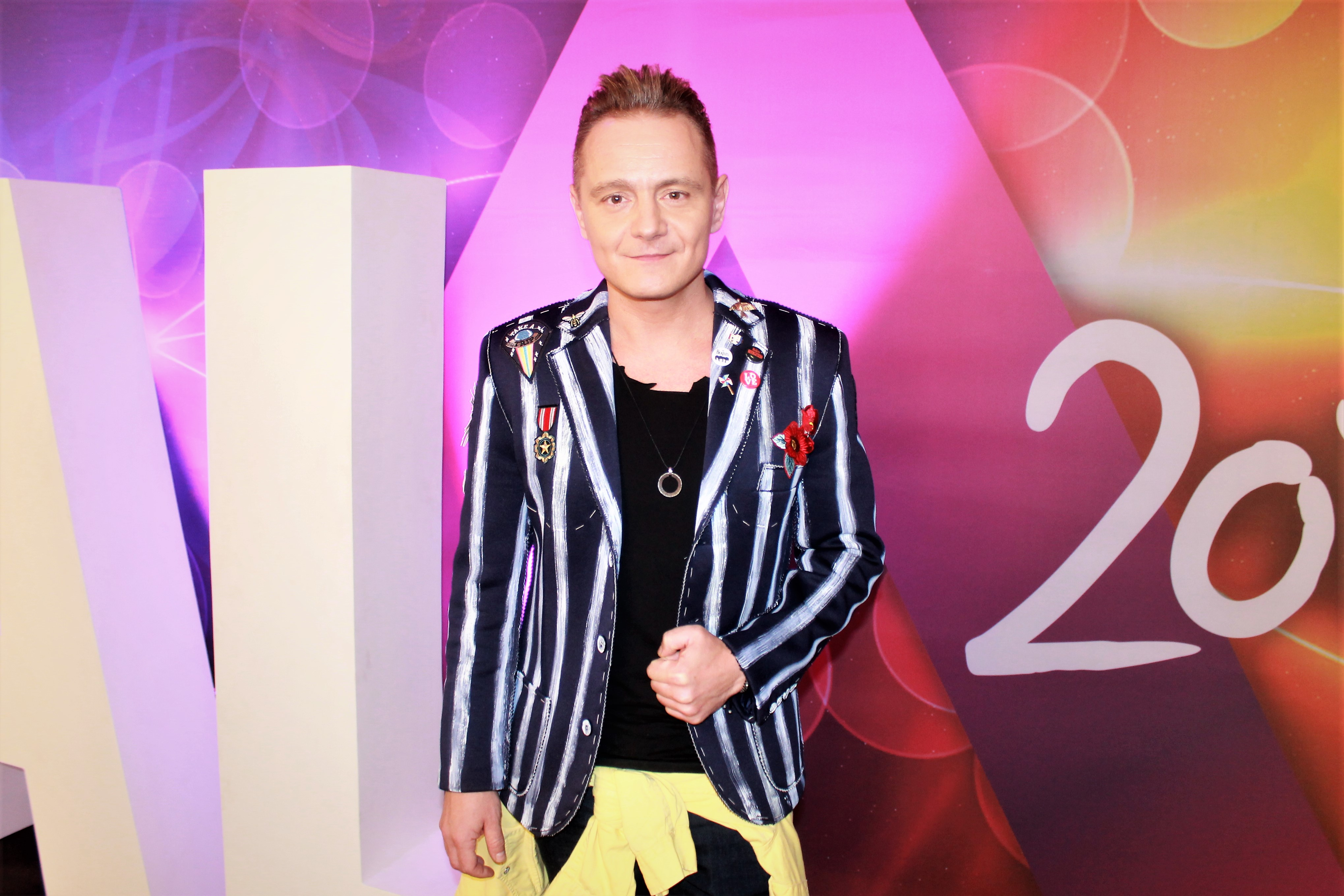
Heincz Gábor Biga
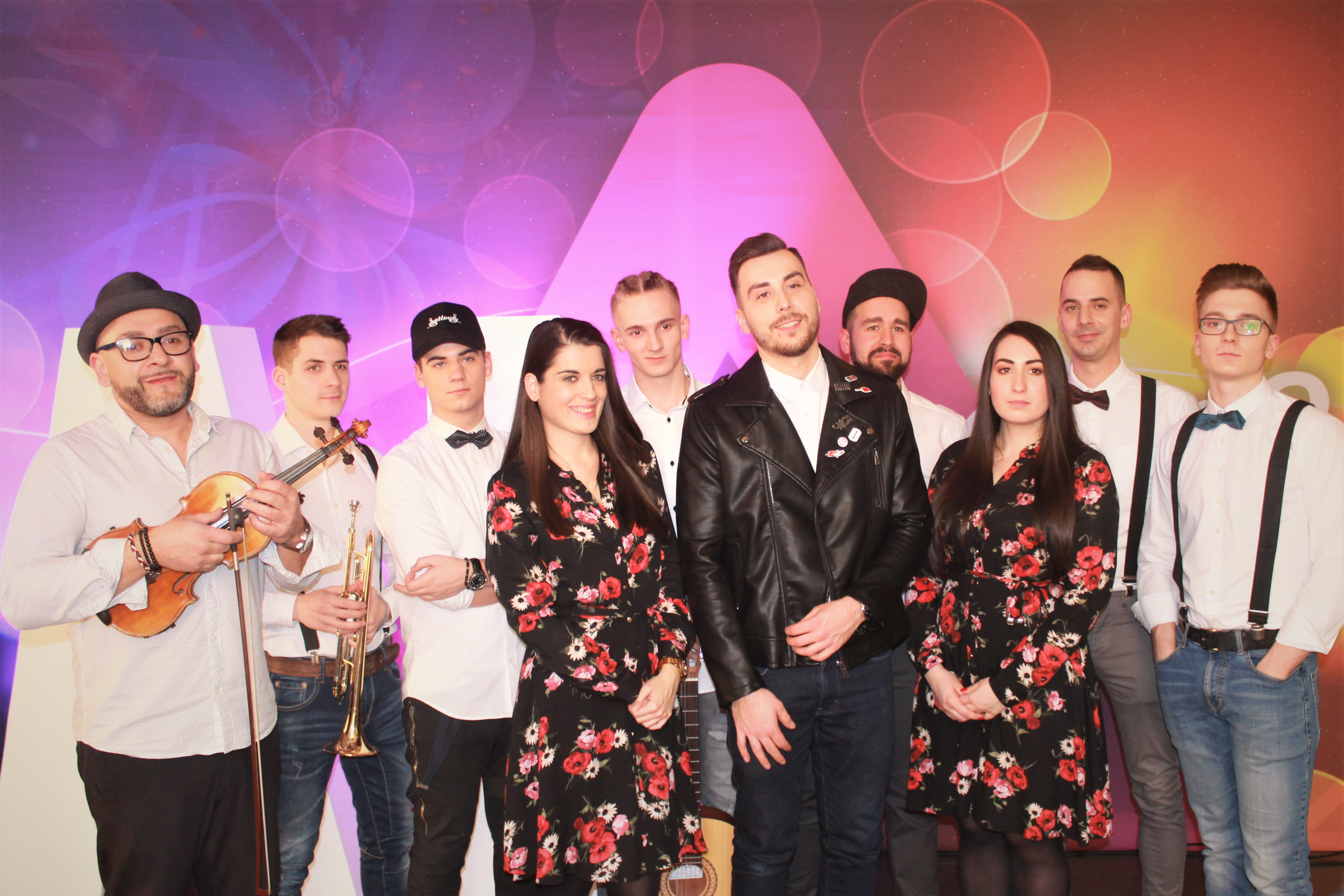
SativuS
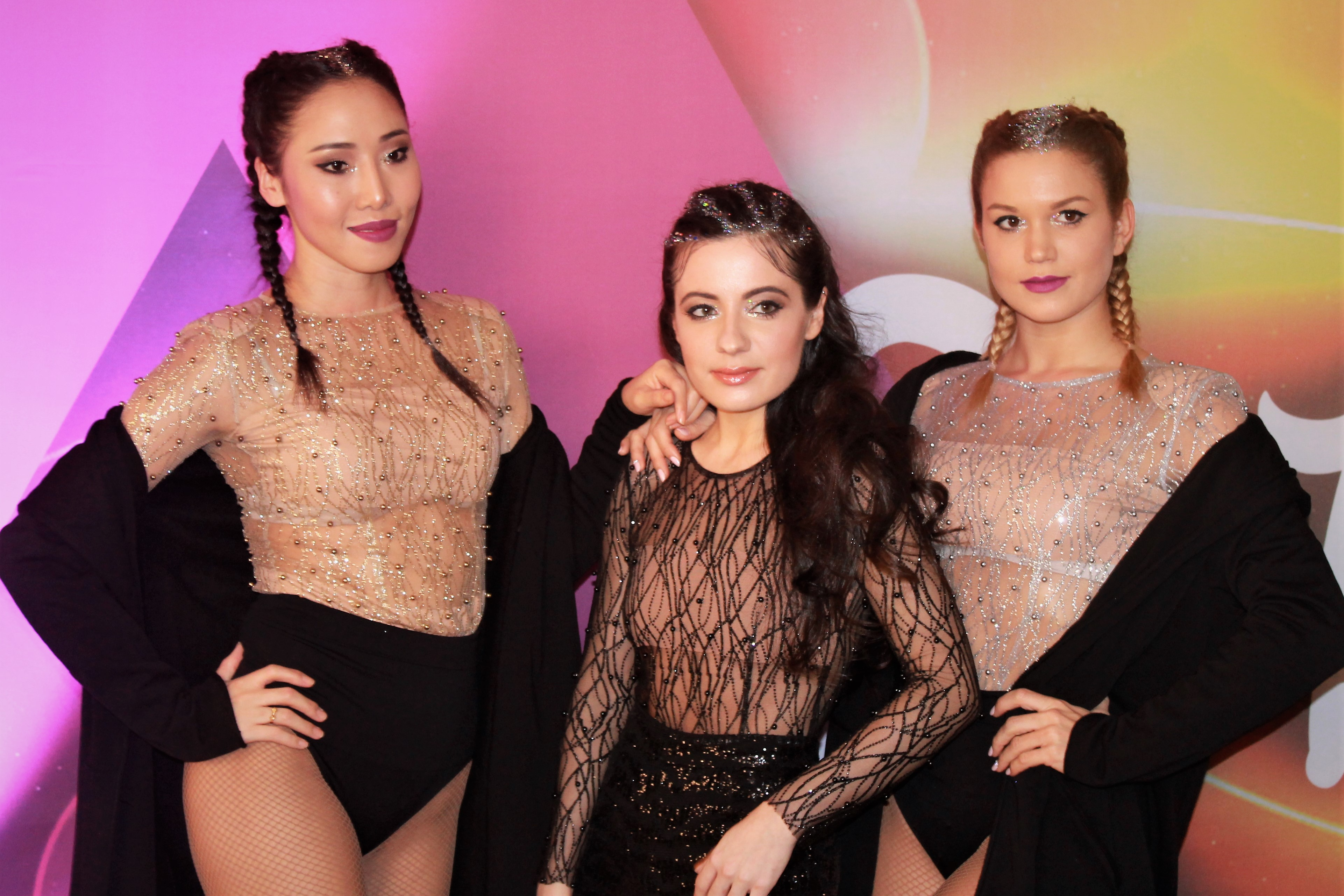
Knoll Gabi
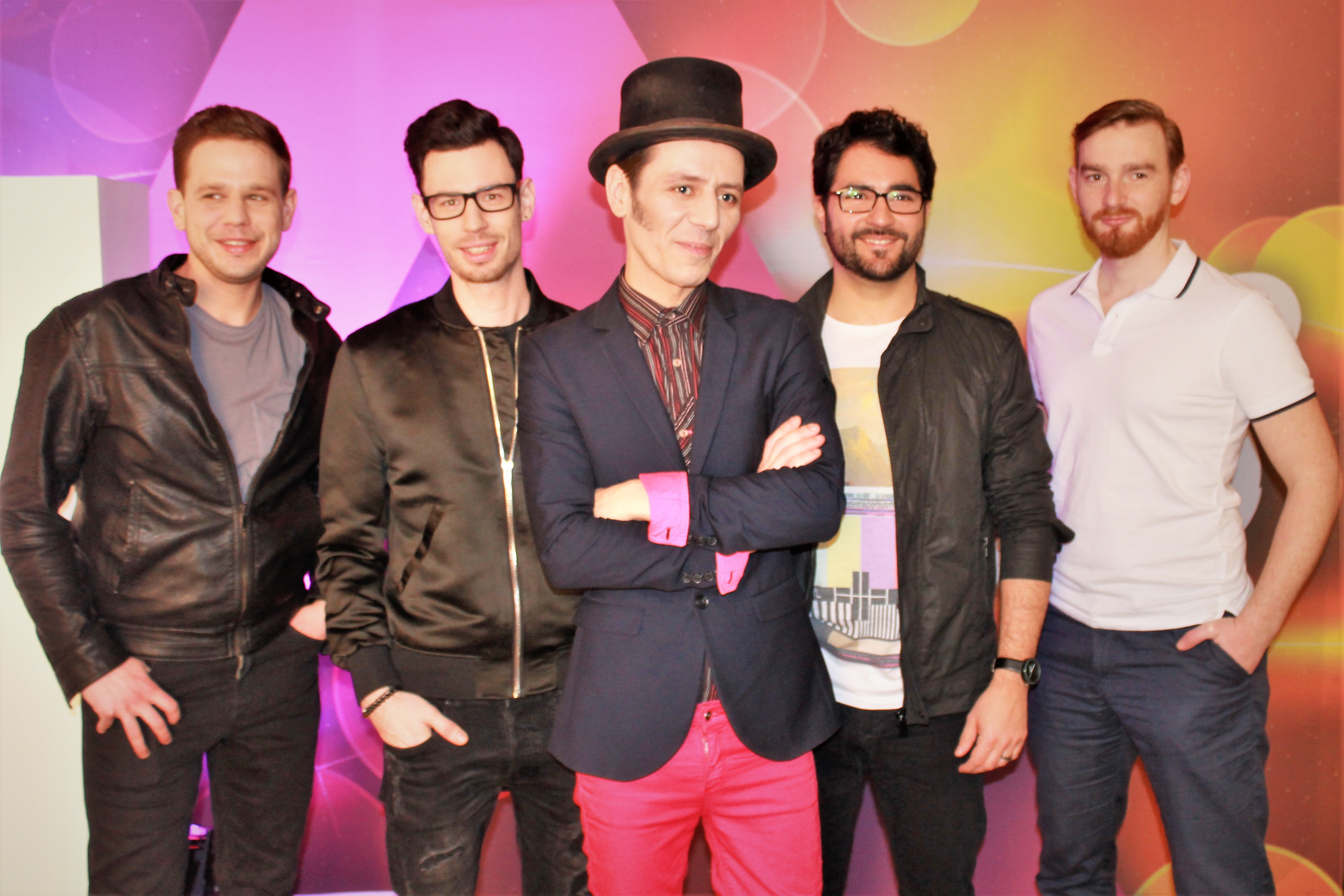
Maszkura és a tücsökraj

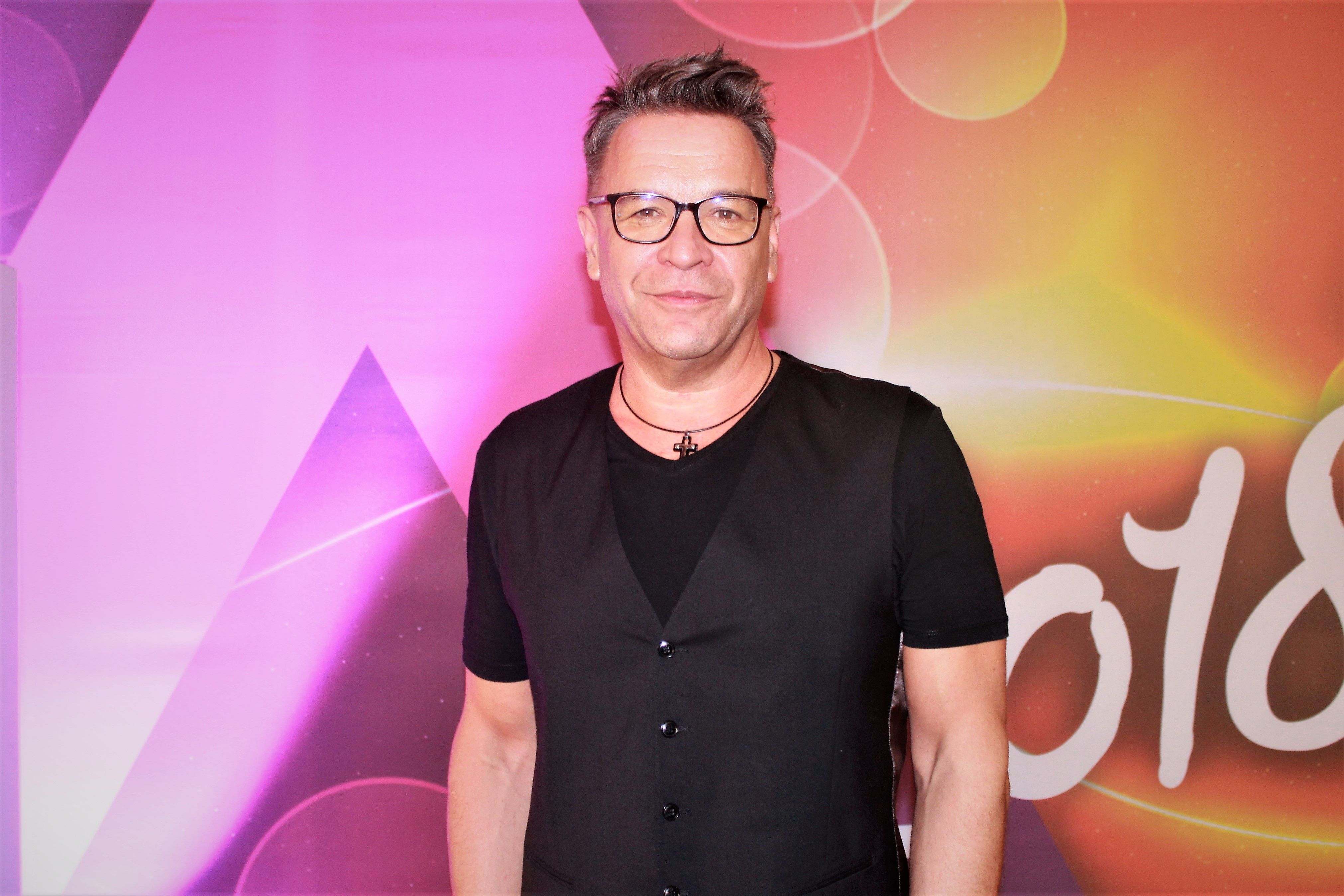
Süle Zsolt
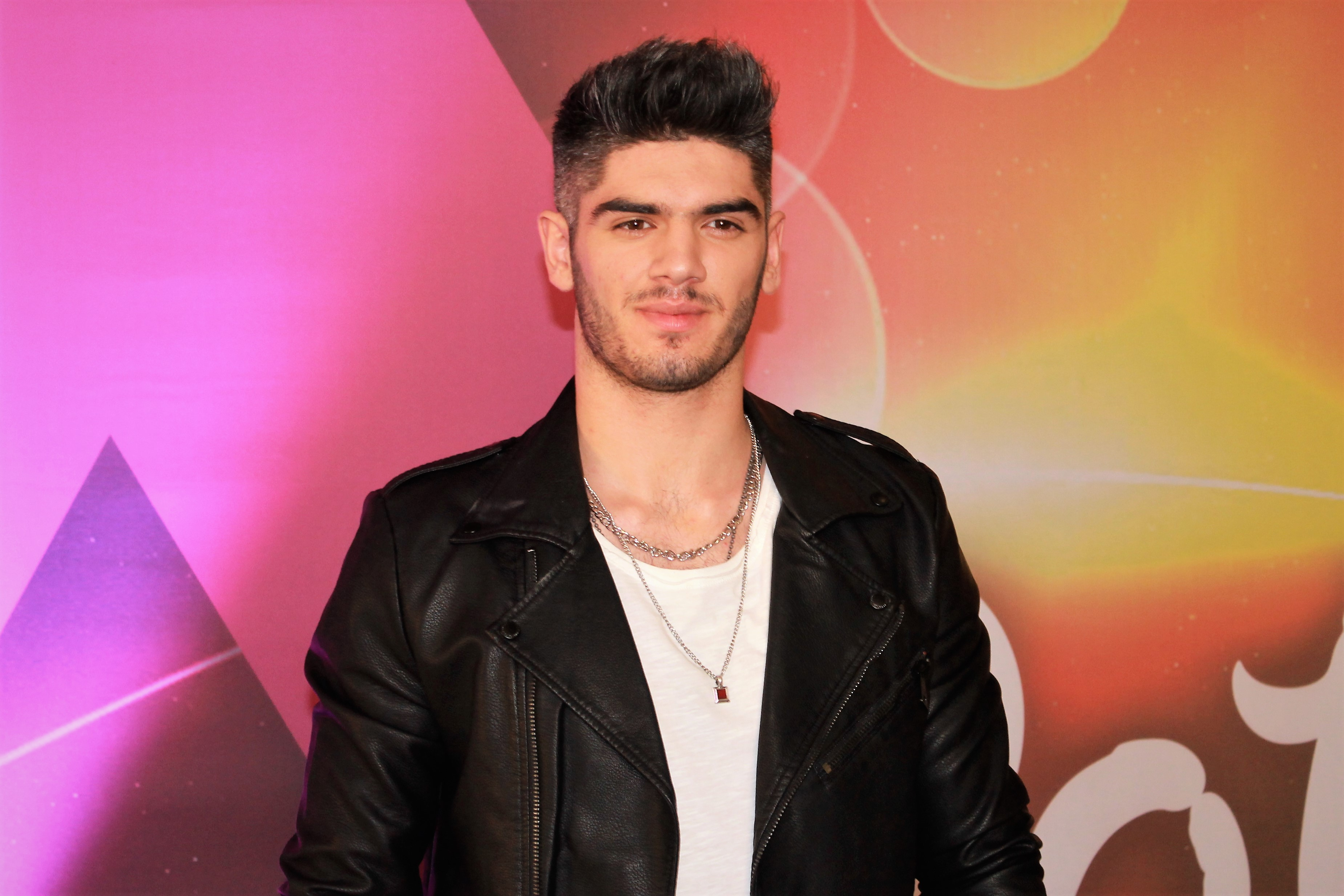
Gulyás Roland
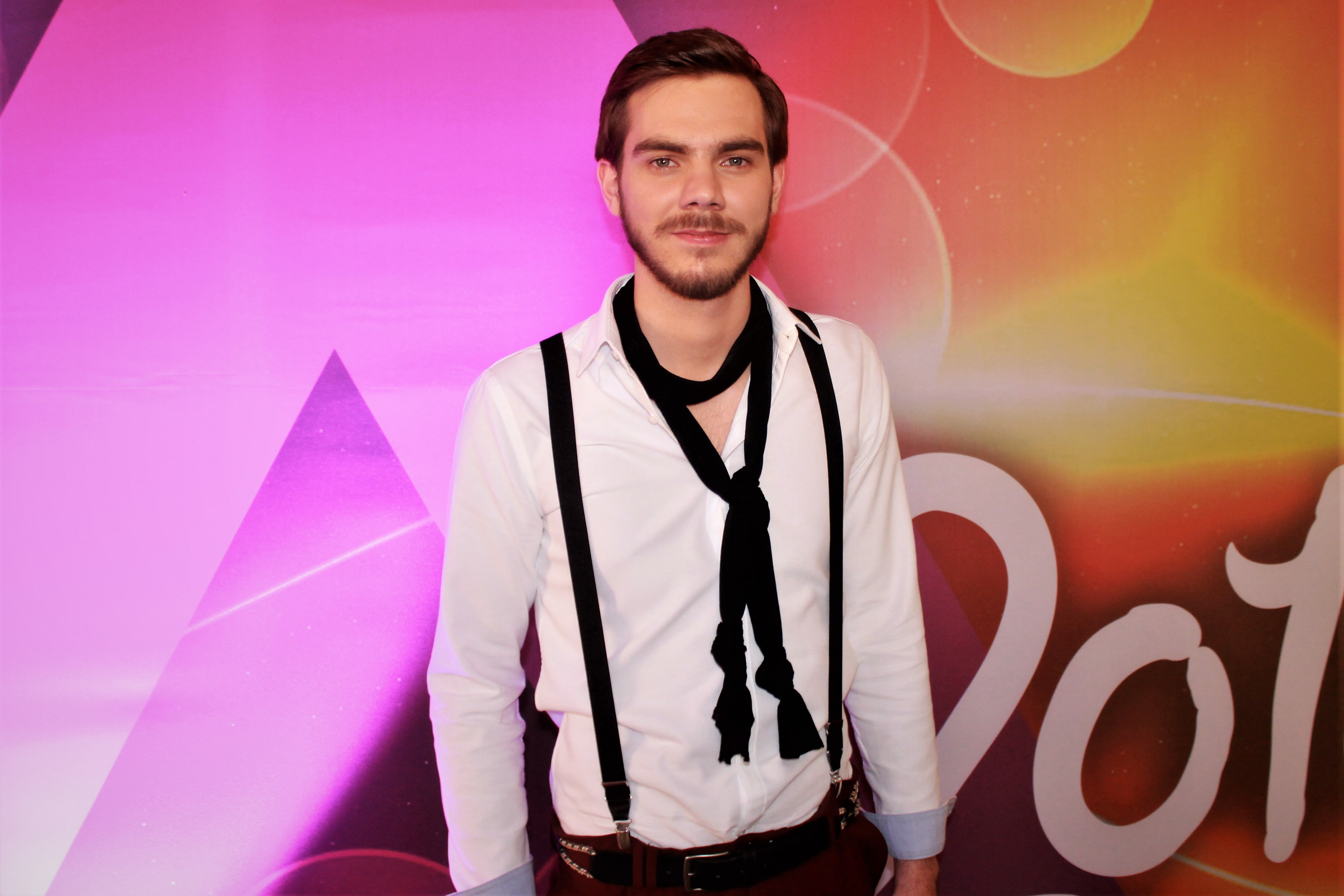
Dánielfy Gergely
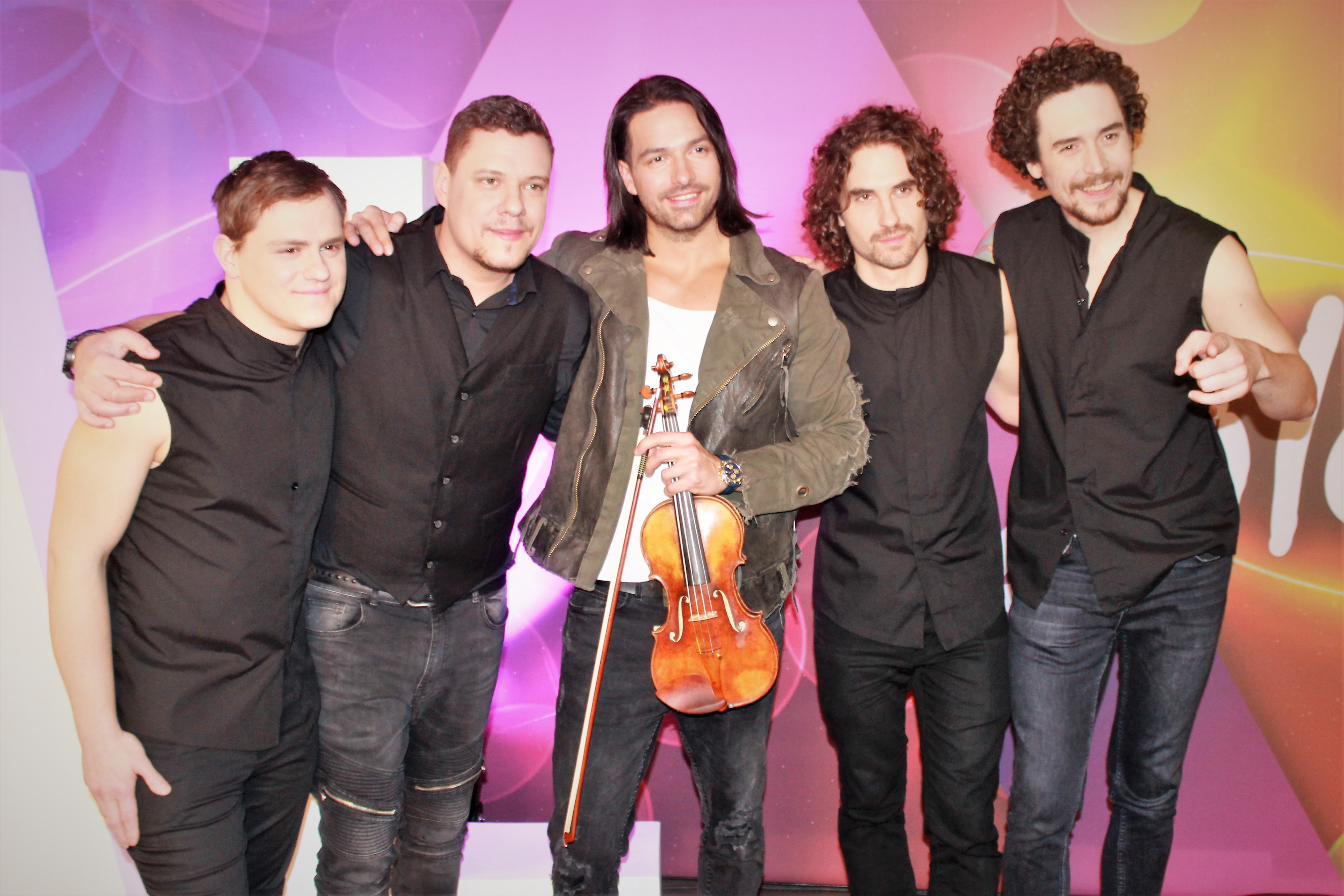
Leander Kills

#### Második elődöntő

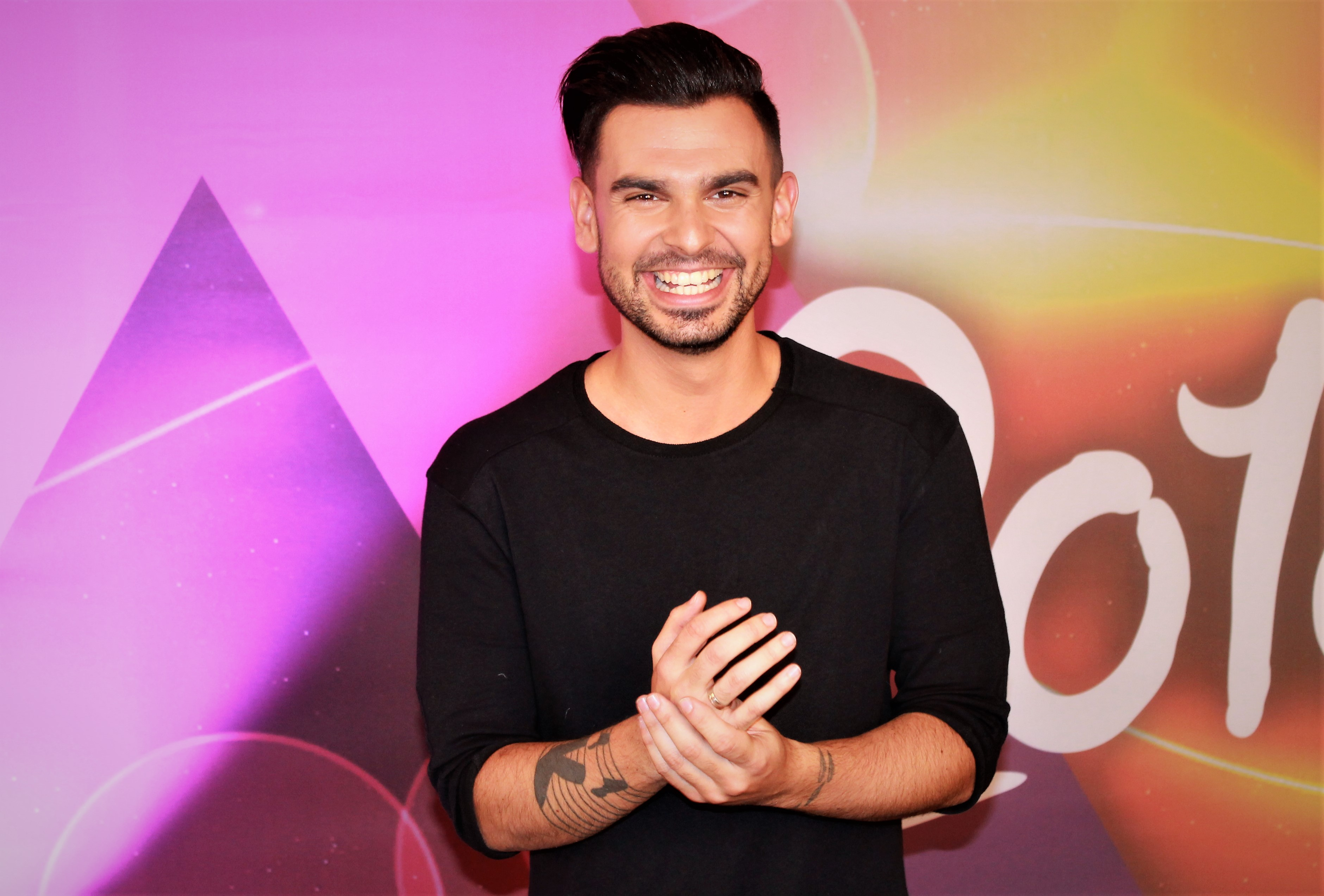
Horváth Tamás
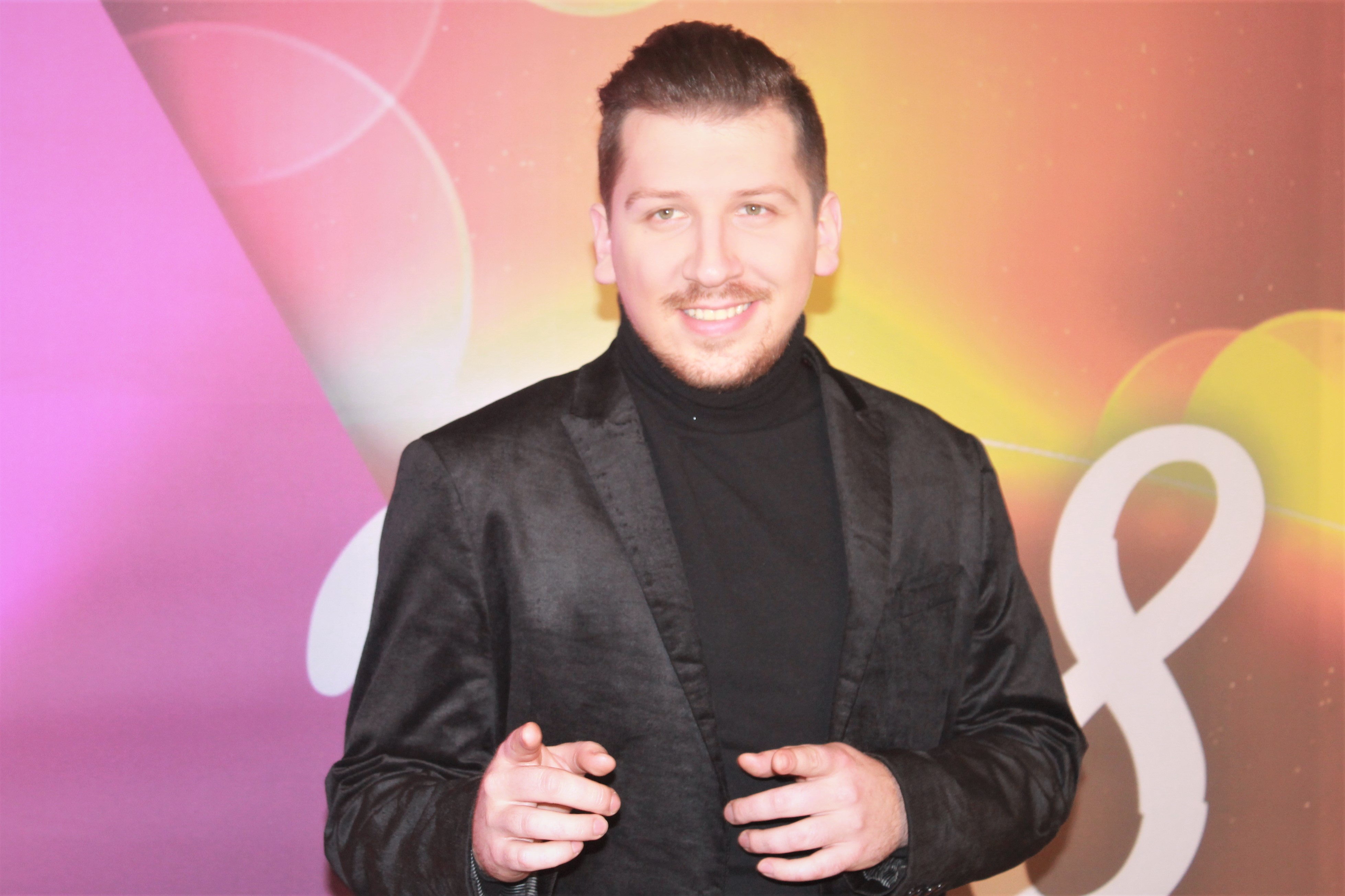
Vastag Tamás
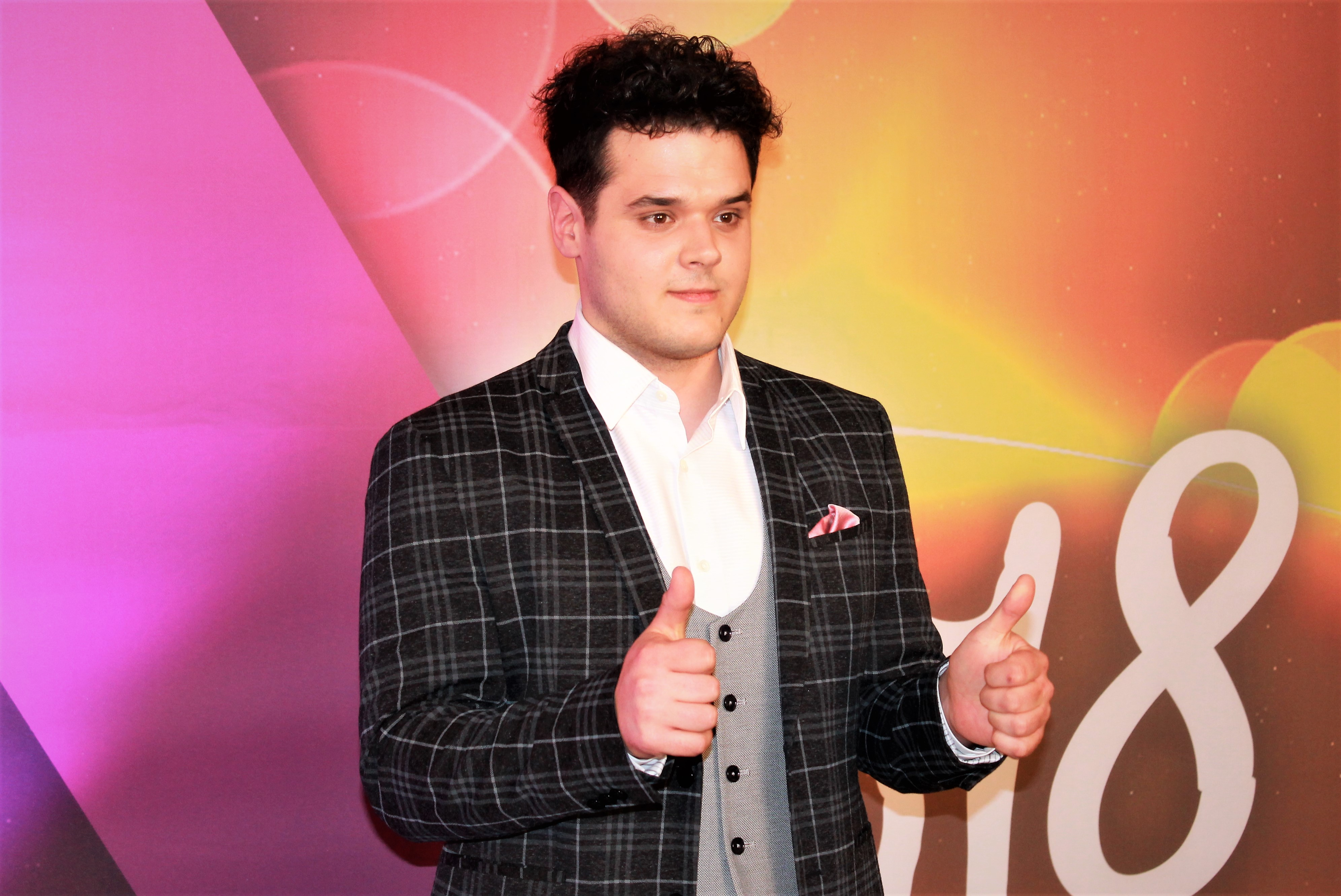
Ceasefire X
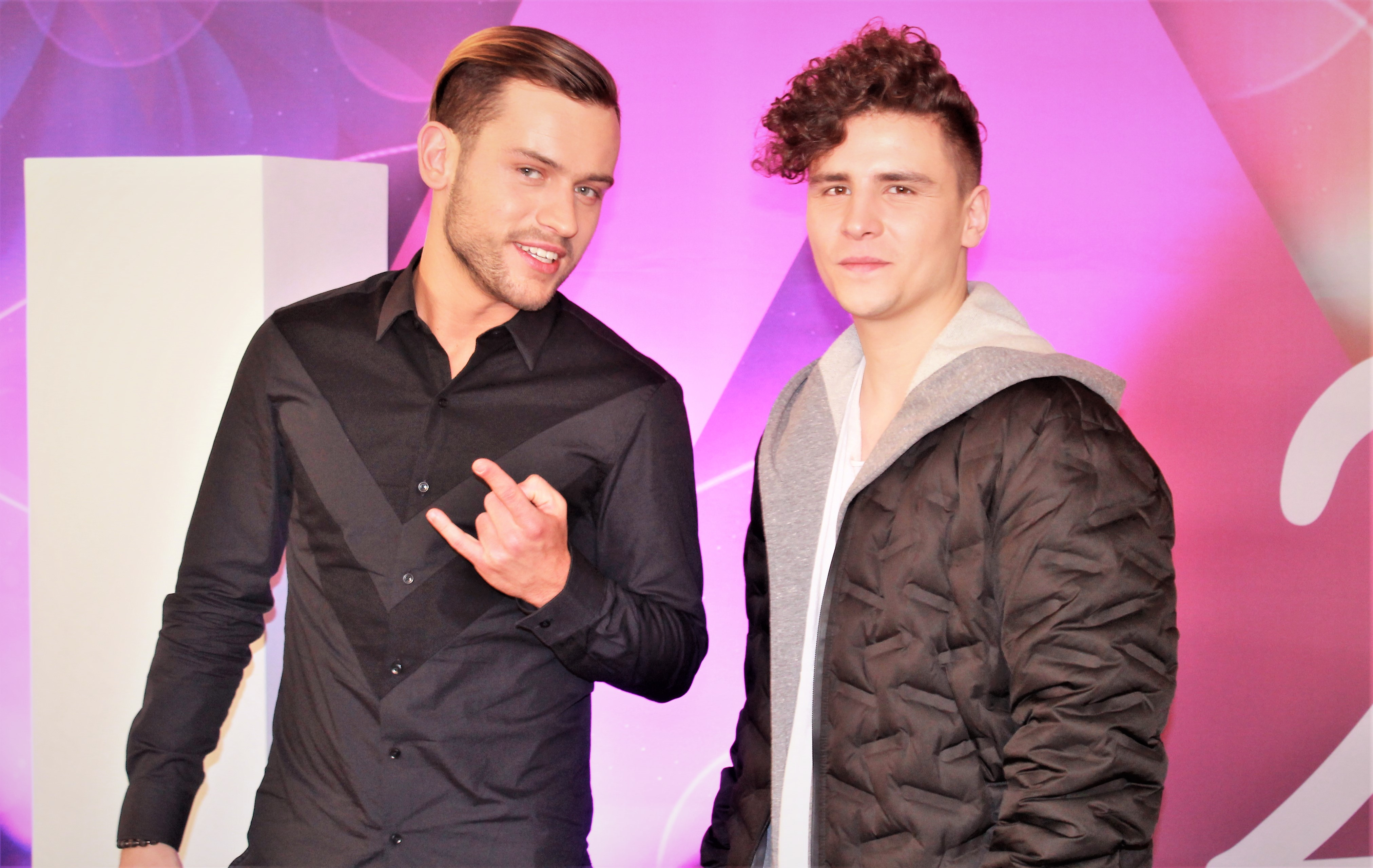
yesyes

A versenyprodukciók mellett extra fellépő volt az 1998-as Eurovíziós Dalfesztivál magyar versenyzője, Charlie, aki a 2008-as Eurovíziós Dalfesztivál magyar válogatójának második helyezettjével, Szekeres Adriennel közösen a Könnyű álmot hozzon az éj című dalt adták elő. A második elődöntőben osztotta ki a zsűri A legjobb dalszöveg díjat, melyet Hujber Szabolcsnak, az Aranyhal című dal szerzőjének ítéltek oda.
| Második elődöntő – 2018. február 17. | Második elődöntő – 2018. február 17. | Második elődöntő – 2018. február 17.                                                                       | Második elődöntő – 2018. február 17. | Második elődöntő – 2018. február 17. | Második elődöntő – 2018. február 17. | Második elődöntő – 2018. február 17. | Második elődöntő – 2018. február 17. | Második elődöntő – 2018. február 17. | Második elődöntő – 2018. február 17. |
| #                                    | Előadó                               | Dal (zene / szöveg)                                                                                        | Pontozás                             | Pontozás                             | Pontozás                             | Pontozás                             | Pontozás                             | Pontozás                             | Eredmény                             |
| #                                    | Előadó                               | Dal (zene / szöveg)                                                                                        | Frenreisz Károly                     | Schell Judit                         | Mező Misi                            | Both Miklós                          | Nézők                                | Σ                                    | Eredmény                             |
| ------------------------------------ | ------------------------------------ | --- | ------------------------------------ | ------------------------------------ | ------------------------------------ | ------------------------------------ | ------------------------------------ | ------------------------------------ | ------------------------------------ |
| 01                                   | Horváth Cintia és Balogh Tomi        | Journey (Balogh Tamás, Horváth Cintia)                                                                     | 8                                    | 8                                    | 8                                    | 8                                    | 4                                    | 36                                   | Kiesett                              |
| 02                                   | AWS                                  | Viszlát nyár (Kökényes Dániel, Brucker Bence, Veress Áron, Schiszler Soma / Siklósi Örs)                   | 9                                    | 10                                   | 10                                   | 10                                   | 7                                    | 46                                   | Továbbjutott                         |
| 03                                   | Odett                                | Aranyhal (Toldi Miklós, Polgár Odett / Hujber Szabolcs)                                                    | 8                                    | 8                                    | 8                                    | 8                                    | 5                                    | 37                                   | Kiesett                              |
| 04                                   | Király Viktor                        | Budapest Girl (Király Viktor, Ashley Hicklin, Závodi Marcel, Király Tamás / Király Viktor, Ashley Hicklin) | 10                                   | 9                                    | 8                                    | 8                                    | 7                                    | 42                                   | Továbbjutott                         |
| 05                                   | Szőke – Kökény – Szakcsi             | Életre kel (Szakcsi Lakatos Róbert / Müller Péter Sziámi)                                                  | 8                                    | 9                                    | 8                                    | 8                                    | 4                                    | 37                                   | Kiesett                              |
| 06                                   | Horváth Tamás                        | Meggyfa (Horváth Tamás)                                                                                    | 7                                    | 8                                    | 7                                    | 8                                    | 8                                    | 38                                   | Továbbjutott                         |
| 07                                   | Vastag Tamás                         | Ne hagyj reményt (Sztevanovity Krisztián / Sztevanovity Dusán)                                             | 8                                    | 8                                    | 7                                    | 7                                    | 6                                    | 36                                   | Kiesett                              |
| 08                                   | Ceasefire X                          | Satellites (Vavra Bence András, Szűcs Norbert / Kozma Kata)                                                | 8                                    | 9                                    | 9                                    | 8                                    | 6                                    | 40                                   | Kiesett                              |
| 09                                   | yesyes                               | I Let You Run Away (Szabó Ádám, Somogyvári Dániel / Petneházy Flóra)                                       | 9                                    | 10                                   | 9                                    | 9                                    | 8                                    | 45                                   | Továbbjutott                         |

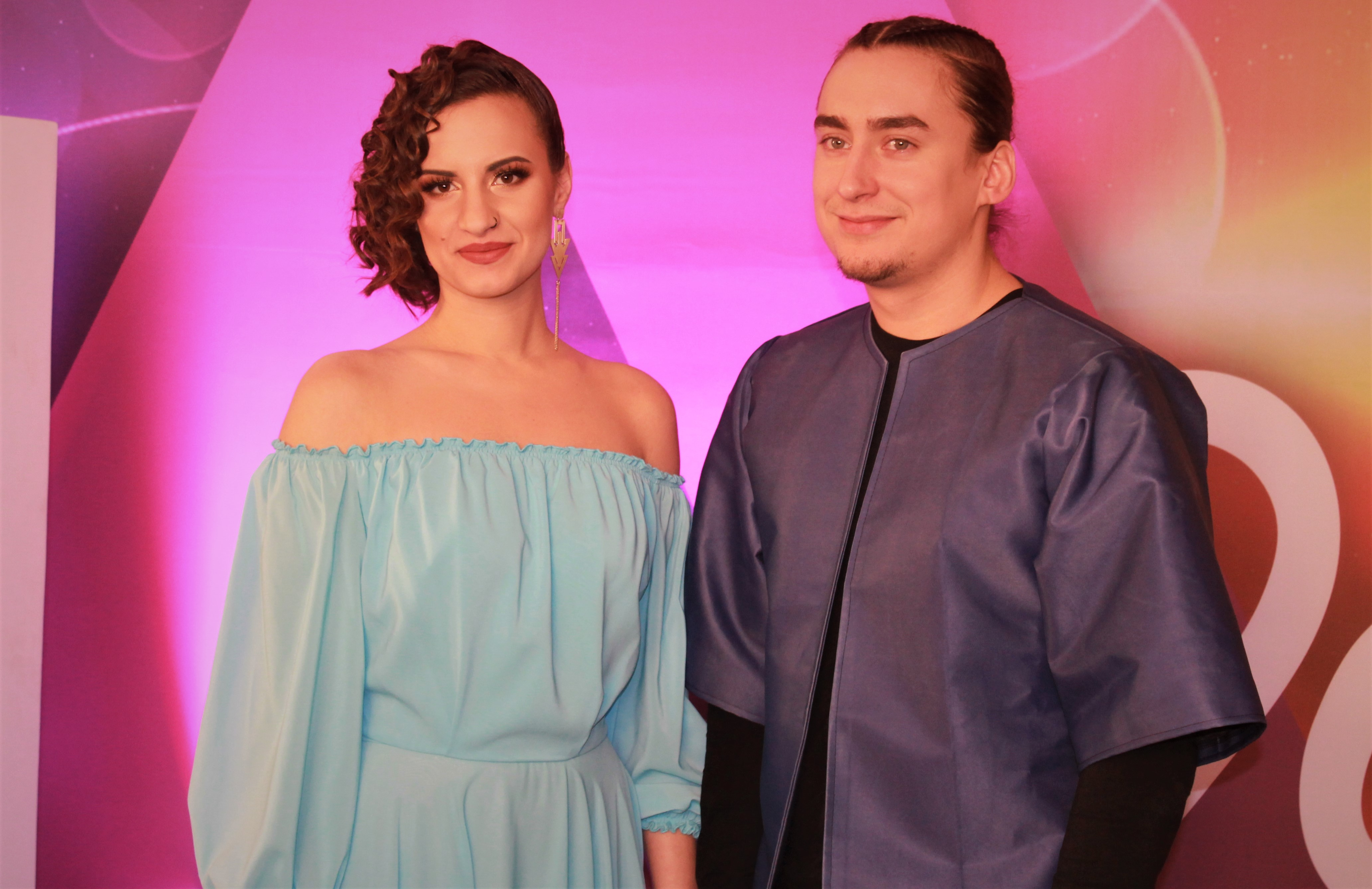
Horváth Cintia és Balogh Tomi
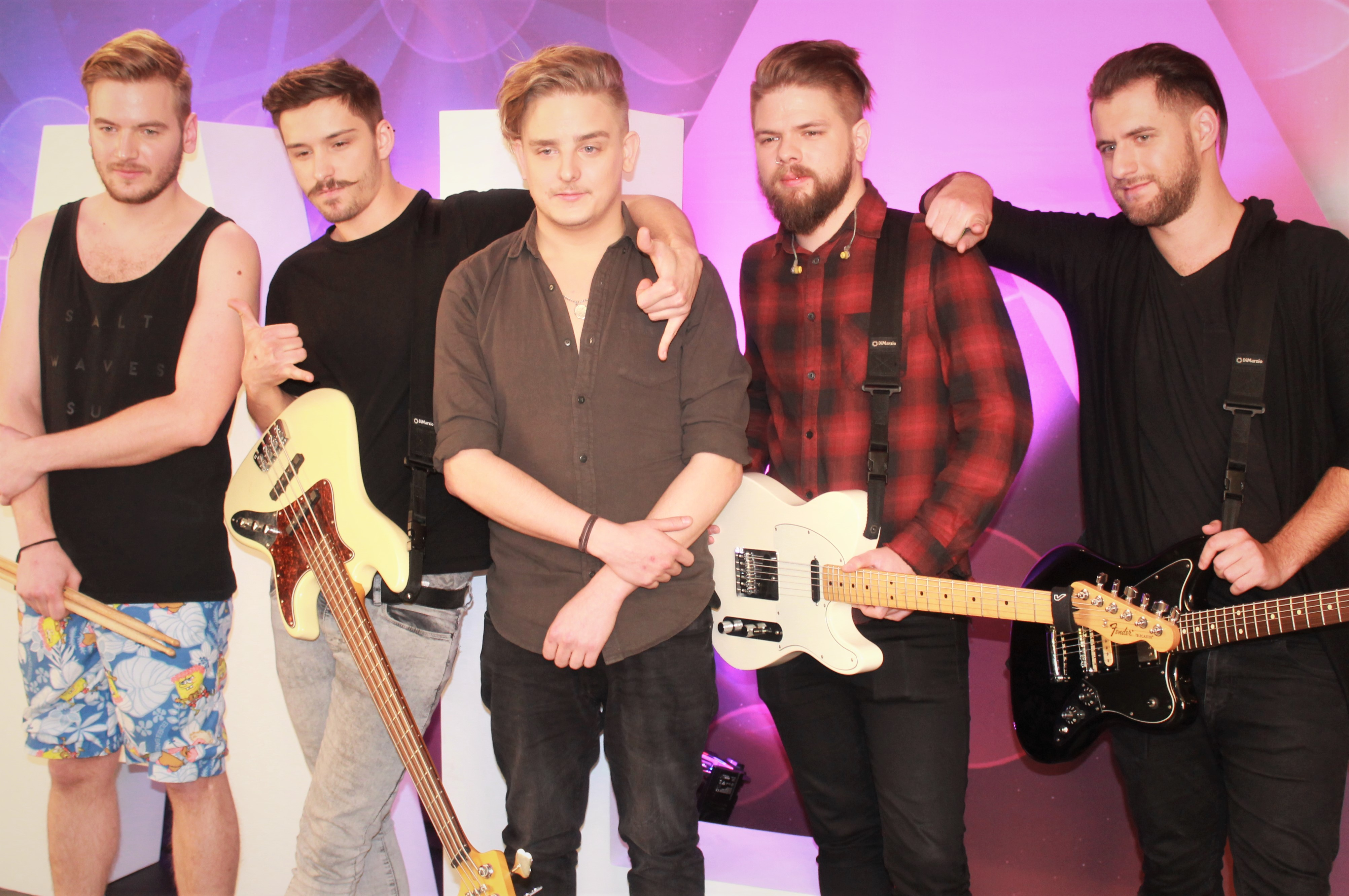
AWS
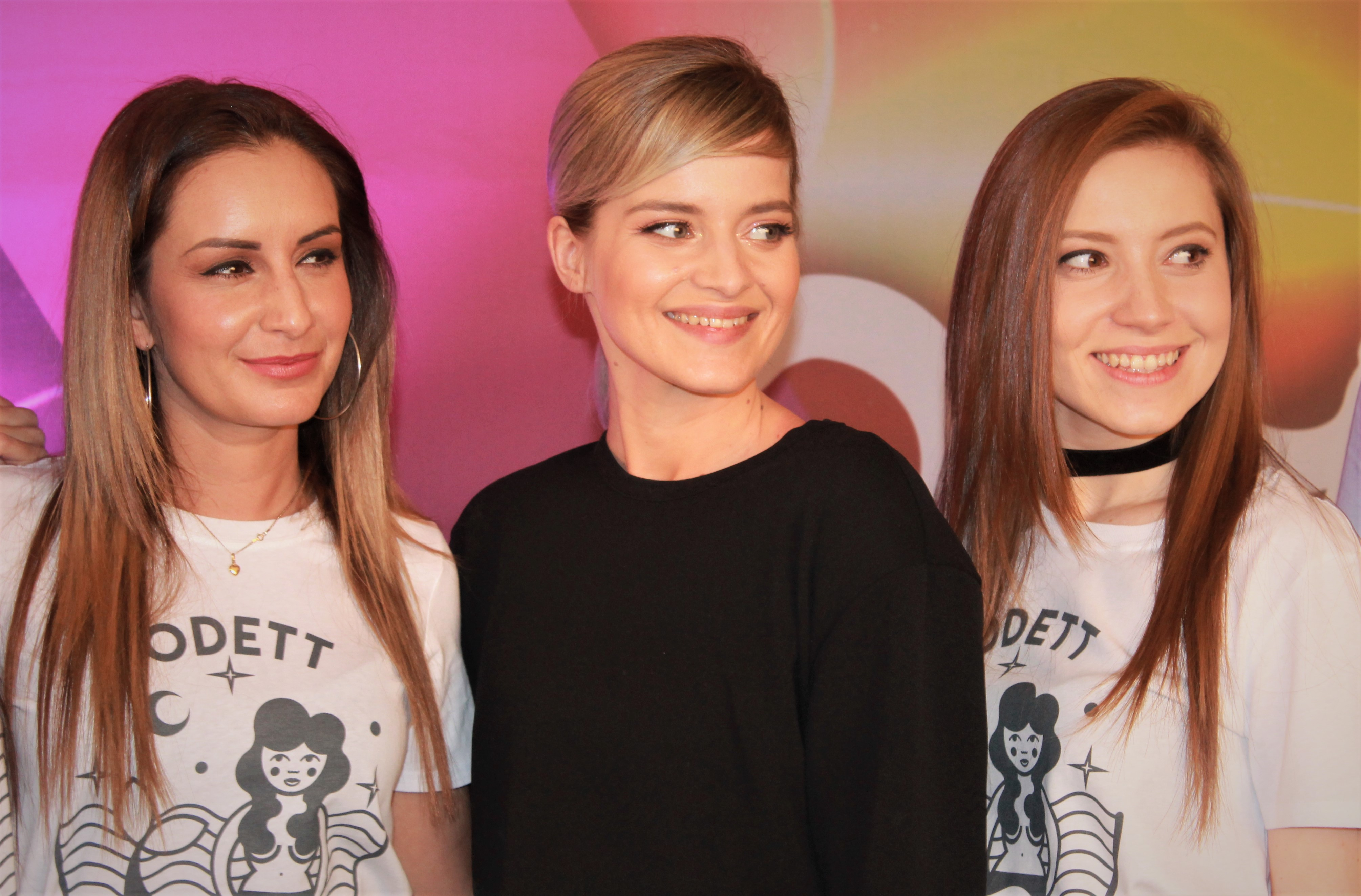
Odett
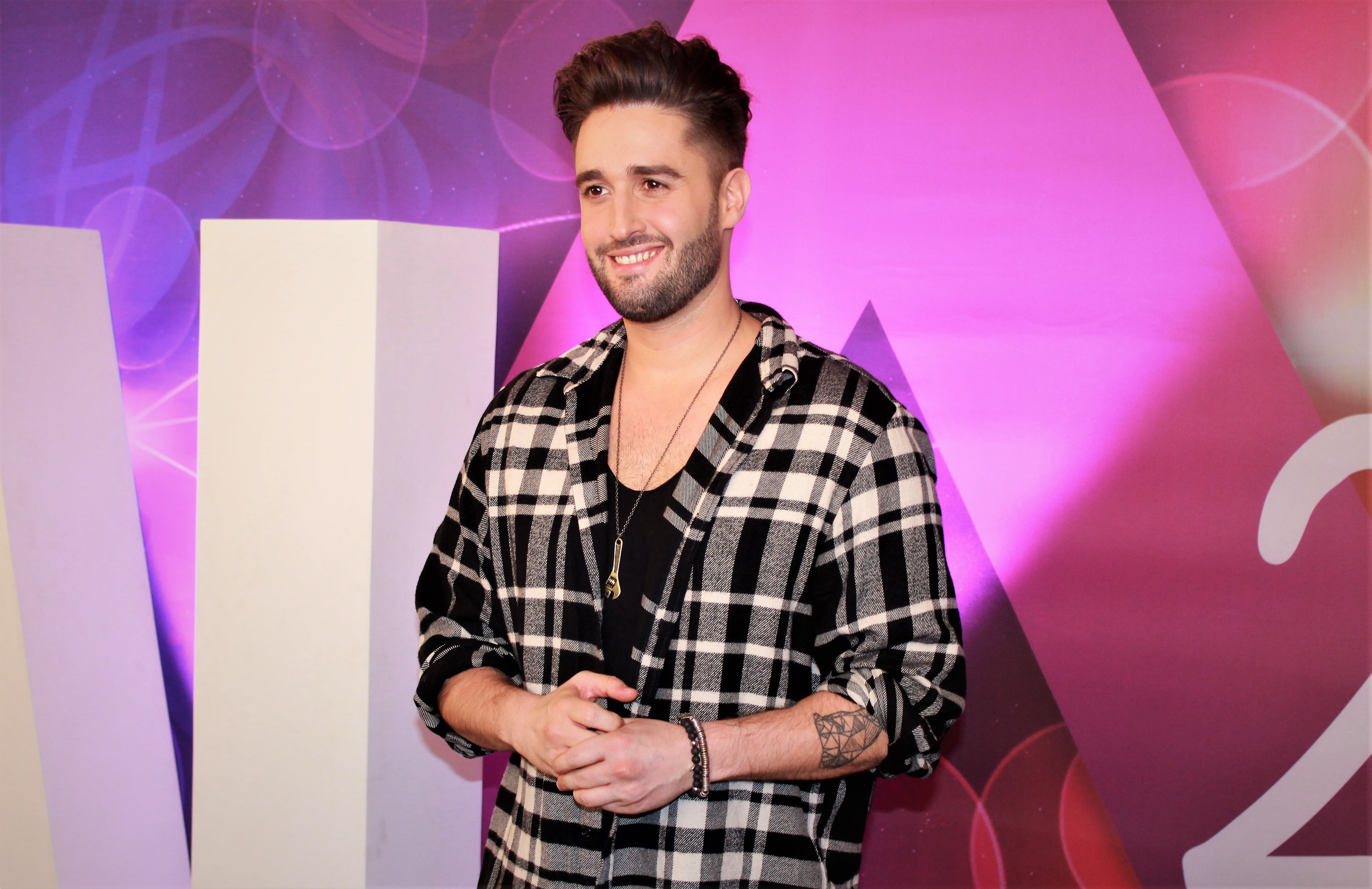
Király Viktor

- Horváth Tamás
- Vastag Tamás
- Ceasefire X
- yesyes

### Döntő

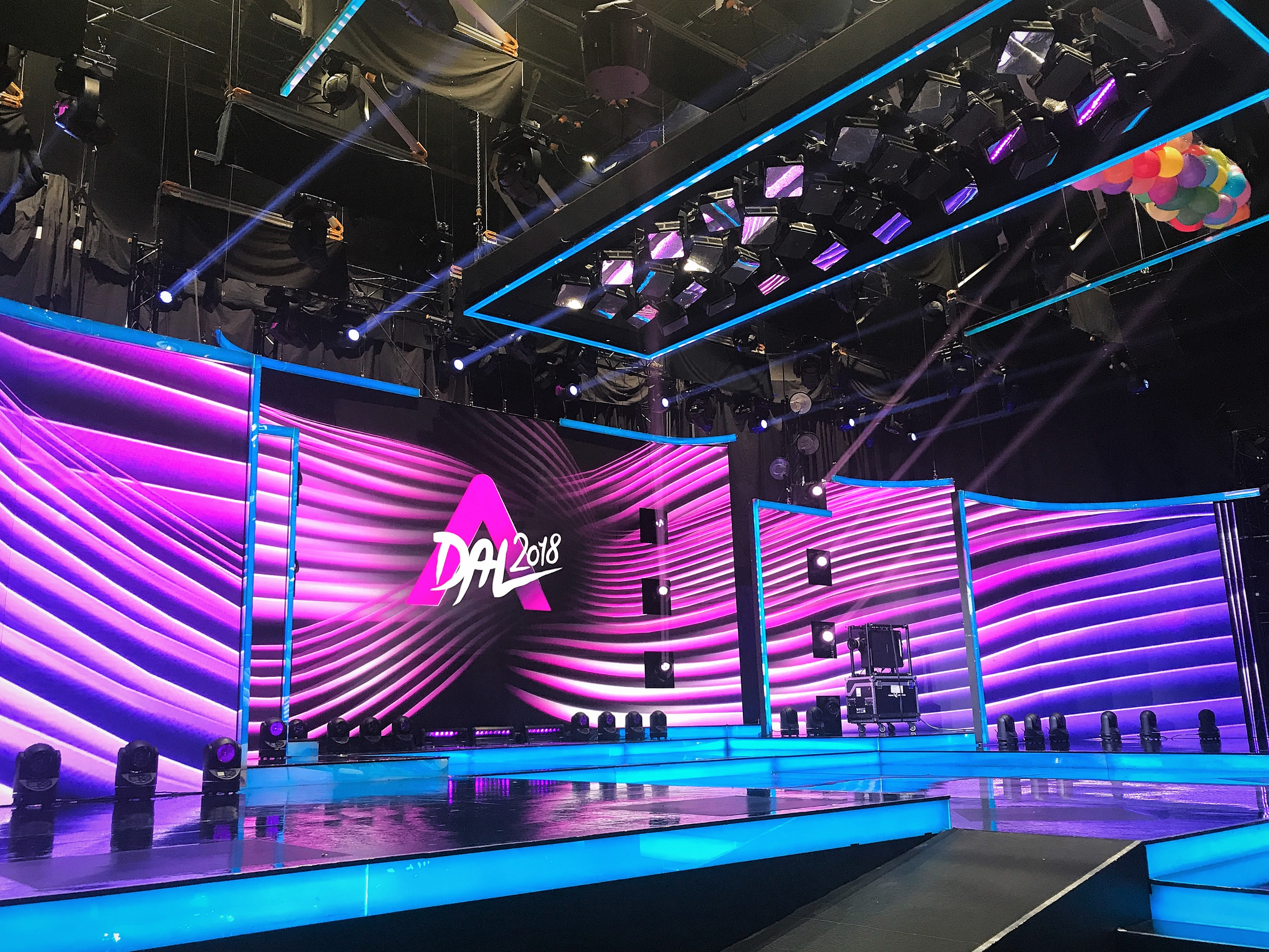
A Dal 2018 színpada az MTVA Kunigunda útjai gyártóbázisán

A döntőt 2018. február 24-én tartotta az MTVA nyolc előadó részvételével. A végeredmény a nézői szavazás illetve a szakmai zsűri szavazatai alapján alakult ki. A zsűri a dalok elhangzása után csak szóban értékelte a produkciókat. Az összes dal elhangzása után, az Eurovíziós Dalfesztivál gyakorlatához hasonlóan pontozta a produkciókat a zsűri. Az első helyezett 10 pontot kapott, a második 8-at, a harmadik 6-ot, míg a negyedik 4 pontot. A pontozás során a négy legtöbb pontot szerzett dal közül a nézők A DAL alkalmazáson keresztül, a műsor hivatalos honlapján vagy SMS-ben küldött szavazatokkal választották ki a verseny győztesét, aki képviselheti Magyarországot a 2018-as Eurovíziós Dalfesztiválon Lisszabonban. A magyarokkal egy időben választott dalt Lettország, Moldova, Szlovénia és Ukrajna is a nemzetközi versenyre. Érdekesség, hogy először A Dal történetében csak férfiak alkották a döntő mezőnyét (szóló előadók, vagy együttesek). A versenyprodukciók mellett extra fellépő volt Pápai Joci, A Dal 2017 győztese, aki a 2017-es Eurovíziós Dalfesztiválon Kijevben képviselte Magyarországot. A Dal döntőjében az Origo és a Távol című dalt adta elő. Továbbá a zsűri egyik tagja, Mező Misi, a Magna Cum Laude zenekarral és Ferenczi Györggyel együtt a Volna-e kedved című dalt adták elő vendégprodukcióként. A műsort élőben közvetítette a Duna és a Duna World, illetve interneten az adal.hu. A döntőt követően is 22:40-től a Dunán indult A Dal Kulissza című kísérőműsor, melyben Pflum Orsi és Forró Bence beszélgetett a résztvevőkkel.
| #  | Kép               | Előadó Dal (zene / szöveg)                                                                                 | Zsűri    | Zsűri    | Nézők  |
| #  | Kép               | Előadó Dal (zene / szöveg)                                                                                 | Pontszám | Eredmény | Nézők  |
| -- | ----------------- | --- | -------- | -------- | ------ |
| 01 | Leander Kills     | Leander Kills                                                                                              | 6        | 5.       | —      |
| 01 | Leander Kills     | Nem szól harang (Köteles Leander)                                                                          | 6        | 5.       | —      |
| 02 | yesyes            | yesyes | 28       | 3.       | 2. 29% |
| 02 | yesyes            | I Let You Run Away (Szabó Ádám, Somogyvári Dániel / Petneházy Flóra)                                       | 28       | 3.       | 2. 29% |
| 03 | Süle Zsolt        | Süle Zsolt                                                                                                 | 0        | 7.       | —      |
| 03 | Süle Zsolt        | Zöld a május (Süle Zsolt, Bodnár Péter / Süle Zsolt)                                                       | 0        | 7.       | —      |
| 04 | Horváth Tamás     | Horváth Tamás                                                                                              | 0        | 7.       | —      |
| 04 | Horváth Tamás     | Meggyfa (Horváth Tamás)                                                                                    | 0        | 7.       | —      |
| 05 | Heincz Gábor Biga | Heincz Gábor Biga                                                                                          | 4        | 6.       | —      |
| 05 | Heincz Gábor Biga | Good Vibez (Heincz Gábor / Méhes Adrián)                                                                   | 4        | 6.       | —      |
| 06 | Dánielfy Gergely  | Dánielfy Gergely                                                                                           | 36       | 1.       | 3–4.   |
| 06 | Dánielfy Gergely  | Azt mondtad (Dánielfy Gergely / Völgyesi Árpád)                                                            | 36       | 1.       | 3–4.   |
| 07 | AWS               | AWS | 8        | 4.       | 1. 32% |
| 07 | AWS               | Viszlát nyár (Kökényes Dániel, Brucker Bence, Veress Áron, Schiszler Soma / Siklósi Örs)                   | 8        | 4.       | 1. 32% |
| 08 | Király Viktor     | Király Viktor                                                                                              | 30       | 2.       | 3–4.   |
| 08 | Király Viktor     | Budapest Girl (Király Viktor, Ashley Hicklin, Závodi Marcel, Király Tamás / Király Viktor, Ashley Hicklin) | 30       | 2.       | 3–4.   |

#### Ponttáblázat
| \| Dalok \| Zsűri szavazatok \| Zsűri szavazatok \| Zsűri szavazatok \| Zsűri szavazatok \| Zsűri szavazatok \| \| Dalok \| Σ \| Frenreisz Károly \| Schell Judit \| Mező Misi \| Both Miklós \| \| ------------------------------- \| ---------------- \| ---------------- \| ---------------- \| ---------------- \| ---------------- \| \| Nem szól harang (Leander Kills) \| 6 \| 6 \| \| \| \| \| I Let You Run Away (yesyes) \| 28 \| 4 \| 10 \| 6 \| 8 \| \| Zöld a május (Süle Zsolt) \| 0 \| \| \| \| \| \| Meggyfa (Horváth Tamás) \| 0 \| \| \| \| \| \| Good Vibez (Heincz Gábor Biga) \| 4 \| \| \| \| 4 \| \| Azt mondtad (Dánielfy Gergely) \| 36 \| 8 \| 8 \| 10 \| 10 \| \| Viszlát nyár (AWS) \| 8 \| \| 4 \| 4 \| \| \| Budapest Girl (Király Viktor) \| 30 \| 10 \| 6 \| 8 \| 6 \| |                  |                  |                  |                  |                  |
| Dalok | Zsűri szavazatok | Zsűri szavazatok | Zsűri szavazatok | Zsűri szavazatok | Zsűri szavazatok |
| Dalok | Σ                | Frenreisz Károly | Schell Judit     | Mező Misi        | Both Miklós      |
| Nem szól harang (Leander Kills) | 6                | 6                |                  |                  |                  |
| I Let You Run Away (yesyes) | 28               | 4                | 10               | 6                | 8                |
| Zöld a május (Süle Zsolt) | 0                |                  |                  |                  |                  |
| Meggyfa (Horváth Tamás) | 0                |                  |                  |                  |                  |
| Good Vibez (Heincz Gábor Biga) | 4                |                  |                  |                  | 4                |
| Azt mondtad (Dánielfy Gergely) | 36               | 8                | 8                | 10               | 10               |
| Viszlát nyár (AWS) | 8                |                  | 4                | 4                |                  |
| Budapest Girl (Király Viktor) | 30               | 10               | 6                | 8                | 6                |

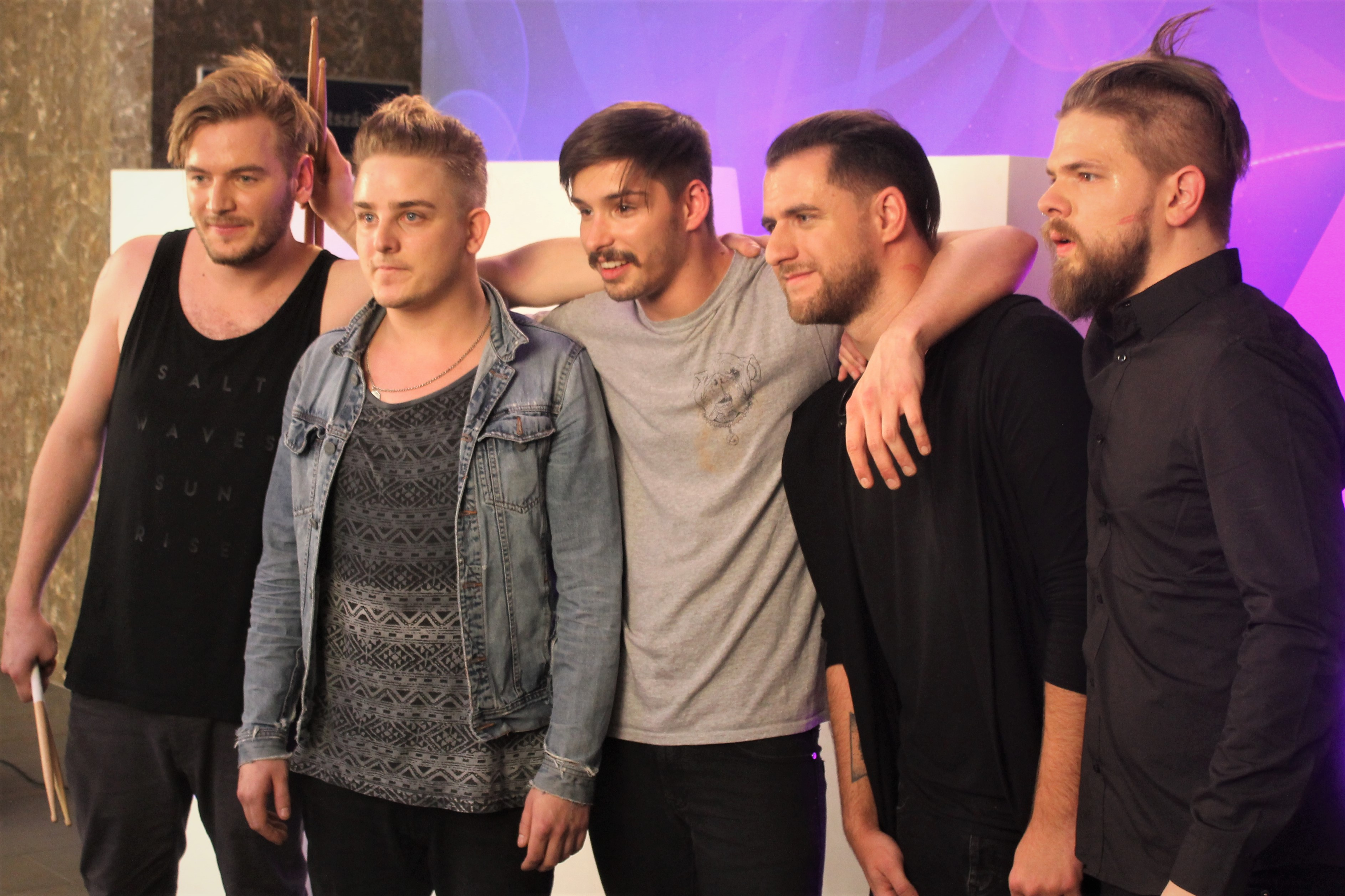
Az AWS, A Dal 2018 győztese a műsor döntője után

A nézői szavazás alapján A Dalt az AWS nyerte.

## A2018-as Eurovíziós Dalfesztiválon

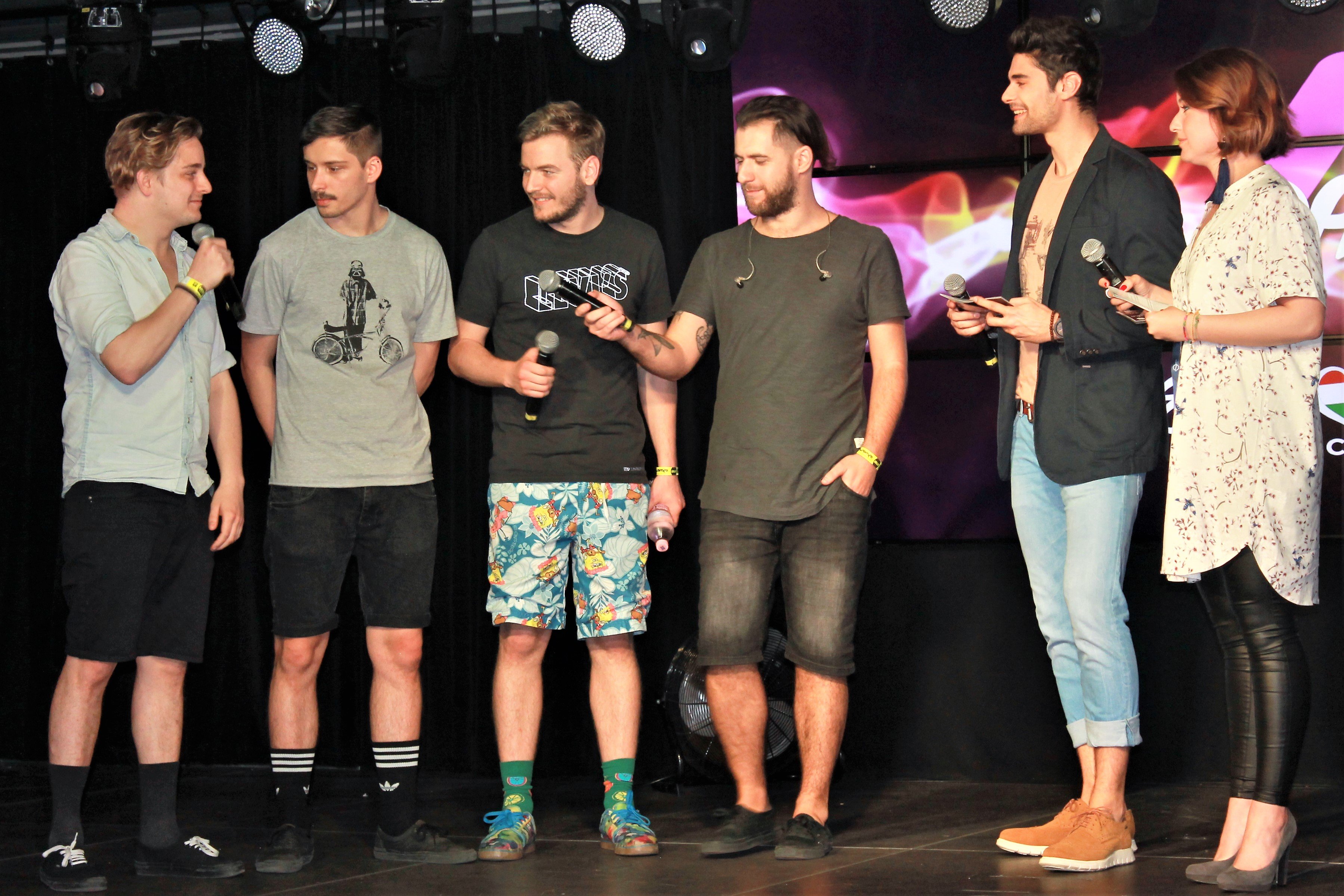
Az AWS zenekar: Siklósi Örs, énekes; Schiszler Soma, basszusgitár; Veress Áron, dob; Brucker Bence, gitár: a 2018-as Eurovíziós Dalfesztivál magyarországi résztvevői; Fehérvári Gábor Alfréd és Rátonyi Krisztina, az Eurovíziós Dalfesztivál magyarországi kommentátorai

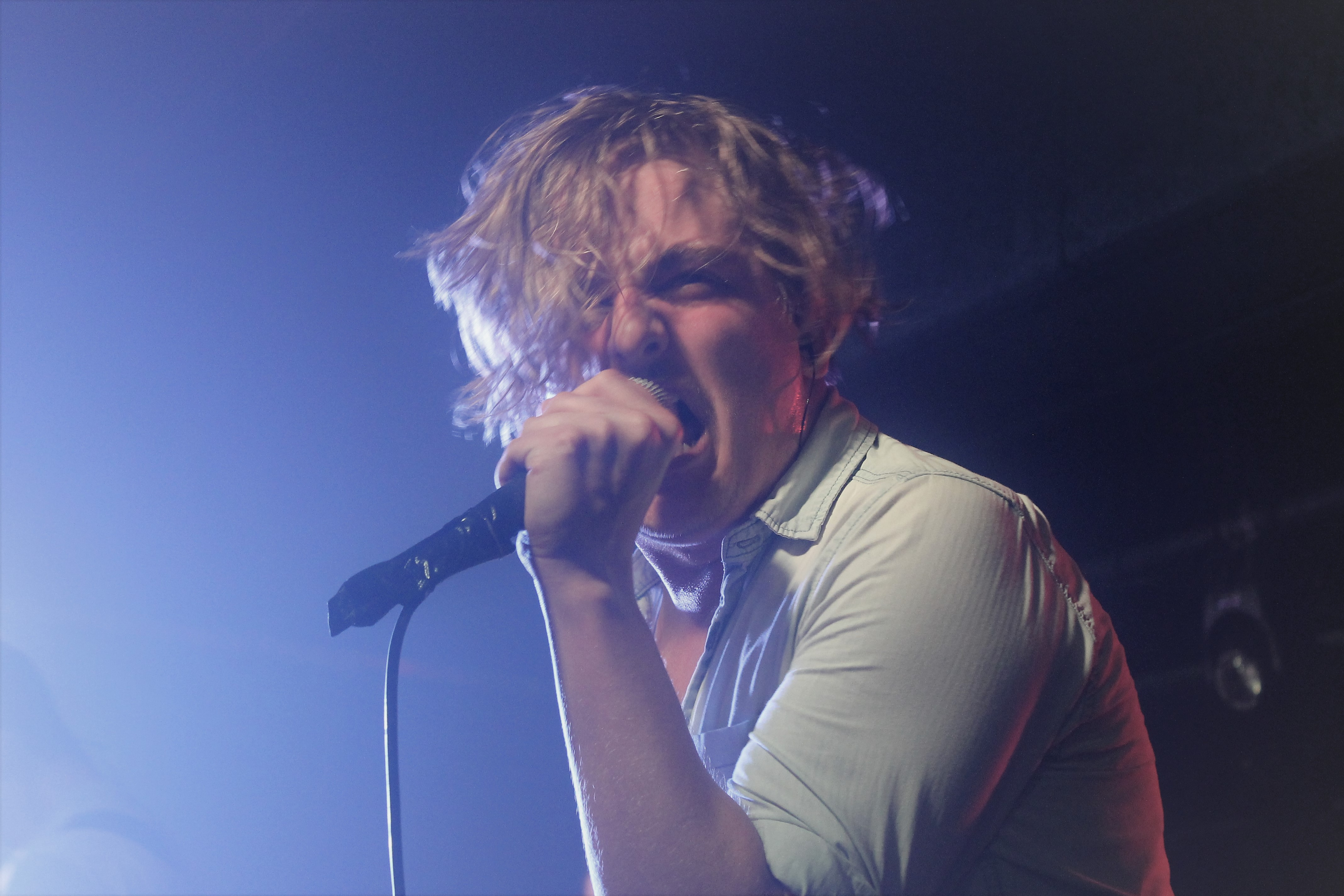
Siklósi Örs, az AWS frontembere 2018. április 23-án az Akvárium Klubban rendezett minikoncerttel egybekötött sajtórendezvényen

A 2018-as Eurovíziós Dalfesztivál lesz a hatvanharmadik Eurovíziós Dalfesztivál. Portugáliában rendezik meg, mivel a 2017-es Eurovíziós Dalfesztivált a portugál Salvador Sobral Amar pelos dois című dala nyerte. A verseny helyszínét július 25-én jelentették be, ennek értelmében a versenynek a 20 000 férőhelyes lisszaboni Altice Arena ad otthont. A dalfesztiválon 43 ország előadói lépnek fel.
Az Eurovíziós Dalfesztivál szabályai szerint minden részt vevő országnak az elődöntőkben kell megmérettetnie magát, kivéve a házigazda országot (Portugália) és az Öt Nagy országot (az Egyesült Királyság, Franciaország, Németország, Olaszország és Spanyolország), akik alanyi jogon a döntő résztvevői. Az Európai Műsorsugárzók Uniója (EBU) a harminchét elődöntős országot hat kalapba osztotta földrajzi elhelyezkedésük és szavazási szokásaik alapján, a 2008-ban bevezetett módon. Január 29-én tartották a sorsolást a lisszaboni városházán, ahol a kalapok egyik fele az első elődöntőbe, a másik a második elődöntőbe került. Ennek célja a szavazás igazságosabbá tétele. A sorsolás során azt is eldöntötték, hogy az egyes országok az adott elődöntő első vagy második felében fognak fellépni, valamint azt, hogy az automatikusan döntős Öt Nagy és a rendező ország melyik elődöntőben fog szavazni. Így a delegációk előre tudják, mikor kell megérkezniük a próbákra. Magyarország a második elődöntőnek a második felébe került, ami azt jelenti, hogy először 2018. május 10-én áll színpadra a magyar előadó. Magyarország mellett ebben az elődöntőben lép még fel Ausztrália, Dánia, Grúzia, Hollandia, Lengyelország, Lettország, Málta, Moldova, Montenegró, Norvégia, Oroszország, Románia, San Marino, Svédország, Szerbia, Szlovénia és Ukrajna előadója is. Az AWS tizenharmadikként lépett a színpadra, a máltai Christabelle után és a lett Laura Rizzotto előtt.
Az AWS az Eurovíziós Dalfesztivál döntőjében 93 ponttal a huszonegyedik helyet érte el. Az együttes a dalt először a második elődöntőben adta elő, ahonnan a tizennyolc résztvevő közül a tizedik helyen kvalifikálták magukat a döntőbe. A dalfesztivál győztese az Izraelt képviselő Netta lett, aki 529 pontot összegyűjtve nyerte meg a döntőt. A Toy című dal a szakmai zsűrinél a harmadik, míg a közönségnél az első helyen végzett, összességében pedig megnyerte a versenyt.
A dalfesztivál mindkét elődöntőjét és a döntőjét is élőben közvetítette Magyarországon a Duna nemzeti főadó. A második elődöntőt és a döntőt megelőzően Forró Bence műsorvezetésével a Hangolódjunk az Eurovízióra! című műsor jelentkezett élőben az A38 Hajóról, ahol a nézők kulisszatitkokat, érdekességeket tudhattak meg a versenyről. Az első elődöntő előtt egy előre rögzített műsor került a képernyőre. A dalfesztivál magyarországi kommentátorai Rátonyi Kriszta és Fehérvári Gábor Alfréd lettek, míg a szakmai zsűri pontjait a döntőben Forró Bence ismertette, a budapesti A38 Hajóról. A lisszaboni versenyről tudósított Pflum Orsi.
Az Eurovíziós Dalfesztivál magyarországi szakmai zsűrijének tagjai lettek:
- Bolyki Balázs, a Bolyki Brothers a cappella együttes vezetője
- Karácsony James, gitáros, énekes, az LGT együttes tagja
- Szabó Zé, zenei producer, zeneszerző, Magyarország 2009-es és 2016-os eurovíziós versenydalának a szerzője
- Szandi, kétszeres EMeRTon-díjas  magyar énekesnő
- Vincze Lilla, EMeRTon-díjas énekesnő, szövegíró, a Napoleon Boulevard frontembere

A magyarországi szakmai zsűri a 12 pontot a dán Rasmussen Higher Ground című dalának adta.

## A Dal 2018 különdíjai
Harmadik éve ítéli oda a szakmai zsűri A Dal felfedezettje, illetve A legjobb dalszöveg díját.
- A Dal 2018 felfedezettje: Dánielfy Gergely
- A Dal 2018 legjobb dalszövege: Aranyhal, szerző: Hujber Szabolcs
- A legjobb akusztikus változat: Nem szól harang, szerző: Köteles Leander, előadó: a Leander Kills
- A Dal lisszaboni videobloggere: Tér Sebestyén

## Visszatérő előadók
Az egyes fordulók neveinek megváltozása miatt a 2013 és 2016 között életben lévő elődöntő–középdöntő–döntő rendszer elnevezése a táblázatban a 2017-ben bevezetett válogató–elődöntő–döntő formátumban olvasható.
| Előadó                                                                  | Előző év(ek) | Előző dal(ok)                                           | Előző legjobb eredmény(ek)   |
| ----------------------------------------------------------------------- | ------------ | ------------------------------------------------------- | ---------------------------- |
| Balogh Tomi (Horváth Cintiával közösen)                                 | 2017         | Jártam (az AnnaElza feat. Kása Juli formáció tagjaként) | Második válogató (=9. hely)  |
| Ceasefire X                                                             | 2016         | Free to Fly (a ByTheWay tagjaként)                      | Második elődöntő (9. hely)   |
| Eszes Viki (#yeahla közreműködésében)                                   | 2013         | Neonzöld (a Background együttes tagjaként)              | Első válogató (10. hely)     |
| Eszes Viki (#yeahla közreműködésében)                                   | 2017         | Vége van (a The Couple együttes tagjaként)              | Első elődöntő (9. hely)      |
| Fourtissimo                                                             | 2015         | Run to You (Éliás Gyula közreműködésében)               | Második elődöntő (7. hely)   |
| Heincz Gábor Biga                                                       | 2012         | Learning to Let Go                                      | Döntő (=2. hely)             |
| Király Viktor                                                           | 2012         | Untried (Király Lindával és Király Bennel közösen)      | Döntő (4. hely)              |
| Király Viktor                                                           | 2014         | Running Out of Time                                     | Döntő (4. hely)              |
| Knoll Gabi                                                              | 2014         | Sweet Memories                                          | Harmadik válogató (10. hely) |
| Kökény Attila (Szőke Nikolettával és Szakcsi Lakatos Róberttel közösen) | 2012         | Állítsd meg az időt! (Bencsik Tamarával közösen)        | Első elődöntő (7. hely)      |
| Köteles Leander (a Leander Kills tagjaként)                             | 2015         | Lőjetek fel (a Leander Rising tagjaként)                | Második válogató (7. hely)   |
| Leander Kills                                                           | 2017         | Élet                                                    | Döntő (6. hely)              |
| Maszkura és a tücsökraj                                                 | 2016         | Kinek sírjam (Siska Finuccsival közösen)                | Második válogató (=7. hely)  |
| Noémo                                                                   | 2014         | Minden mosoly (a BülBüls tagjaként)                     | Harmadik válogató (9. hely)  |
| Odett                                                                   | 2013         | Ne engedj el                                            | Első elődöntő (9. hely)      |
| Odett                                                                   | 2016         | Stardust                                                | Első válogató (8. hely)      |
| Pál Benjámin (a Living Room tagjaként)                                  | 2017         | Father's Eyes                                           | Harmadik válogató (=7. hely) |
| Peet Project                                                            | 2017         | Kill Your Monster                                       | Második elődöntő (=5. hely)  |
| Singh Viki                                                              | 2016         | Katonák                                                 | Harmadik válogató (7. hely)  |
| Singh Viki                                                              | 2017         | Rain                                                    | Első elődöntő (5. hely)      |
| Szabó Ádám (A yesyes tagjaként)                                         | 2013         | Hadd legyen más                                         | Második válogató (9. hely)   |
| Szabó Ádám (A yesyes tagjaként)                                         | 2015         | Give Me Your Love                                       | Döntő (2. hely)              |
| Szabó Ádám (A yesyes tagjaként)                                         | 2017         | Together                                                | Második elődöntő (=7. hely)  |
| Szikszai Péter (a Maya ‘n’ Peti formáció tagjaként)                     | 2016         | Free to Fly (a ByTheWay tagjaként)                      | Második elődöntő (9. hely)   |
| Tolvai Reni                                                             | 2012         | Élek a szemeidben                                       | Második elődöntő (7. hely)   |
| Tolvai Reni                                                             | 2016         | Fire                                                    | Első elődöntő (=7. hely)     |
| Vastag Tamás                                                            | 2013         | Holnaptól                                               | Döntő (4. hely)              |
| Vastag Tamás                                                            | 2014         | Állj meg világ                                          | Második válogató (7. hely)   |

Továbbá Odett a 2015-ös Eurovíziós Dalfesztiválon volt a nemzetközi zsűri egyik magyarországi tagja Pierrot, Milkovics Mátyás, Hrutka Róbert és Fábián Juli mellett, míg Király Viktor 2017-ben értékelte az Eurovíziós Dalfesztivál indulóit Zséda, Caramel, Závdoi Gábor és Várallyay Petra mellett. ByeAlex 2013-ban nyerte meg a műsort, majd az Eurovíziós Dalfesztiválon képviselte Magyarországot Kedvesem (Zoohacker Remix) című dalával, mellyel a 10. helyet szerezte meg. Ezúttal Gulyás Roland H Y P N O T I Z E D című dalának szerzőjeként vett részt a válogatóversenyben. Mező Misi, a műsor zsűritgaja korábban 2016-ban a Második Műszak zenekarral együtt vendégprodukcióként adta elő az Emlékszem nyár volt című dalt.

## Hivatalos album
A Dal 2018 – A legjobb 30 a 2018-as Eurovíziós Dalfesztivál magyarországi nemzeti döntős dalainak válogatáslemeze, melyet az MTVA jelentetett meg 2018. január 26-án. Az album tartalmazta mind a 30 műsorban részt vevő dalt, beleértve azokat is, akik nem jutottak tovább a válogatókból, illetve az elődöntőkből.

## Nézettség
Az egyes adások 20:30-kor kezdődtek, és 22:40-ig tartottak. Másnap hajnalban és délelőtt a Duna World tűzte műsorra az ismétléseket, mely csatorna az elődöntőket és a döntőt párhuzamosan közvetítette élőben, párhuzamosan a nemzeti főadóval. Az Eurovíziós Dalfesztivál a Dunán lesz látható.
A dalválasztó show válogatóit szombatonként a Dunán alkalmanként átlagban 370 ezren nézték. A két csatornán összesen 487 000-en nézték végig a műsor döntőjét. A döntő nézettsége a 350 ezres évadátlag felett volt, habár nem ez volt a széria legnézettebb adása, de A Dal korábbi évadjainak a döntőitől is elmaradt. Olyannyira, hogy a döntő nézettsége kevesebb volt mint az addigi összes széria összes szombaton műsorra kerülő adása. A műsort a televíziós csatornákon túl az interneten is figyelemmel lehetett követni élőben. A Dal 2018 hivatalos honlapja, adal.hu oldal minden adást közvetített.
Jelmagyarázat
     – A Dal 2018 legmagasabb nézettsége
     – A Dal 2018 legalacsonyabb nézettsége
| Adás                                       | Sugárzás                         | Duna                 | Duna                 | Duna                 | Duna                | Duna                | Duna                | Forrás |
| Adás                                       | Sugárzás                         | Teljes lakosság (4+) | Teljes lakosság (4+) | Teljes lakosság (4+) | Célközönség (18–49) | Célközönség (18–49) | Célközönség (18–49) | Forrás |
| Adás                                       | Sugárzás                         | AMR                  | Arány (SHR%)         | Heti helyezés        | AMR                 | Arány (SHR%)        | Heti helyezés       | Forrás |
| ------------------------------------------ | -------------------------------- | -------------------- | -------------------- | -------------------- | ------------------- | ------------------- | ------------------- | ------ |
| A Dal – Visszatekintés 2012–2017 – 1. rész | 2018. január 6., szombat 19:30   | 189 000              | 4,1                  |                      | 13 000              | 0,8                 |                     | [ 22 ] |
| A Dal – Visszatekintés 2012–2017 – 2. rész | 2018. január 13., szombat 19:35  | 121 000              | 2,7                  |                      | 14 000              | 0,9                 |                     | [ 23 ] |
| A Dal 2018                                 |                                  |                      |                      |                      |                     |                     |                     |        |
| Első válogató                              | 2018. január 20., szombat 20:30  | 405 365              | 10                   | 15.                  | 141 525             | 6,3                 | 28.                 | [ 24 ] |
| Második válogató                           | 2018. január 27., szombat 20:30  | 369 481              | 9,2                  | 16.                  | 88 000              | 5,6                 | 30+                 | [ 25 ] |
| Harmadik válogató                          | 2018. február 3., szombat 20:30  | 329 291              | 8,2                  | 20.                  | 85 000              | 5,1                 | 30+                 | [ 26 ] |
| Első elődöntő                              | 2018. február 10., szombat 20:30 | 274 108              | 6,9                  | 28.                  | 52 000              | 3,4                 | 30+                 | [ 27 ] |
| Második elődöntő                           | 2018. február 17., szombat 20:30 | 305 755              | 7,6                  | 26.                  | 46 000              | 3                   | 30+                 | [ 28 ] |
| Döntő                                      | 2018. február 24., szombat 20:30 | 399 508              | 9,5                  | 16.                  | 77 000              | 4,6                 | 30+                 | [ 29 ] |
| Eurovíziós Dalfesztivál 2018               |                                  |                      |                      |                      |                     |                     |                     |        |
| Hangolódjunk az Eurovízióra!               | 2018. május 8., kedd 20:30       |                      |                      |                      |                     |                     |                     |        |
| Első elődöntő                              | 2018. május 8., kedd 21:00       | 144 000              | 4,3                  |                      | 38 000              | 3                   |                     |        |
| Hangolódjunk az Eurovízióra!               | 2018. május 10., csütörtök 20:30 |                      |                      |                      |                     |                     |                     |        |
| Második elődöntő                           | 2018. május 10., csütörtök 21:00 | 223 000              | 6,7                  |                      | 59 000              | 4,5                 |                     |        |
| Hangolódjunk az Eurovízióra!               | 2018. május 12., szombat 20:30   |                      |                      |                      |                     |                     |                     |        |
| Döntő                                      | 2018. május 12., szombat 21:00   | 403 599              | 15                   | 12.                  | 208 985             | 13,2                | 11.                 | [ 30 ] |

## Galéria

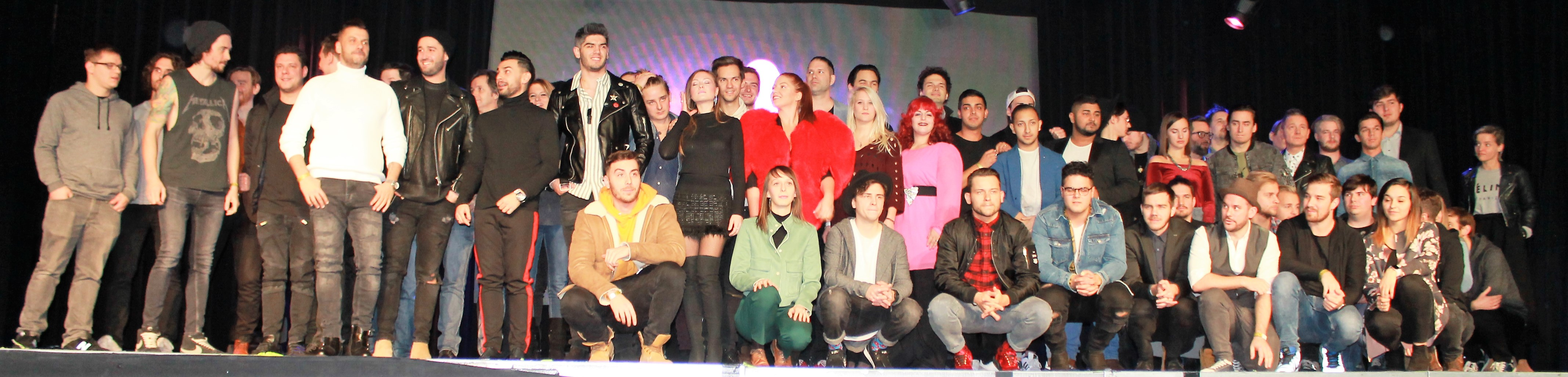
A Dal 2018 válogatóiba bejutott harminc előadó

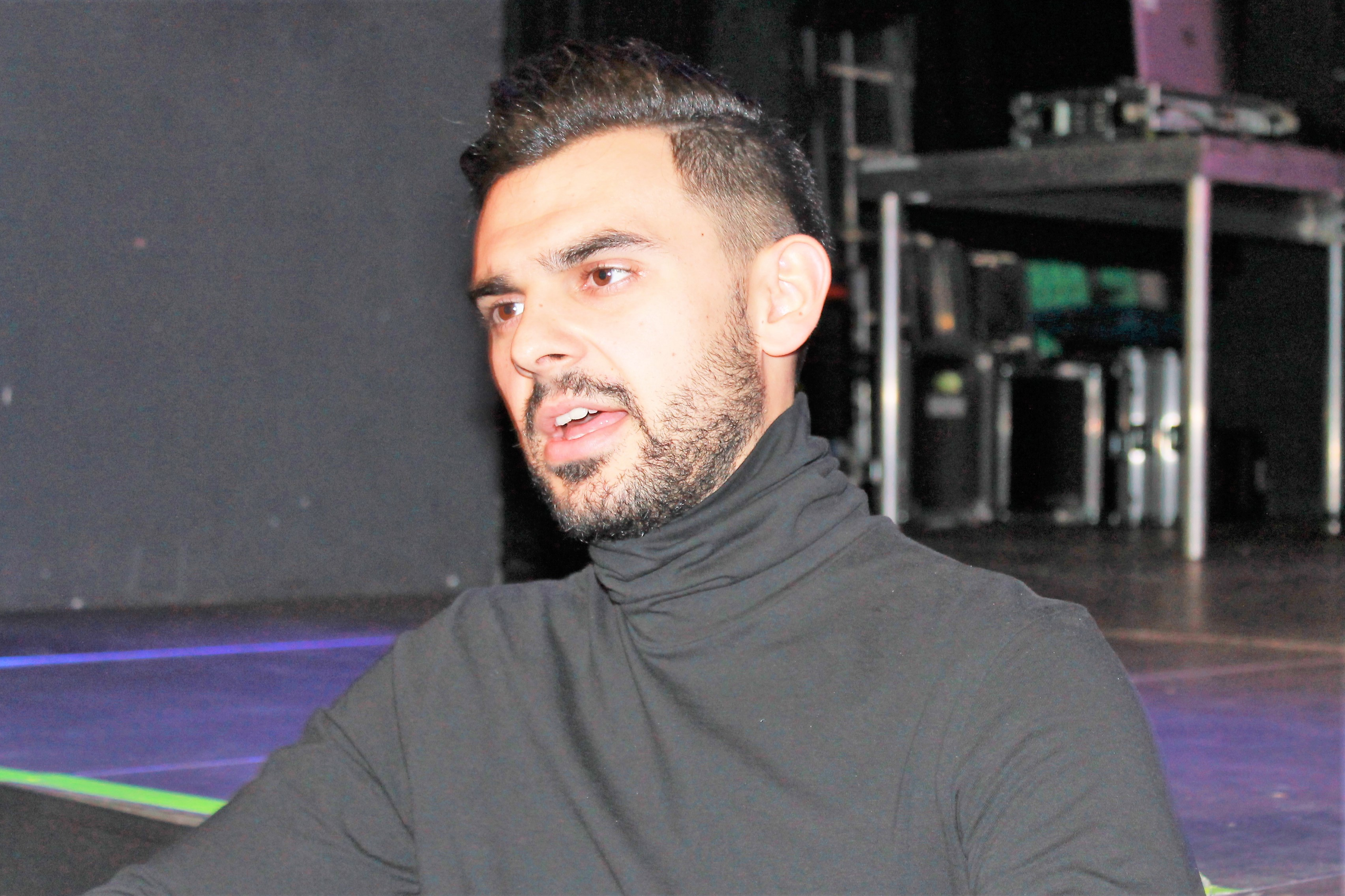
Horváth Tamás
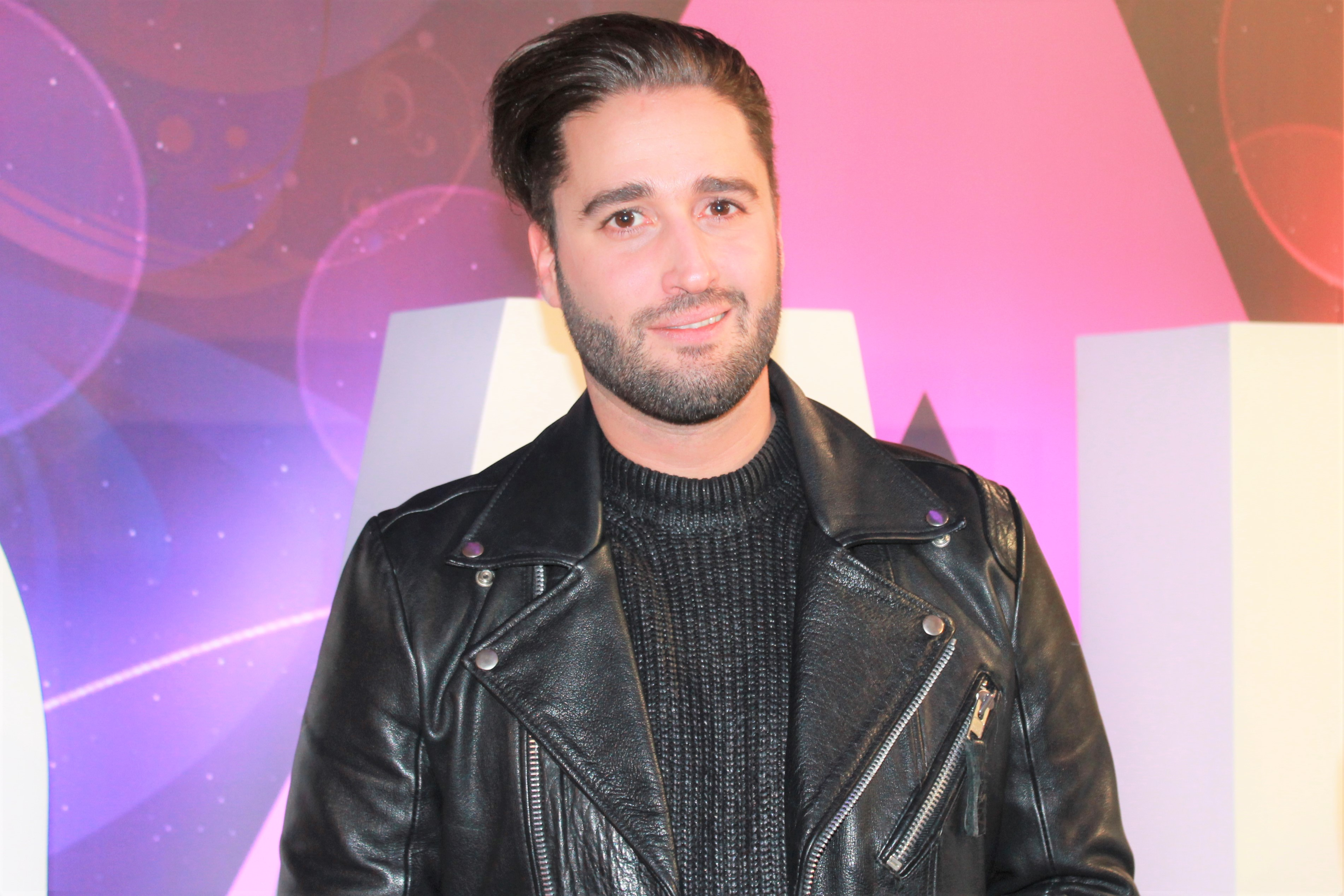
Király Viktor
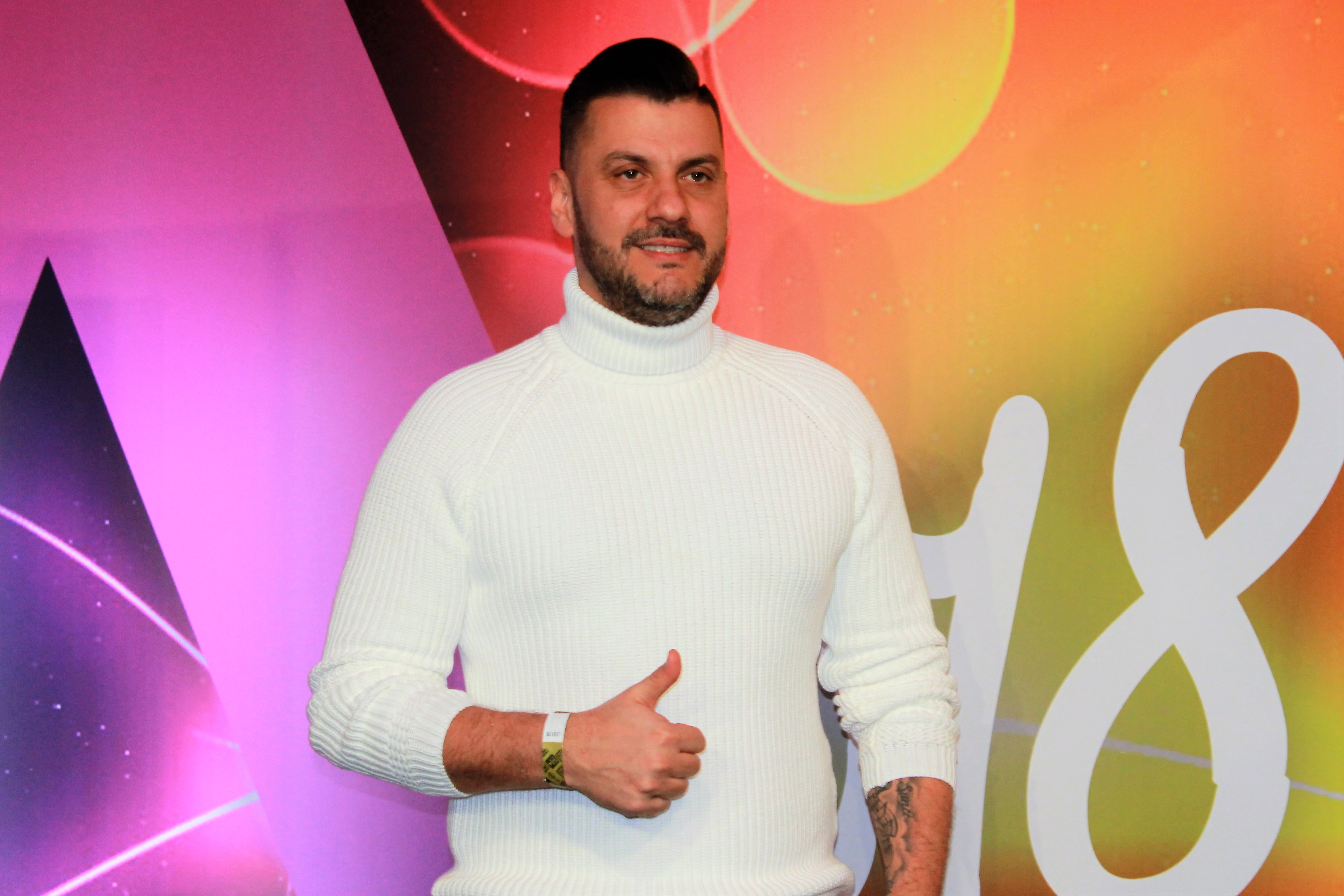
Kökény Attila
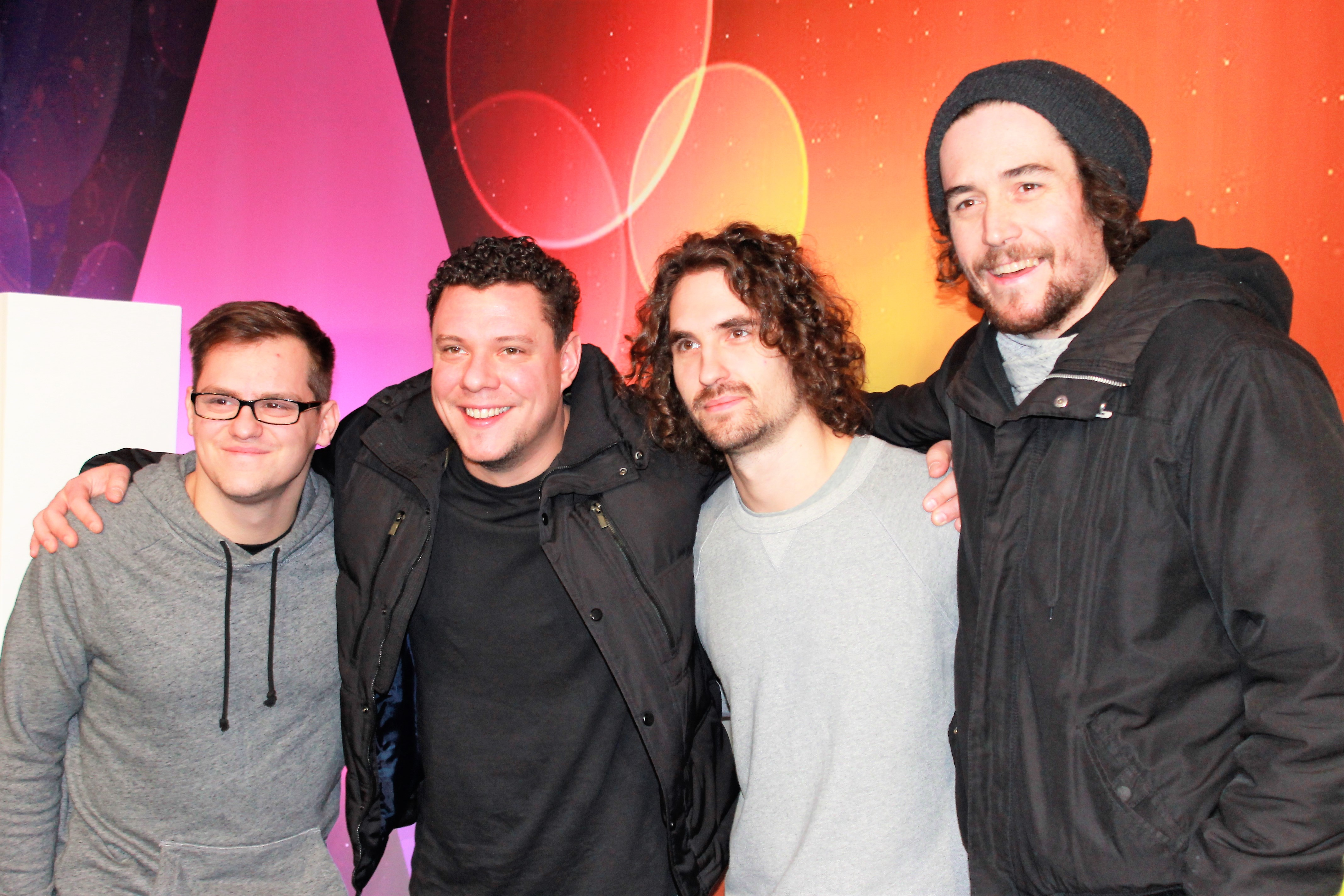
Leander Kills
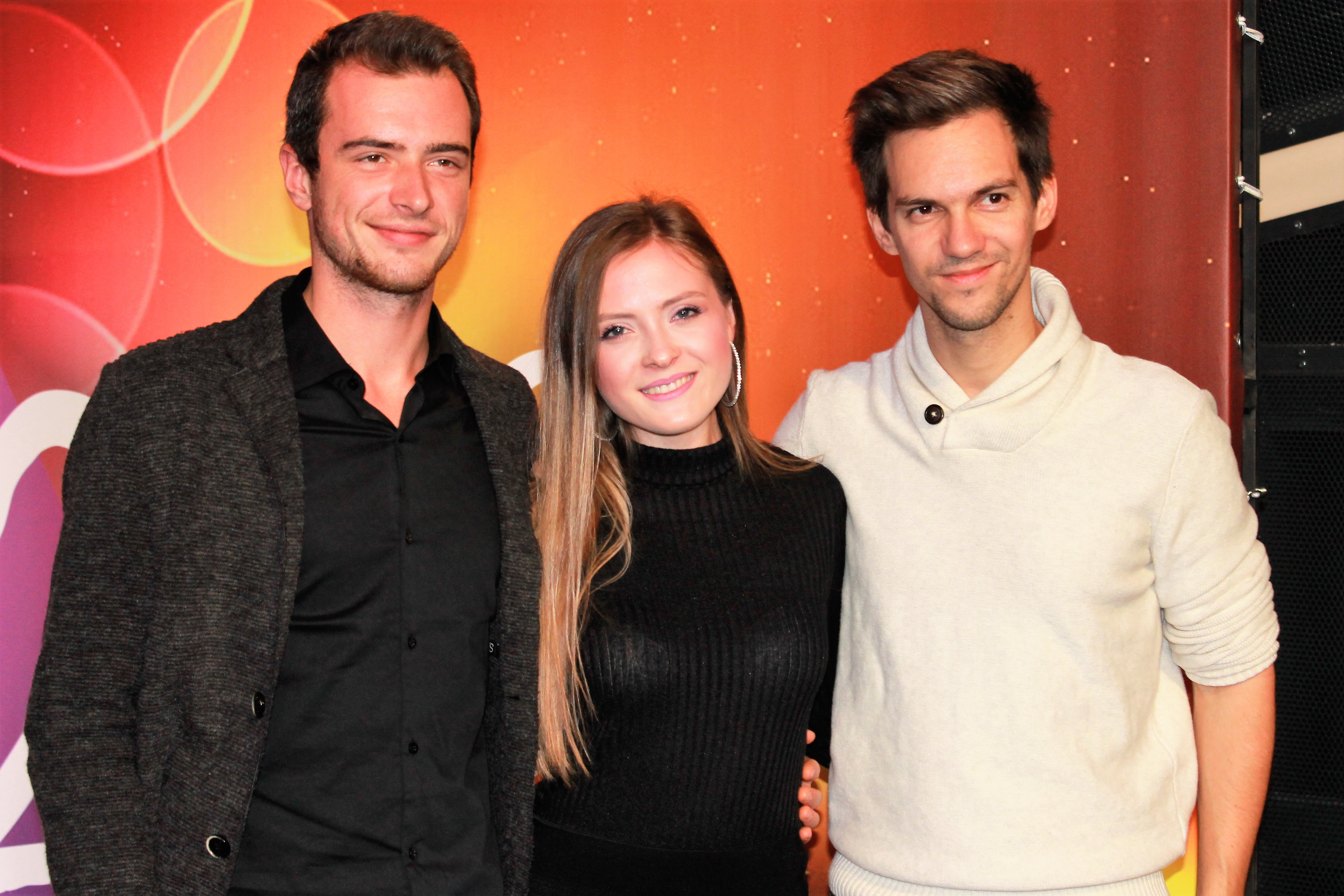
Maya ‘n’ Peti

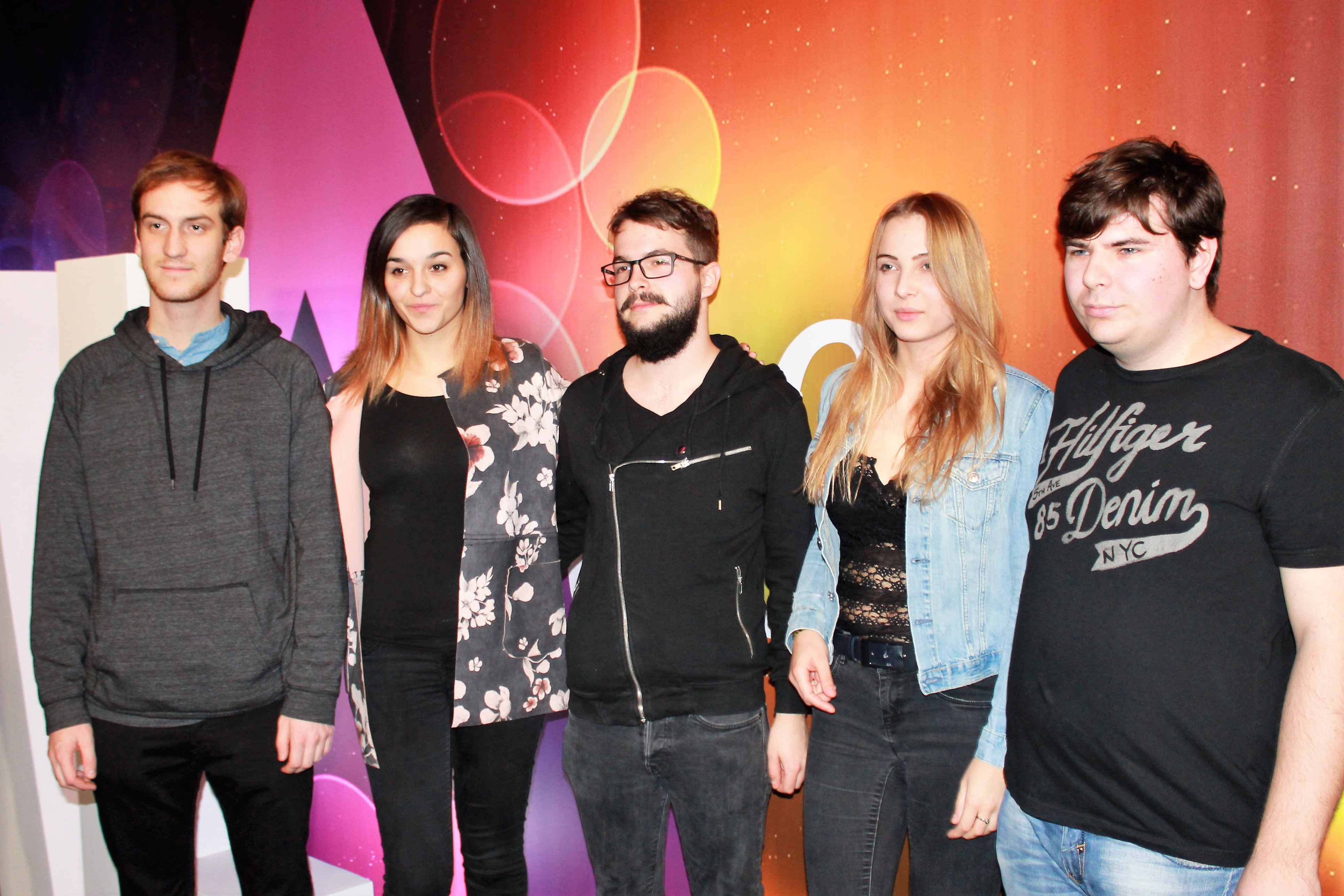
Nene
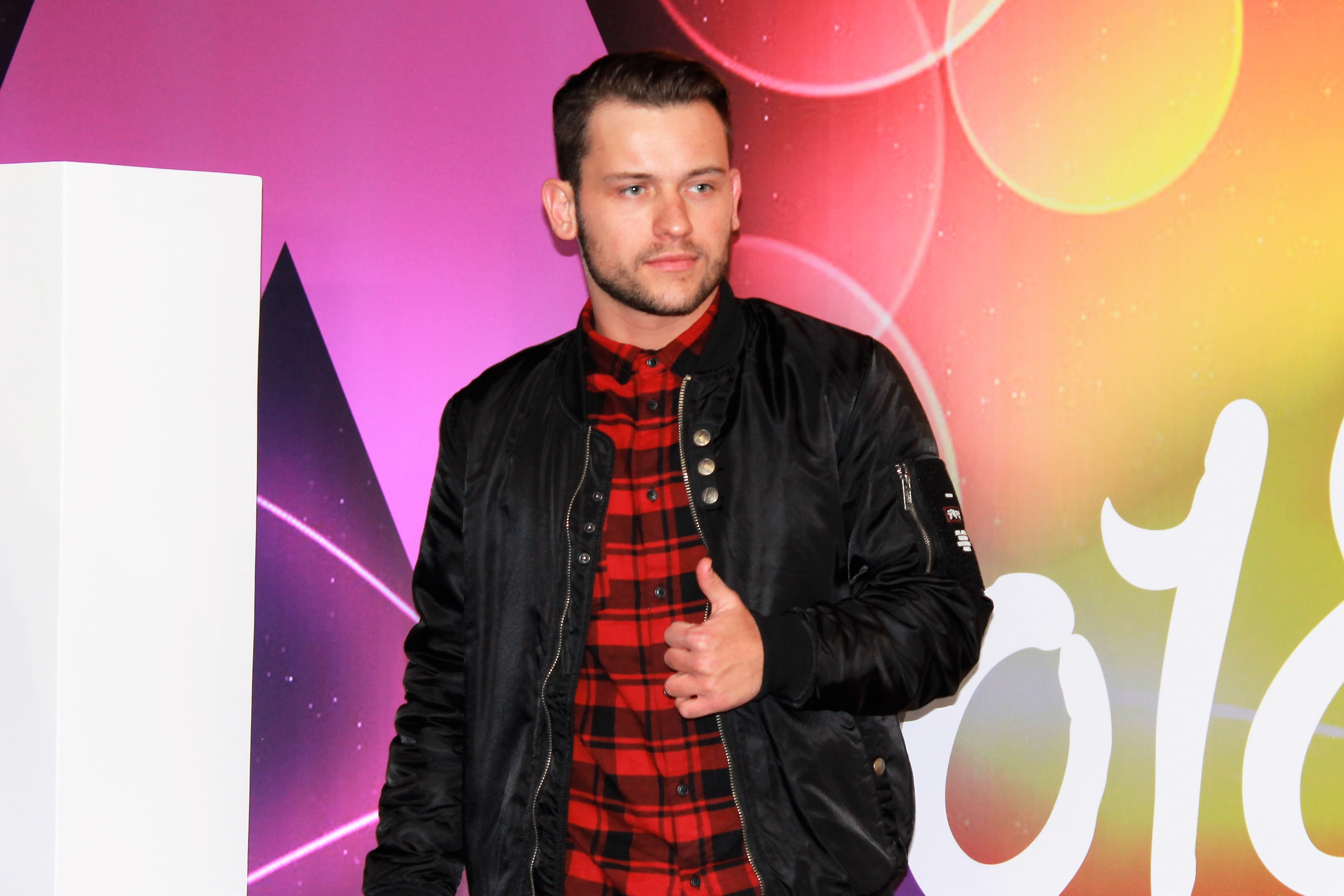
Szabó Ádám (A yesyes énekese)
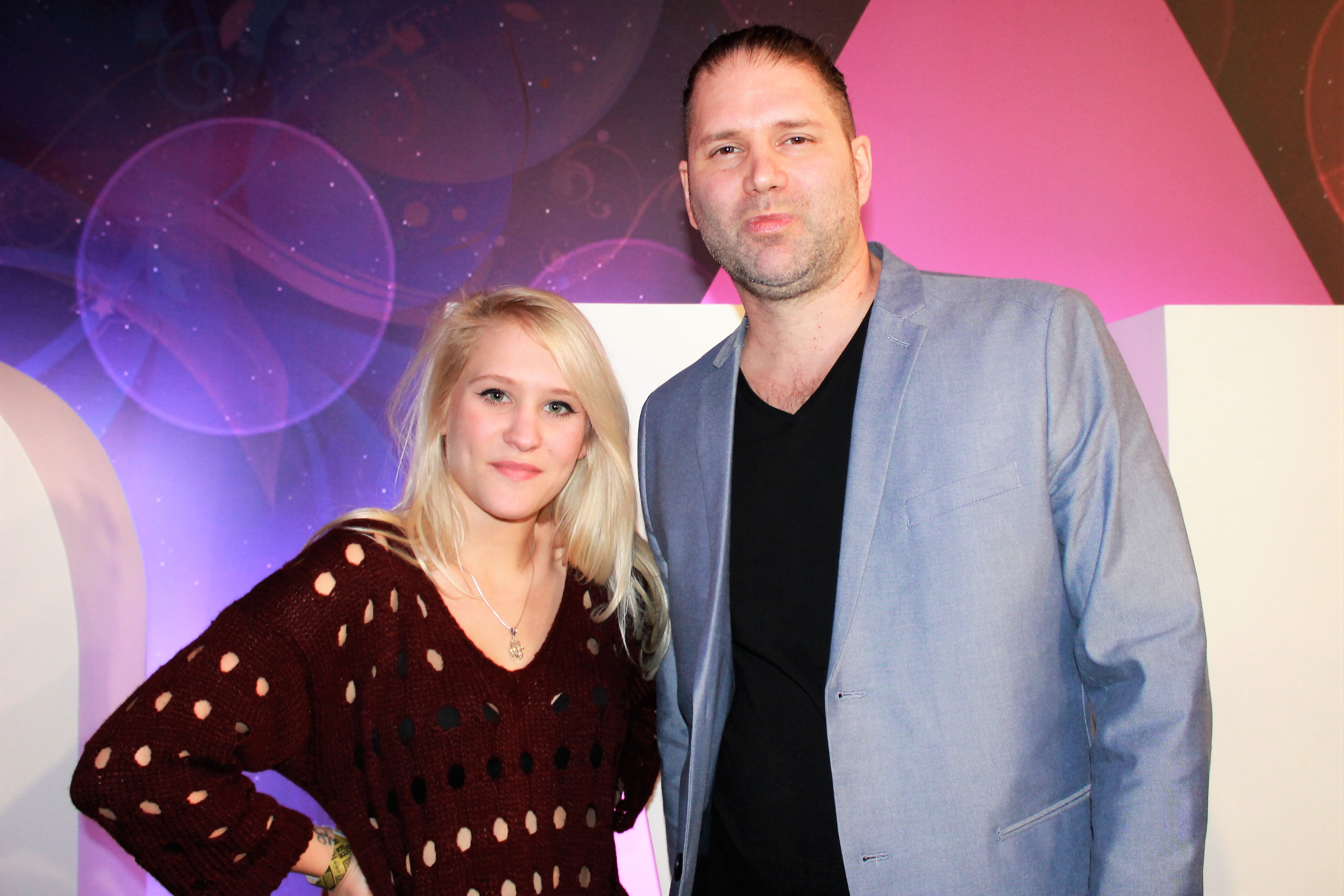
#yeahla feat. Eszes Viki
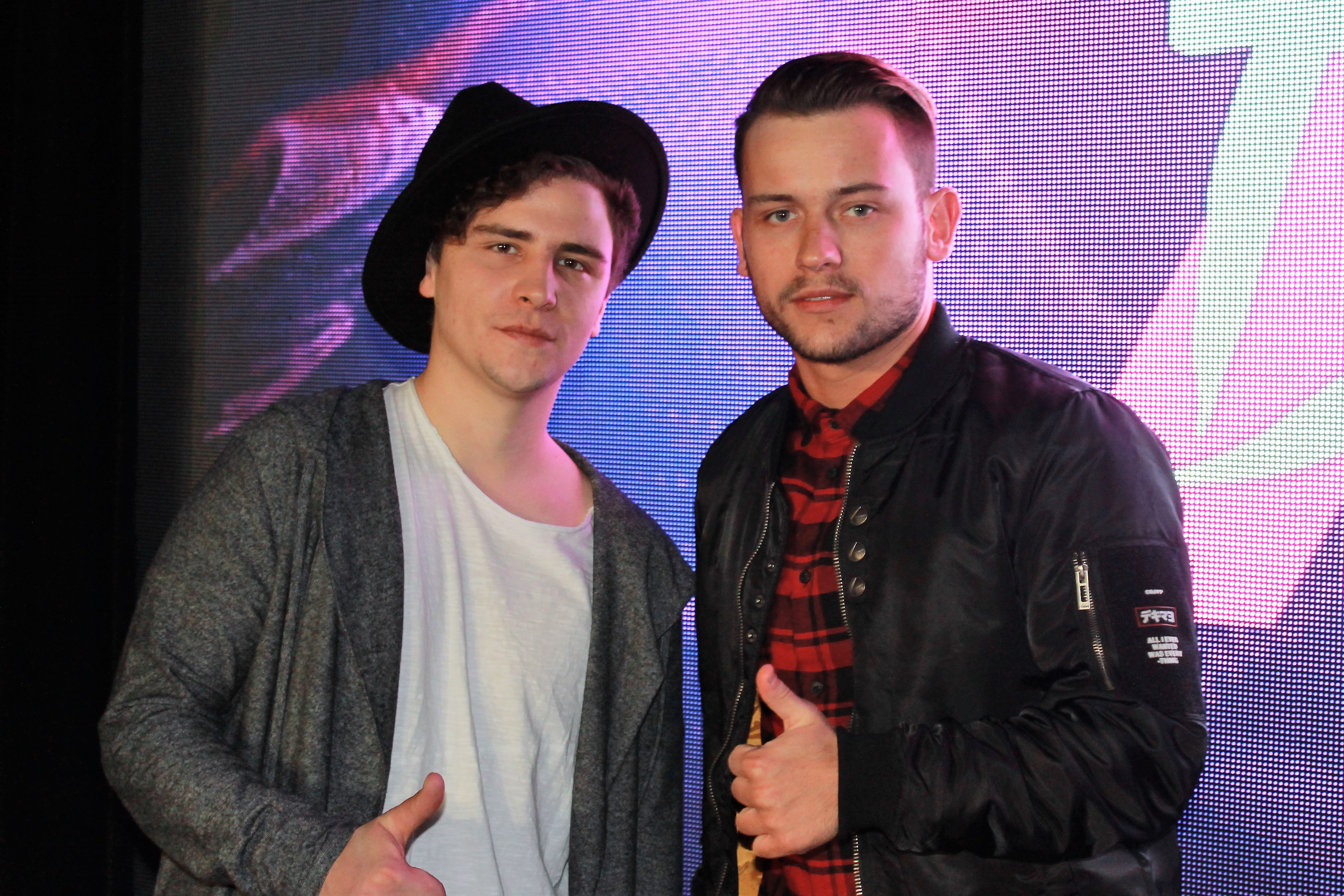
yesyes
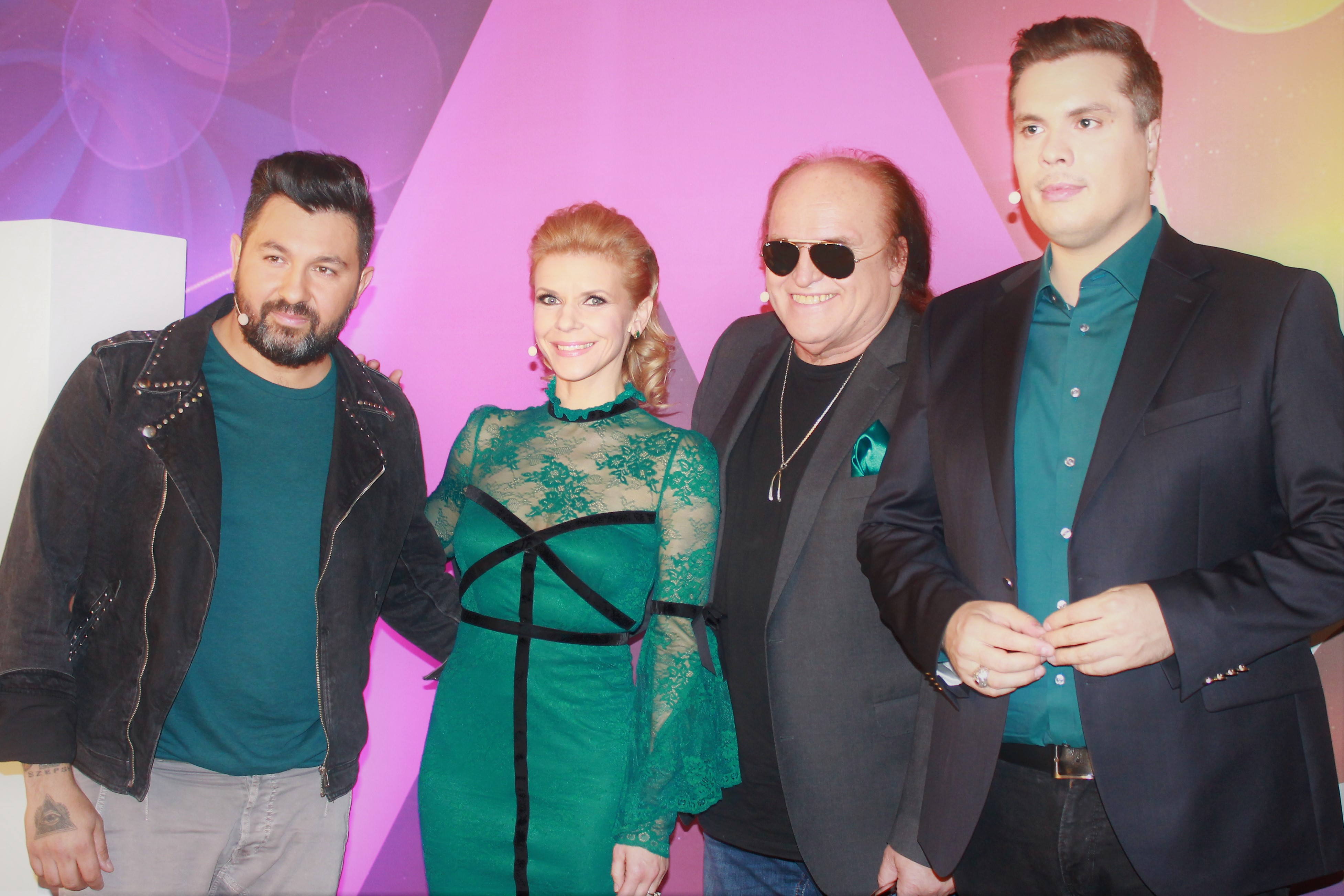
A zsűri a harmadik válogató előtt

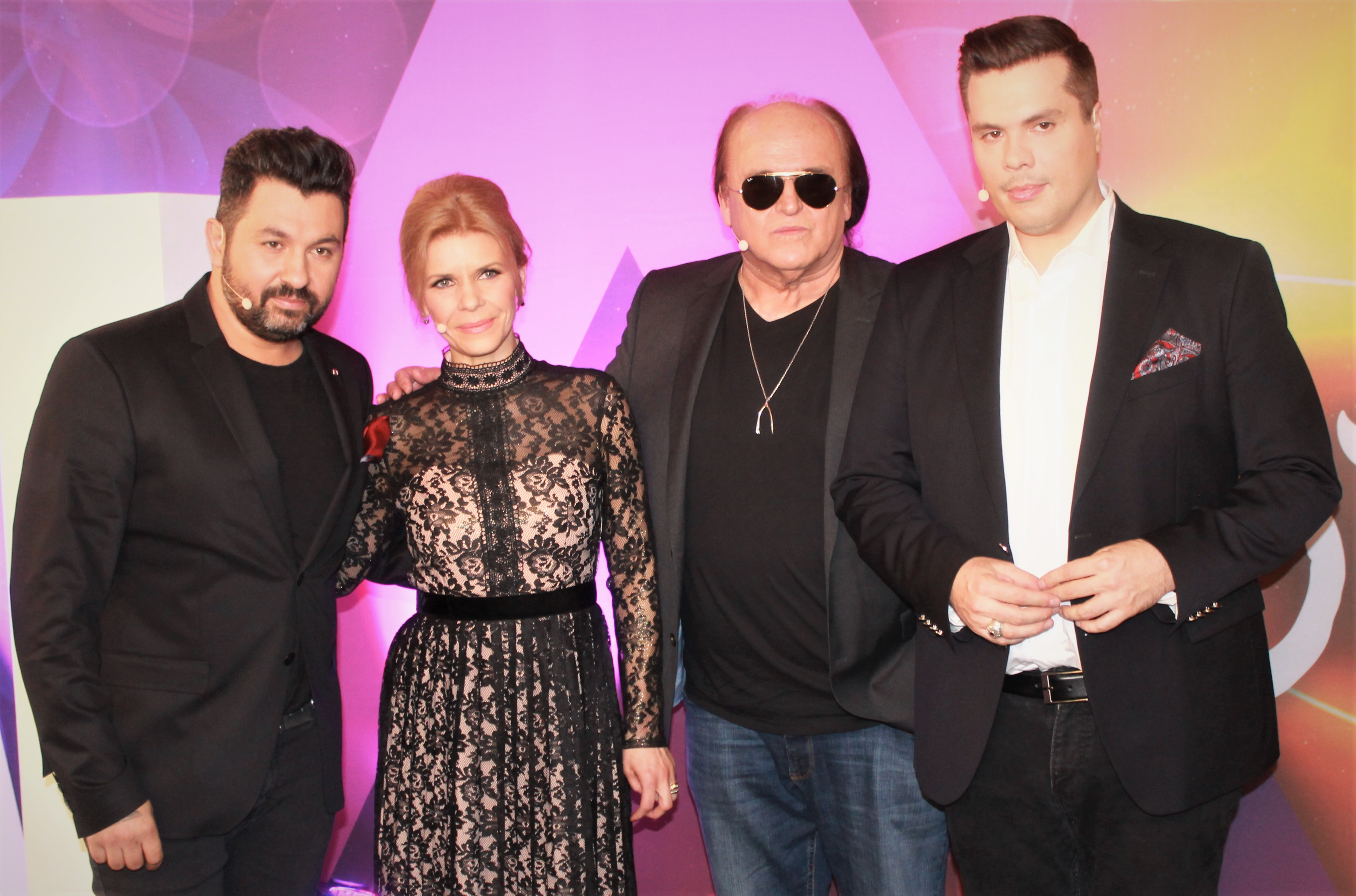
A zsűri a második elődöntő előtt
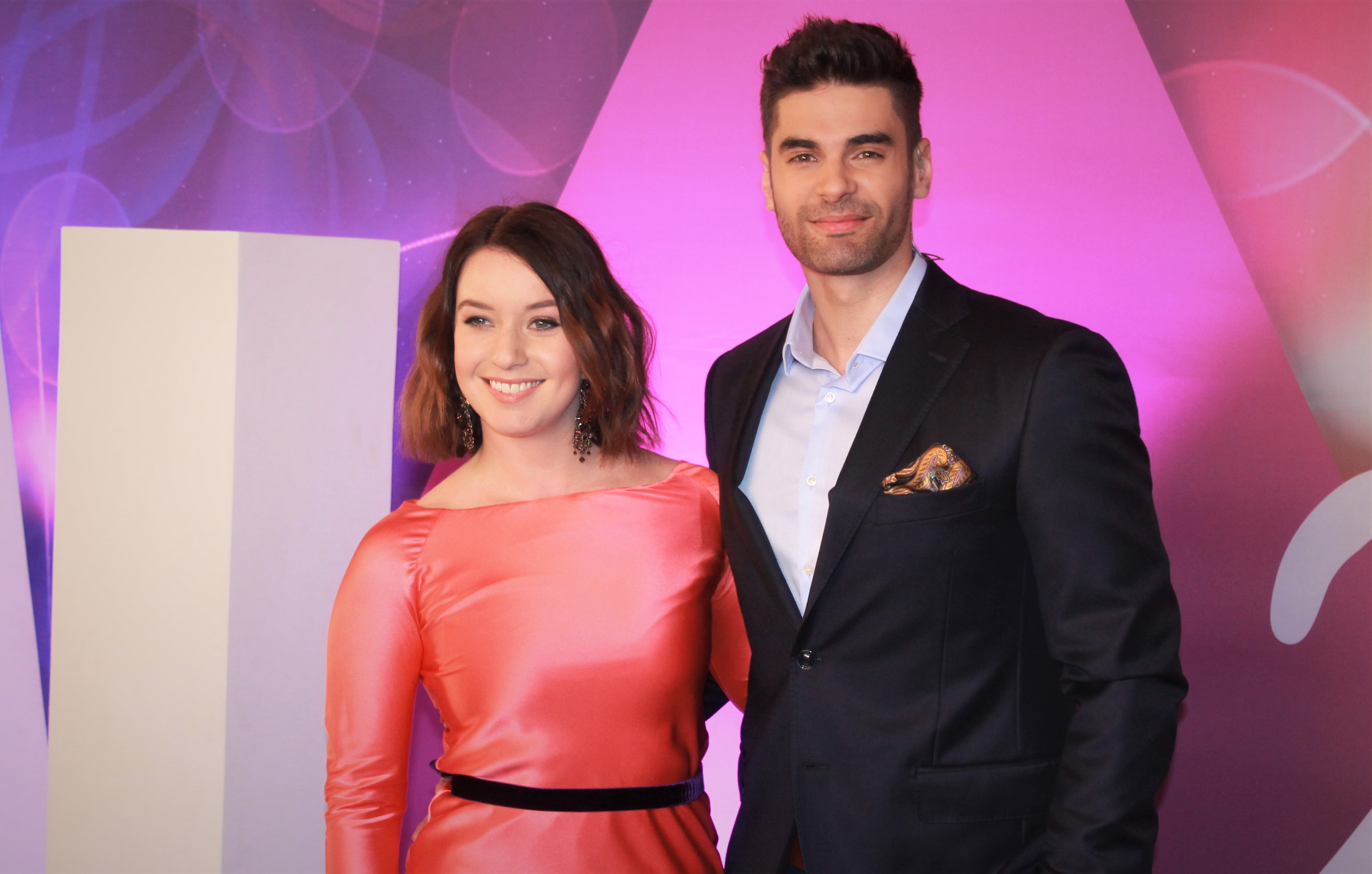
A műsorvezetők a második elődöntő előtt
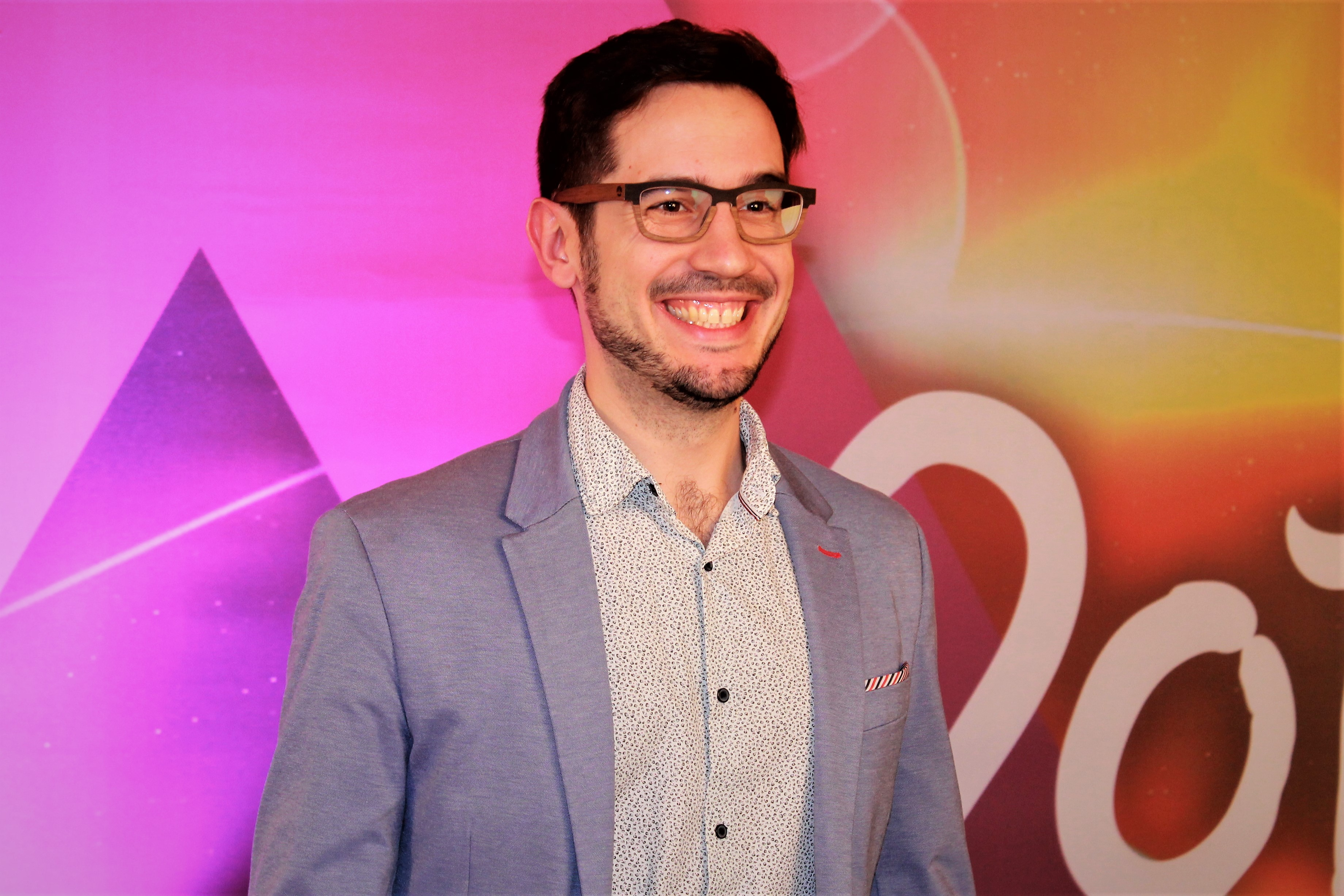
Csorba Lóci, A Dal 2018 vloggere